# Stade Malherbe Caen
Vous lisez un « article de qualité » labellisé en 2010.
Pour les articles homonymes, voir SMC.
Maillots
Actualités
Dernière mise à jour : 29 décembre 2024.
Le Stade Malherbe Caen, officiellement « Stade Malherbe Caen Calvados Basse-Normandie », est un club de football français basé à Caen, fondé en 1913.
Le club tire son nom du lycée Malherbe, qui porte lui-même le nom du poète François de Malherbe, natif de Caen. Originellement omnisports, le Stade Malherbe se fait avant tout connaître pour les résultats de sa section football. Installé dès sa fondation au stade de Venoix, le club reste longtemps un acteur régional important, mais amateur – bien qu'il tente l’aventure du professionnalisme peu après son autorisation en France, entre 1934 et 1938. Il dispute vingt des vingt-deux éditions du championnat de France amateurs entre 1948 et 1970 puis, après la réforme des championnats, il fait plusieurs allers-retours entre les deuxième et troisième divisions nationales.
Sous la direction sportive de Pierre Mankowski, arrivé comme entraîneur-joueur en 1983, « Malherbe » retrouve la deuxième division et renoue en 1985 avec le statut professionnel. Trois ans plus tard, le club normand est promu pour la première fois en première division, où il se maintient d'abord de justesse. L'entraîneur suisse Daniel Jeandupeux lui donne un nouvel élan sportif : en 1992, quelques mois après que le club a été sauvé du dépôt de bilan, les Caennais terminent à la cinquième place du championnat et découvrent à ce titre la coupe d'Europe. L'année suivante, le club s'installe au stade Michel-d'Ornano, symbole de ses nouvelles ambitions. Il est pourtant relégué en 1995, et en dépit d'un premier titre de champion de France de deuxième division en 1996, il retombe dans un certain anonymat.
Privatisé en 2000, le club appartient dès lors à plusieurs entrepreneurs locaux à parts égales. La seconde présidence de Jean-François Fortin, de 2002 à 2018, coïncide avec une nouvelle période de réussite sportive. Sous la direction successive des entraîneurs Patrick Remy, Franck Dumas et Patrice Garande, les « Malherbistes » sont promus à quatre reprises dans l’élite entre 2004 et 2014. Ils remportent le championnat de Ligue 2 en 2010, disputent la finale de la Coupe de la Ligue en 2005 et une demi-finale de Coupe de France en 2018.
Le départ de Fortin, contraint par les autres actionnaires, est suivi par la relégation du club en ligue 2 et d'importantes difficultés financières. En 2020, par l'entremise de Pierre-Antoine Capton, le club est cédé au fonds d'investissement américain Oaktree. Ce dernier revend en 2024 ses parts à Coalition Capital, fonds appartenant au footballeur vedette Kylian Mbappé.
En 2025, après 41 ans passé dans les championnats professionnels, le club est relégué en National, le troisième échelon du football français.

## Repères historiques

### Genèse (avant 1913)

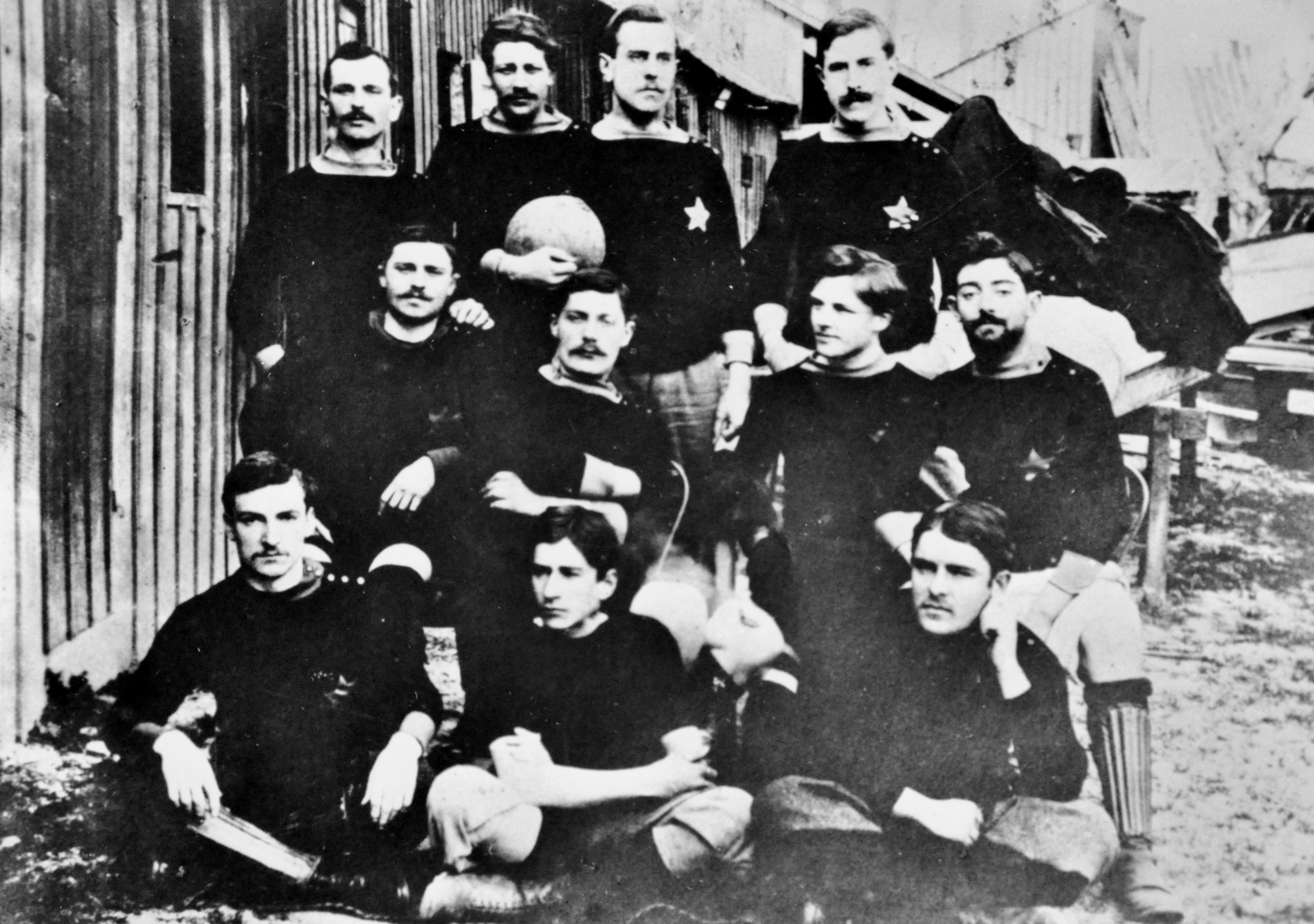
Équipe de l'Association des Étudiants de Caen en 1899. Le futur maire de Caen André Détolle est en bas à gauche, Leboucher (futur joueur du SMC), en haut à droite.

Plusieurs clubs de sport sont créés à Caen à la fin du XIXe siècle. Parmi ceux-là, l'Union sportive des étudiants de Caen (USEC), fondée en 1892, l’Union Athlétique du Lycée Malherbe (UALM), créée en 1895[Information douteuse] et le Club sportif caennais en novembre 1899.[réf. nécessaire]
Les deux premiers clubs participent aux premières éditions du championnat de Basse-Normandie de football USFSA, que les Etudiants remportent en 1901, 1902 et 1904 et le Lycée en 1903. Bien que le CS caennais soit un club omnisports qui semble plutôt[pas clair] spécialisé dans la pratique de la course à pied et de l’athlétisme, sa section football remporte à son tour le championnat régional USFSA en 1907,.
Le 28 octobre 1907, André Détolle, futur maire de Caen, Albert Berger et Henri Françoise, anciens membres de l’UALM, créent le Club Malherbe caennais, qui remporte le championnat de Basse-Normandie de l'USFSA en 1908, 1909, 1910 et 1912. Entre 1909 et 1911, plusieurs rencontres amicales sont organisées entre Caennais et les Anglais de St. Albans City Football Club ; d’abord avec une sélection de joueurs bas-normands, puis avec le Club Malherbe uniquement. Le Club Malherbe absorbe en février 1911 l’Union sportive des étudiants de Caen, renforçant sa position de club de football bas-normand.

### Premières années et première aventure professionnelle (1913-1947)
Le Stade Malherbe caennais naît officiellement le 15 octobre 1913, après plusieurs réunions organisées dans le courant du mois de septembre entre les dirigeants du Club Malherbe caennais et du Club sportif caennais. Les statuts sont validés en préfecture le 17 novembre 1913. Le nouveau club est omnisports, il adopte le « Malherbe » et le maillot à rayures du CMC, et les couleurs rouge et bleue du CSC. Le club possède ses propres installations – le stade de Venoix – héritées du Club sportif caennais.

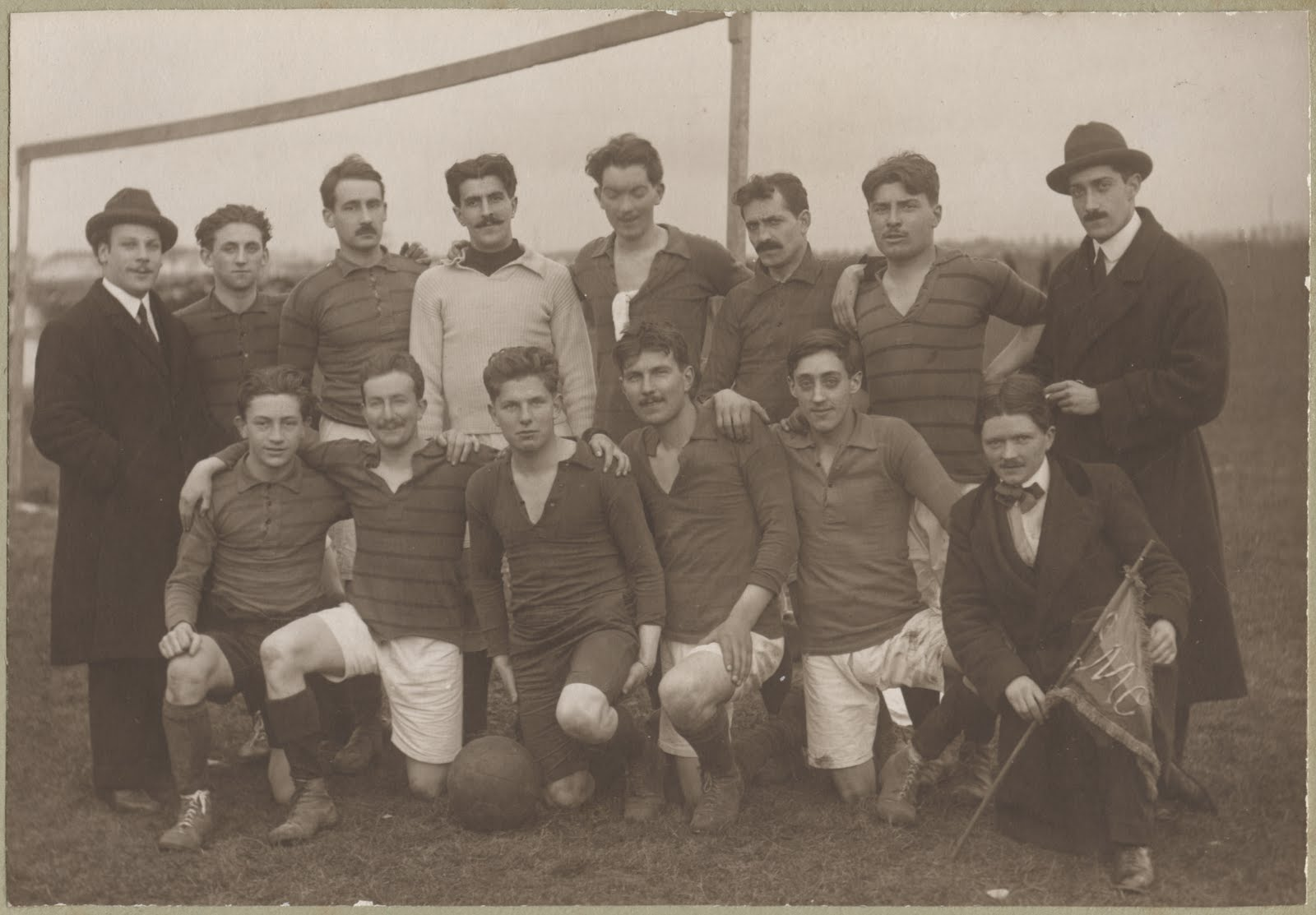
L'équipe du SMC en 1919.

En pratique, l’équipe de football du Club Malherbe caennais, déjà engagée en championnat de Basse-Normandie USFSA, change de nom juste avant le début de la saison. En remportant la compétition, le Stade Malherbe enregistre son premier titre dès sa première année d’existence. Qualifié pour les phases finales du championnat de France de football USFSA de 1914, il est éliminé en huitième de finale par l’union sportive Saint-Servannais, champion de Bretagne et futur demi-finaliste de l’épreuve, après lui avoir tenu tête lors d'un premier duel (3-3) et dû déclarer forfait au second.
La Première Guerre mondiale interrompt les compétitions et de nombreux joueurs sont partout mobilisés. Trente-neuf membres du club caennais sont ainsi tués pendant les combats, dont Eugène Lesomptier, son capitaine et meilleur joueur,. Cependant, à la demande du Ministère de la Guerre, l'USFSA incite les clubs à maintenir et reconstituer leurs équipes de football. Le club reprend donc ses activités et remporte à nouveau en 1917-1918 un championnat régional.
En 1919, la nouvelle Fédération française de football association unifie le football français. Les différents championnats de France, dont celui de l'USFSA, disparaissent et sont remplacés par des championnats régionaux, les « Divisions d'honneur ». En Normandie, la Ligue de football de Normandie, organisent deux championnats, un en Basse-Normandie et un en Haute-Normandie, dont les vainqueurs s'affrontent en finale. Le Stade Malherbe, renforcé par l'installation à Caen de l'ancien international français Eugène Maës, enlève six titres de Basse-Normandie entre 1920 et 1928, mais s'incline systématiquement contre son homologue haut-normand, que ce soit Le Havre AC, le FC Rouen ou le Stade havrais. Le club participe également à la coupe de France à partir de sa 3e édition, en 1919-1920, sans autre succès que des qualifications pour les 32es de finale en 1921 et 1922.
À l'issue de la saison 1928-1929, le championnat de Normandie est réorganisé avec une poule unique. Le club dispute la poule de classement mais y termine dernier. L'année suivante il intègre le championnat de Division d'honneur de Normandie avec le FC Rouen, le Havre AC, l’US Quevilly, la Stella de Cherbourg, etc. Il en termine dernier la première année mais sauve sa place en barrage contre le CS Honfleur. La saison suivante le club termine 6e, puis 5e en 1932-1933.

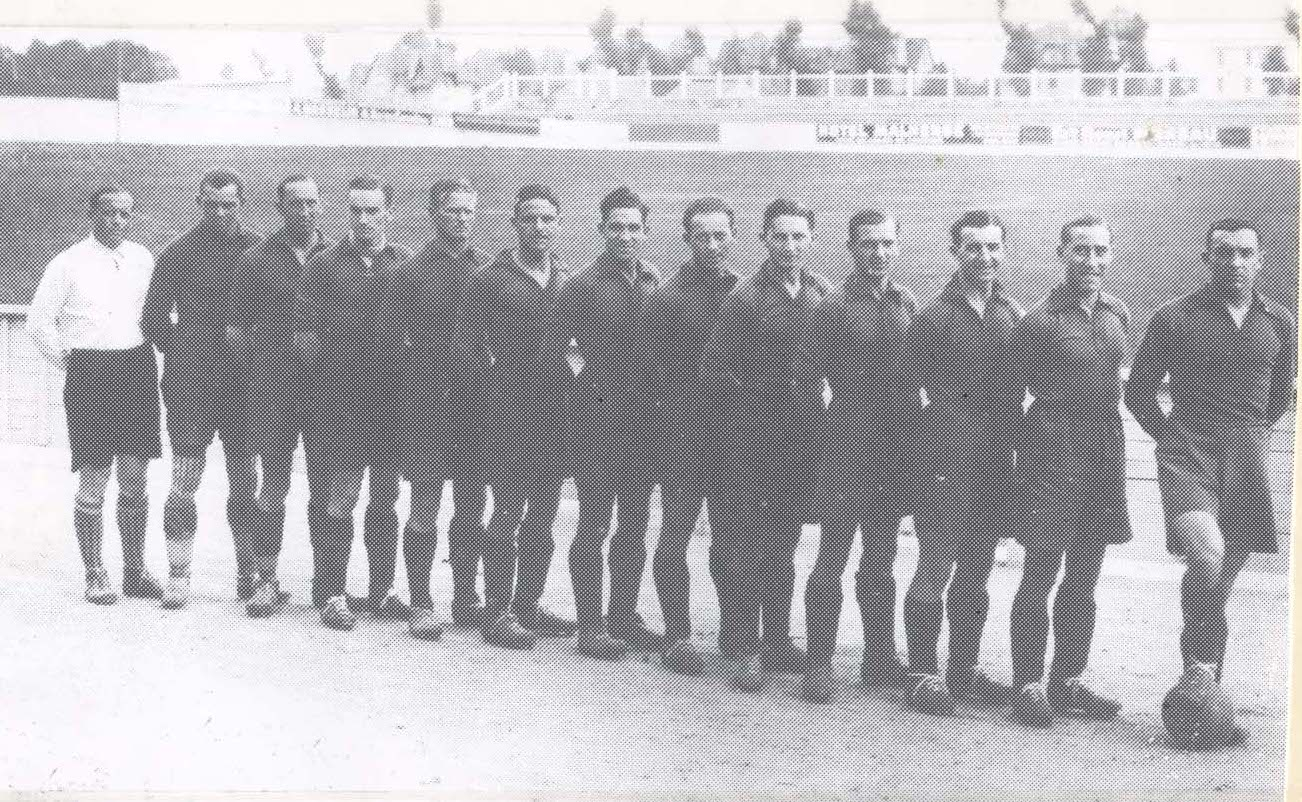
Première équipe professionnelle du Stade Malherbe, saison 1934-1935

En 1934, un an après le FC Rouen et le Havre AC, le Stade Malherbe acquiert le statut professionnel, ce qui lui permet d’intégrer la deuxième division du championnat de France. Lors de la première saison, le club termine à la 11e place sur 16. La saison suivante, le club arrive à se hisser à la 6e place. En 1936-1937, le club termine 8e mais sa situation financière se dégrade progressivement. Exsangue, le Stade Malherbe met fin à l’aventure professionnelle au terme de la saison 1937-1938, après quatre saisons professionnelles.
Le club réintègre le championnat de Division d'honneur de Normandie dont il remporte l'édition 1938-1939, avant que les compétitions ne soient bouleversées par la Seconde Guerre mondiale. Caen dispute pendant le conflit le « critérium de Basse-Normandie », qu'il remporte en 1942 et 1943, ainsi que la plus traditionnelle coupe de Normandie en 1942. Au sortir de la guerre, les compétitions officielles reprennent, et le club remporte le championnat de Division d'honneur de Basse-Normandie en 1946, 1947 et 1948.

### Un grand club amateur (1948-1983)
En 1948, la Fédération française met en place un championnat de France amateur (CFA) national, sur toute la saison, qui devient le troisième niveau de la hiérarchie du football français. Trois clubs normands, parmi lesquels le Stade Malherbe et l'US Quevilly, sont intégrés au groupe Nord de cette « Division nationale », qui compte également les meilleurs clubs amateurs des Ligues du Nord et de Paris.
Malgré les appels successifs à de grands noms, anciens internationaux français, en tant qu’entraîneurs-joueurs – Jules Vandooren, Jean Prouff, André Grillon, Jean Vincent et Célestin Oliver – et de bons résultats généraux, les Caennais ne parviennent jamais à terminer en tête de leur groupe de CFA. Ils finissent au 2e rang du groupe Nord en 1951, loin cependant derrière l'UA Sedan-Torcy, futur champion national, et au 3e rang du groupe Ouest en 1953, deux points derrière le SO Cholet. Le Stade Malherbe fait essentiellement parler de lui par des exploits répétés en coupe de France dans les années 1950, au premier rang desquels l’élimination du Stade de Reims (2-1), champion de France, le 19 janvier 1953. Trois ans plus tard, les Caennais éliminent le Racing Club de Paris (3-2), club de D1, puis Alès (1-0), club de D2, avant de s'incliner face au RC Lens en 8e de finale, après prolongations (1-4). En 1958, les Caennais poussent le FC Nantes à disputer cinq rencontres pour se départager : les trois premiers matchs se soldent par des matchs nuls 0-0, le quatrième est arrêté par une tempête, le cinquième voit les Nantais l’emporter 1-0. Le règlement de la coupe de France est modifié la saison suivante afin de limiter à trois le nombre de confrontations. En 1961 enfin, l’équipe élimine le RC Lens (2-1 après prolongations) puis l’US Forbach, club de deuxième division (2-2, puis 3-2), avant de s’incliner face aux Girondins de Bordeaux en huitième de finale (3-1). Ces différents exploits permettent au club de remporter le « challenge France-Football » récompensant la meilleure équipe amateur en coupe de France en 1956 et 1961.
Miné par l’instabilité chronique de ses dirigeants et une santé financière précaire, le Stade Malherbe se fragilise peu à peu. Il est relégué à deux reprises (en 1962 et 1965) en championnat de division d’Honneur de Normandie, qu'il remporte les deux fois dans la foulée de façon à retrouver sa place en CFA.
En 1970, le CFA, auquel le SM Caen a participé à vingt des vingt-deux éditions, est supprimé. À la suite de l’élargissement de la deuxième division de 16 à 48 équipes, le club normand y est promu. Durant les années 1970, l’équipe première évolue entre D2 et D3, sans parvenir à se stabiliser. En 1975, l’équipe fanion, dirigée par Jacques Mouilleron et menée notamment par Jean-Paul Bouffandeau et Jean-Paul Pottier, élus joueurs amateurs de l’année en 1975 et 1976, remporte le groupe Ouest de troisième division. C'est le premier titre du club dépassant le cadre de la Normandie. Le Stade Malherbe est désigné meilleur club amateur par France Football en 1975,. La saison suivante, l’équipe se bat longtemps dans le trio de tête et termine finalement au sixième rang du groupe A de deuxième division. Pourtant, les résultats ne suivent pas : trois ans plus tard, le club redescend à l’étage inférieur, où il ne termine qu’à la neuvième place. De nouveau champions de D3 en 1980 sous la direction d’Alain Laurier, les Caennais ne parviennent pas à se maintenir en deuxième division la saison suivante.

### De la3edivisionà la coupe d'Europe (1983-1993)
En 1983, quand Pierre Mankowski est recruté comme entraîneur-joueur, le Stade Malherbe évolue en troisième division. Son arrivée coïncide avec la remontée du club en D2, obtenue à l’issue d'un duel serré avec le CA Lisieux de Jacques Santini. Les Caennais s’offrent une belle aventure de coupe de France, en éliminant l’US Normande, le RC Paris puis le Lille OSC, club de D1, avant de s’incliner aux tirs au but face au Stade lavallois, qui vient d’éliminer le Dynamo Kiev en coupe d'Europe,. Fin 1984, Pascal Théault et Pierre Mankowski sont respectivement nommés joueur et entraîneur amateurs de l’année. Le club obtient, la saison suivante, un maintien relativement confortable en deuxième division, à l’issue duquel il adopte le statut professionnel. Mankowski est ambitieux et le club ne cache pas sa volonté d'intégrer l’élite. L'effectif est renforcé progressivement, d’abord en défense, puis en attaque. Les Caennais terminent sixième de D2 en 1986, puis deuxième en 1987 grâce notamment à son duo de « PP flingueurs », Philippe Prieur et Éric Pécout. Alors que les Caennais ont fait cette saison-là du stade de Venoix une place inviolée, ils s’y inclinent face à l’AS Cannes au premier tour des barrages de montée (0-1).
Les Caennais terminent la saison suivante en tête de leur championnat, à égalité de points avec le RC Strasbourg, mais doivent disputer les barrages du fait d’une différence de buts défavorable. Ils disposent d’abord de l’Olympique Alès aux tirs au but (1-1, 3-2 tab), puis éliminent l’Olympique lyonnais (1-2, 2-0). Enfin, ils affrontent les Chamois niortais, relégués de D1. Après un match nul à Niort (1-1), les Caennais l’emportent 3-0 à Venoix et obtiennent leur montée dans l’élite.
En 1988 le Stade Malherbe découvre la Division 1, dont il a le plus faible budget. Handicapés par de nombreux départs, dont celui de Mankowski (remplacé par Robert Nouzaret), les Caennais débutent la saison par six défaites consécutives, ce qui semble confirmer les pronostics des journalistes. Ils obtiennent pourtant leur maintien in extremis, un point devant le RC Strasbourg, grâce notamment à l'avènement d'un attaquant prometteur formé au club, Fabrice Divert, qui inscrit 14 buts durant la saison. Le club, rebaptisé « Stade Malherbe Caen Calvados Basse-Normandie » en début de saison à la suite de la scission de la branche football du Stade Malherbe Omnisports, confirme non sans difficultés son maintien en Division 1 la saison suivante.
Le nouvel entraîneur Daniel Jeandupeux recompose largement l’effectif caennais à l’été 1990. La saison 1990-1991 voit le Stade Malherbe prendre place dans la première partie du classement, grâce aux très bons résultats obtenus au stade de Venoix et à des recrues de renom. Cependant, à l’automne 1991, la presse dévoile que le club est proche du dépôt de bilan, du fait d’un déficit supérieur à 32 millions de francs. Les entreprises régionales et collectivités locales renflouent le club, qui réalise une saison exceptionnelle : le Stade Malherbe termine cinquième du championnat de France, et obtient sa première, et à ce jour unique, qualification pour la Coupe de l'UEFA. Son meilleur buteur, Stéphane Paille, inscrit 15 buts au cours de la saison. Deuxième de son groupe de la Coupe Intertoto 1992, donc qualificatif pour la coupe de l'UEFA 1992-1993.
En août 1992, le tirage de la Coupe de l'UEFA réserve au club normand un adversaire de marque dès le premier tour : le Real Saragosse. Les Caennais attaquent tambour battant le match aller, disputé au stade de Venoix : après vingt minutes, ils mènent 2-0 grâce à Stéphane Paille et Xavier Gravelaine, puis 3-1 grâce à un nouveau but de Paille, servi par Gravelaine. La deuxième mi-temps voit les Caennais se créer de nouvelles occasions, sans réussite. Les Espagnols réduisent finalement la marque sur une action litigieuse ; Caen l'emporte 3-2,.
Quelques jours plus tard, Gravelaine est sélectionné en équipe de France pour la première fois de sa carrière. La rencontre est élue en fin d'année « match de l’année 1992 » par le magazine France Football. Lors du match retour en Espagne, dirigé par le controversé arbitre gallois Howard King, les Espagnols bénéficient d’un arbitrage sujet à polémique mais l’emportent assez logiquement sur les Caennais, en dépit du pari tactique de Daniel Jeandupeux (le meneur de jeu Stéphane Dedebant et le buteur Paille jouent en défense),. Sur les deux matchs, les Caennais sont éliminés.
L’explosion au plus haut niveau de Gravelaine, auteur de vingt-deux buts toutes compétitions confondues, et cette honorable élimination en Coupe de l'UEFA, ne permettent toutefois pas de masquer totalement le recrutement insuffisant réalisé à l'inter-saison du fait des problèmes financiers précités. Le SM Caen termine la saison 1992-1993 à une relativement décevante onzième place.

### Entre première et deuxième division (1993-2020)

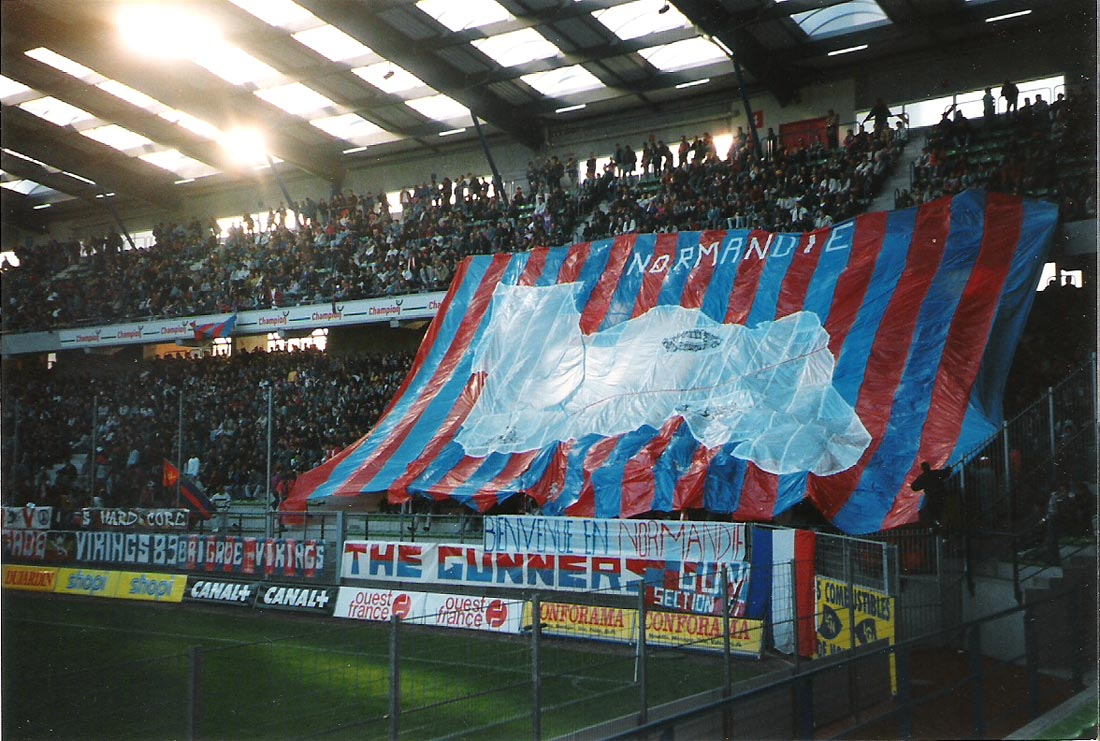
Tifo à d'Ornano pour le derby de la Normandie en 1995.

En 1993, l’équipe quitte l’emblématique stade de Venoix pour le stade Michel-d'Ornano. Plus grand, plus moderne et plus confortable, la nouvelle enceinte symbolise les ambitions du Stade Malherbe. Malheureusement, les joueurs majeurs des saisons précédentes quittent le club un par un, et leurs remplaçants ne se révèlent pas à la hauteur. Jeandupeux, dont le contrat n'est pas reconduit, est remplacé en 1994 par Mankowski, de retour. Malgré le recrutement de l’international suédois Kennet Andersson, vedette de la dernière Coupe du monde, l'équipe est logiquement reléguée en deuxième division l'année suivante.
Judicieusement renforcé, le Stade Malherbe remporte immédiatement le championnat de France de deuxième division, ce qui constitue le premier titre professionnel de l’histoire du club. Mais affaiblie par le départ de son duo d'attaque et de Mankowski, et alors que l'élite est réduite de vingt à dix-huit clubs, l'équipe termine l'année suivante à la 17e place du championnat, ce qui la ramène en D2.
1997-1998 initie une série de sept saisons consécutives en deuxième division, ce qui oblige le club à s'appuyer de plus en plus sur son centre de formation. L'Argentin Gabriel Calderón, débutant au poste d'entraîneur, est écarté après quelques semaines catastrophiques. Il est remplacé par le directeur de la formation Pascal Théault. Pendant trois saisons, Théault amène l'équipe dans le premier tiers du classement, en n'hésitant pas à faire confiance aux jeunes du club, sans pouvoir toutefois se mêler à la lutte pour la montée. Privatisé lors de l'été 2000, le club connaît une saison 2000-2001 difficile, marquée par le départ de Théault et un maintien obtenu lors de l'avant-dernière journée.

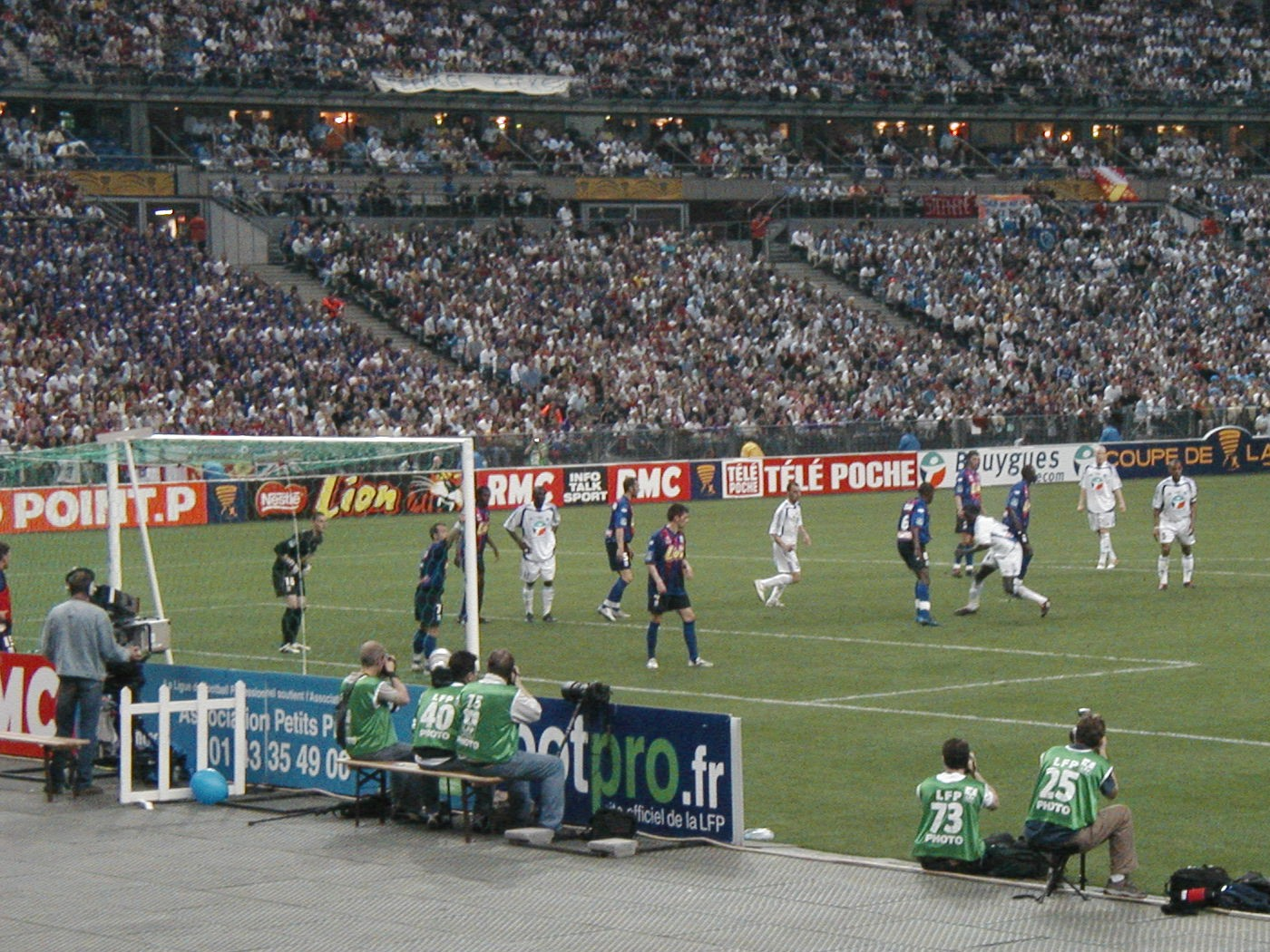
Finale de la Coupe de la Ligue 2005.

Le retour de Jean-François Fortin comme président et le recrutement de l'entraîneur Patrick Remy voit le club se relancer progressivement à partir de 2002. En 2004, le SM Caen est promu pour la troisième fois de son histoire en première division. La montée est assurée le soir d'une victoire à Rouen. En « Ligue 1 », les Caennais réalisent une saison animée, au dénouement cruel : ils atteignent la finale de Coupe de la Ligue (1-2), mais s'y inclinent face au Racing Club de Strasbourg, au Stade de France devant 78 732 spectateurs, puis sont relégués en deuxième division après une défaite sur le terrain du FC Istres, pourtant bon dernier, lors de la dernière journée.
Remy est remplacé par l'ancien capitaine Franck Dumas, devenu directeur sportif. Handicapée par un départ raté, l'équipe manque de justesse la remontée directe en 2006 mais pas l'année suivante, où elle réalise un parcours sans frayeur. En 2007-2008, les Caennais brillent en Ligue 1 par leur allant offensif. Ils pointent à la 4e place à la trêve et terminent finalement 11e, signant le premier maintien du club dans l'élite depuis 1994. Malgré le recrutement de Steve Savidan, une des vedettes du championnat, permis par le départ du jeune Yoan Gouffran, la performance n'est pas rééditée la saison suivante : au soir de la dernière journée, une défaite face aux Girondins de Bordeaux, signée par un but du même Gouffran, offre le titre à ces derniers et condamne les Caennais à la Ligue 2.

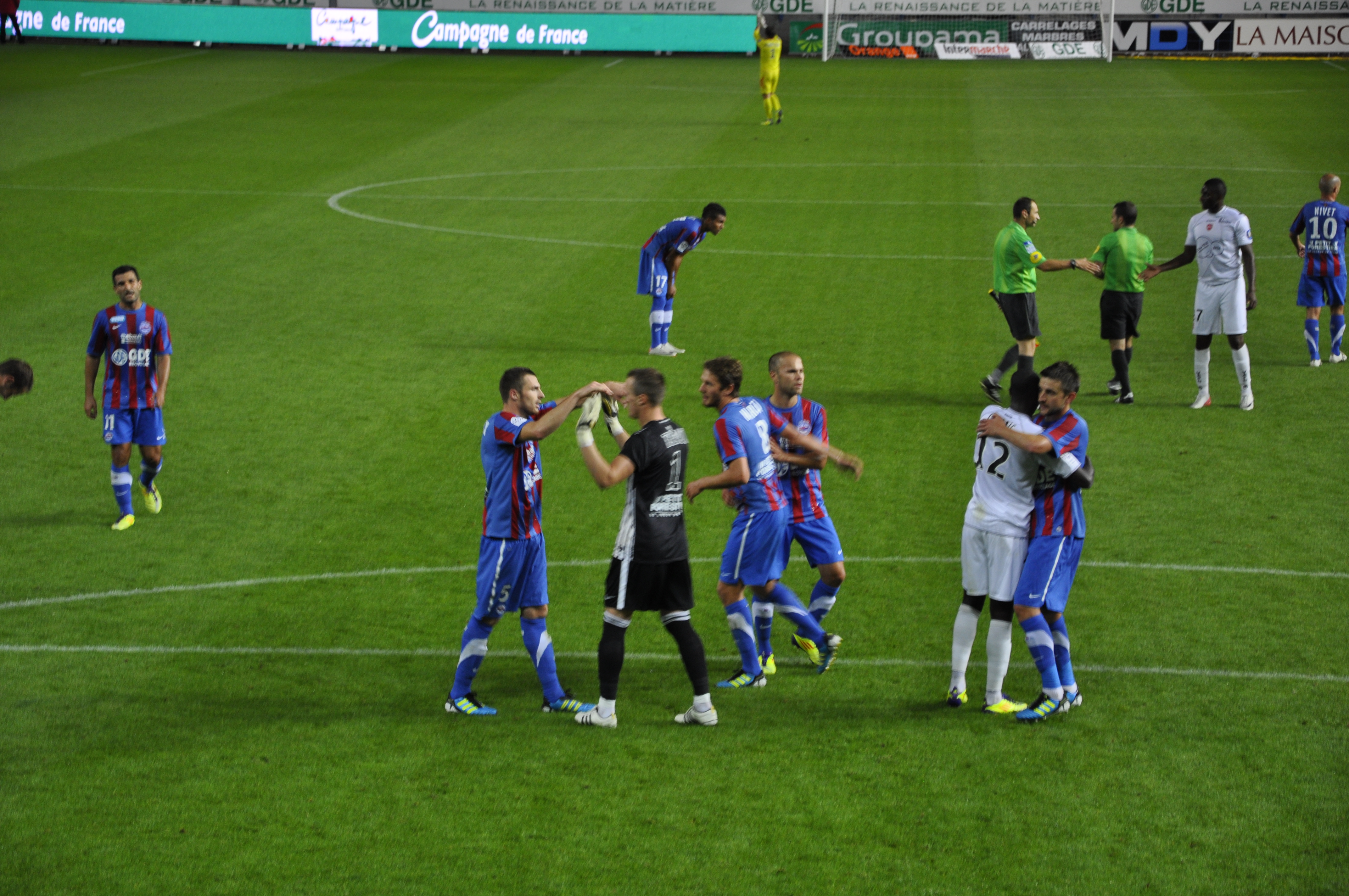
Félicitations des joueurs caennais, août 2011.

Malgré plusieurs départs, le Stade Malherbe obtient de très bons résultats dès le début de la saison 2009-2010, qui lui permettent d'assurer la remontée du club à cinq journées de la fin, puis de remporter pour la 2e fois le titre de champion de Ligue 2. Grâce au talent de plusieurs jeunes (notamment le buteur El-Arabi et l'ailier Hamouma), les Caennais parviennent à se maintenir dans l’élite la saison suivante, à l'issue d'une lutte serrée. En 2011-2012, l'équipe se bat de nouveau pour son maintien, qui paraît acquis à trois journées de la fin. Mais l'équipe s'effondre et une série de trois défaites lui est fatale. C'est la 5e relégation du club depuis 1995.
Devenu la cible des médias, Franck Dumas est remplacé par son adjoint Patrice Garande, dont l'objectif assigné est une montée dans les deux ans. En 2012, Caen termine à la 4e d'un championnat particulièrement relevé. Sa 2e saison, celle du centenaire pour le club, débute avec le retour avorté de Jérôme Rothen. Malgré une victoire de prestige en octobre face au Milan AC, les résultats en championnat sont décevants jusqu'à la trêve. Une impressionnante deuxième partie de saison permet pourtant aux Caennais de rattraper leur retard et d'arracher leur retour en Ligue 1, officialisé le soir d'un match en retard face au Nîmes Olympique.
En novembre 2014, alors que l'équipe évolue dans la seconde moitié du classement de Ligue 1, le club se trouve mêlé à l'affaire des « matchs présumés truqués » du Nîmes Olympique, dans laquelle le président Jean-François Fortin et le directeur de la sécurité Pilou Mokkedel sont mis en examen. Xavier Gravelaine, nommé directeur général pendant l'été, assure l'intérim à la tête du club. Alors qu'à la trêve de Noël, l'équipe occupe la dernière place du classement, elle se redresse de manière spectaculaire début 2015. En mars, la Ligue de football professionnel disculpe finalement le club et le président Fortin. Les Caennais terminent finalement au 13e rang, avec la quatrième meilleure attaque. Malgré de nombreux transferts parmi les joueurs offensifs et le départ de N'Golo Kanté en Angleterre contre une indemnité record, la saison 2015-2016 démarre particulièrement bien. Début décembre, après seize journées, le Stade Malherbe est 2e du championnat derrière le Paris SG. Plus en difficulté ensuite, le club réalise malgré tout sa meilleure saison depuis vingt-quatre ans en terminant à la 7e place.
Au printemps 2016, le club annonce le lancement d'un ambitieux projet baptisé « Malherbe 2020 », qui prévoit notamment la construction d'un camp d’entraînement privé et moderne, la rénovation des stades Michel-d'Ornano et Venoix ainsi que la modernisation du centre de formation. Sur le plan sportif, les saisons suivantes sont cependant difficiles. En 2017 puis 2018, Caen se maintient par deux fois dans les mêmes circonstances des matchs nuls obtenus face au Paris SG lors de l'ultime journée de championnat. En 2017, l'égalisation arrachée en toute fin de match au Parc des Princes grâce à un but de Ronny Rodelin reste un moment de joie mémorable et inattendu.
La fin de saison 2017-2018 est le théâtre d'une opposition entre actionnaires qui aboutit au départ de Jean-François Fortin, mis en minorité. Gilles Sergent, devenu président, doit gérer un vaste renouvellement sportif, avec le recrutement d'un nouvel entraîneur, Fabien Mercadal, qui connait là sa première expérience dans l'élite, le remplacement du staff technique, et le départ de nombreux joueurs cadres (Julien Féret, Rémy Vercoutre, Damien Da Silva, Ivan Santini ou encore Ronny Rodelin). La saison suivante est très difficile. Les Normands flirtent avec la zone de relégation tout au long de la saison. L'arrivée en cours de saison de Rolland Courbis pour épauler Fabien Mercadal semble permettre un nouveau sauvetage in-extremis, mais l'équipe termine finalement à la 19e place, synonyme de retour en Ligue 2.
L'été 2019 est celui d'un nouveau chambardement sportif. Mercadal et Courbis sont remerciés, puis Gilles Sergent démissionne. Fabrice Clément est nommé président. Il débauche de Troyes l’entraîneur portugais Rui Almeida, et doit de nouveau gérer un vaste renouvellement de l'effectif consécutif à la relégation, qui ne se termine que dans les derniers jours du marché des transferts. Les performances de l'équipe sont rapidement préoccupantes, au point que Clément décide dès la fin de septembre de mettre fin au contrat de l’entraîneur. Il est remplacé par Pascal Dupraz, libre depuis son départ de Toulouse un an et demi plus tôt. Malgré le manque de renfort pendant le mercato d'hiver, ce dernier réussit quelque peu à remettre l'équipe sur pied, qui pointe à la 13e place lors de l'arrêt du championnat à la suite de la pandémie du Covid-19.

### Vente du club aux fonds Oaktree puis Coalition Capital (depuis 2020)

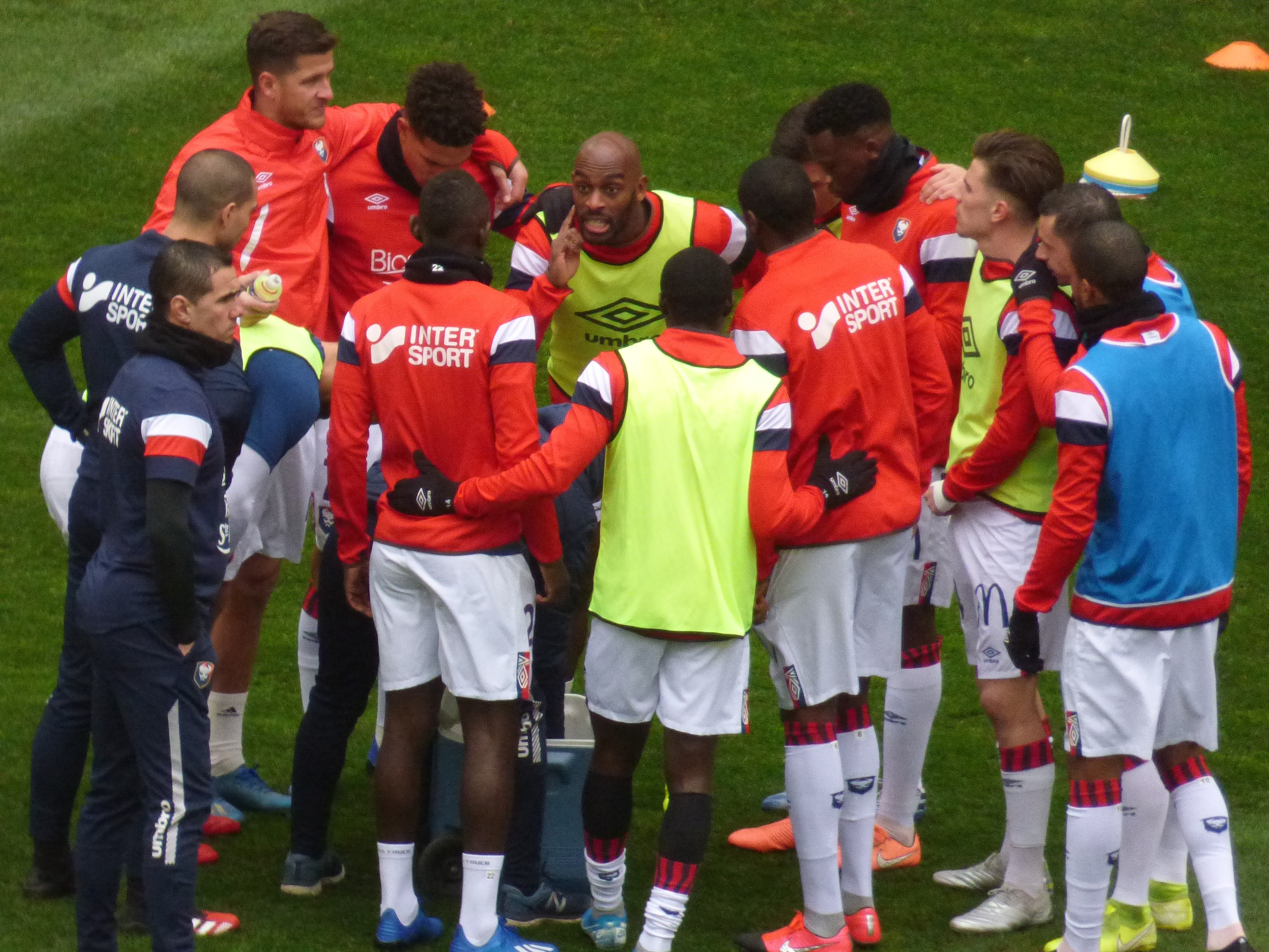
Discussion entre des joueurs caennais, en 2020.

Au début de la saison 2020-2021, le club est une nouvelle fois au cœur de profonds changements. En difficultés financières du fait de la réduction des recettes liée à la relégation, des nombreuses dépenses liées aux licenciements de Fabien Mercadal et Rui Almeida et de la masse salariale trop élevée liée à de nombreux recrutements, le club est sanctionné par la DNCG qui prononce l'encadrement de sa masse salariale. Pierre-Antoine Capton, actionnaire minoritaire du club et président de Mediawan, l'un des plus importants groupes audiovisuels d'Europe, mène un projet de rachat des parts du club. Il s'appuie sur le fonds d'investissement américain Oaktree. Quatorze mois après son intronisation, Fabrice Clément officialise son départ de la présidence le 19 août. Olivier Pickeu, ancien manager général du Angers SCO, est nommé président exécutif. Yohan Eudeline et Pascal Dupraz conservent leurs postes de directeur sportif et d'entraîneur.
Le 25 janvier 2021, la direction du club présente un projet de plan social de sauvegarde de l'emploi (PSE). Celui-ci vise à restructurer le club pour un fonctionnement en Ligue 2, en supprimant notamment une vingtaine de postes en CDI sur les 158 salariés que compte le club. Selon des estimations de la presse, les coûts de structures s’élèvent alors à environ 27 millions d’euros, dont 12 millions d’euros de masse salariale nette, et le déficit structurel, hors transferts, à environ 15 millions d’euros. Dupraz est démis de ses fonctions après une 2e partie de saison catastrophique, il est remplacé par l'entraîneur de la réserve Fabrice Vandeputte et son adjoint Cédric Hengbart. Devenu barragiste, le club obtient son maintien en s'imposant face au Clermont Foot (2-1) lors des dernières minutes de l'ultime journée de championnat.
À la suite de cette saison difficile, Pickeu convainc Stéphane Moulin, son ancien entraîneur à succès à Angers, qui arrive accompagné de tout son staff avec l'objectif d'un retour en trois ans en Ligue 1. Après un début de saison hésitant, l'équipe réalise une seconde moitié de saison plus convaincante, grâce notamment au passage en 3-5-2 ainsi qu'aux performances remarquées de plusieurs joueurs, comme Jessy Deminguet, Alexandre Mendy, Nuno Da Costa, Ali Abdi et le jeune Johann Lepenant. Mais la 2e saison de Moulin est marquée par un drame personnel et des désaccords de plus en plus marqués avec la direction. Il quitte finalement le club à l'été 2023. Le club lui choisit comme remplaçant l'expérimenté Jean-Marc Furlan mais la greffe ne prend pas. Il est écarté dès le mois de novembre et c'est l'emblématique ancien joueur Nicolas Seube, novice au poste d'entraîneur, qui prend la suite et parvient à rétablir la situation de manière spectaculaire.
Le 31 juillet 2024, le club annonce le rachat des parts jusqu'alors détenues par Oaktree par Coalition Capital, le fonds d'investissement appartenant à Kylian Mbappé. Ce n'est cependant qu'à l'issue de l'assemblée générale du 9 septembre 2024 que Coalition Capital devient officiellement propriétaire. Une nouvelle direction est progressivement mise en place, alors que la saison a mal démarré sur un plan sportif. Fin décembre, Seube est écarté et remplacé par un entraineur inconnu en France, le Portugais Bruno Baltazar. Ce dernier perd ses sept matchs sur le banc avant d'être à son tour écarté, alors que le maintien devient un sujet de préoccupation. L'expérimenté Michel Der Zakarian ne parvient pas à rétablir le situation. Le 18 avril 2025, après une sévère défaite à domicile contre le FC Martigues (0-3), son rival au classement, le club est officiellement relégué en National, niveau qu'il n'a plus connu depuis 1983.

## Résultats sportifs et palmarès

### Palmarès

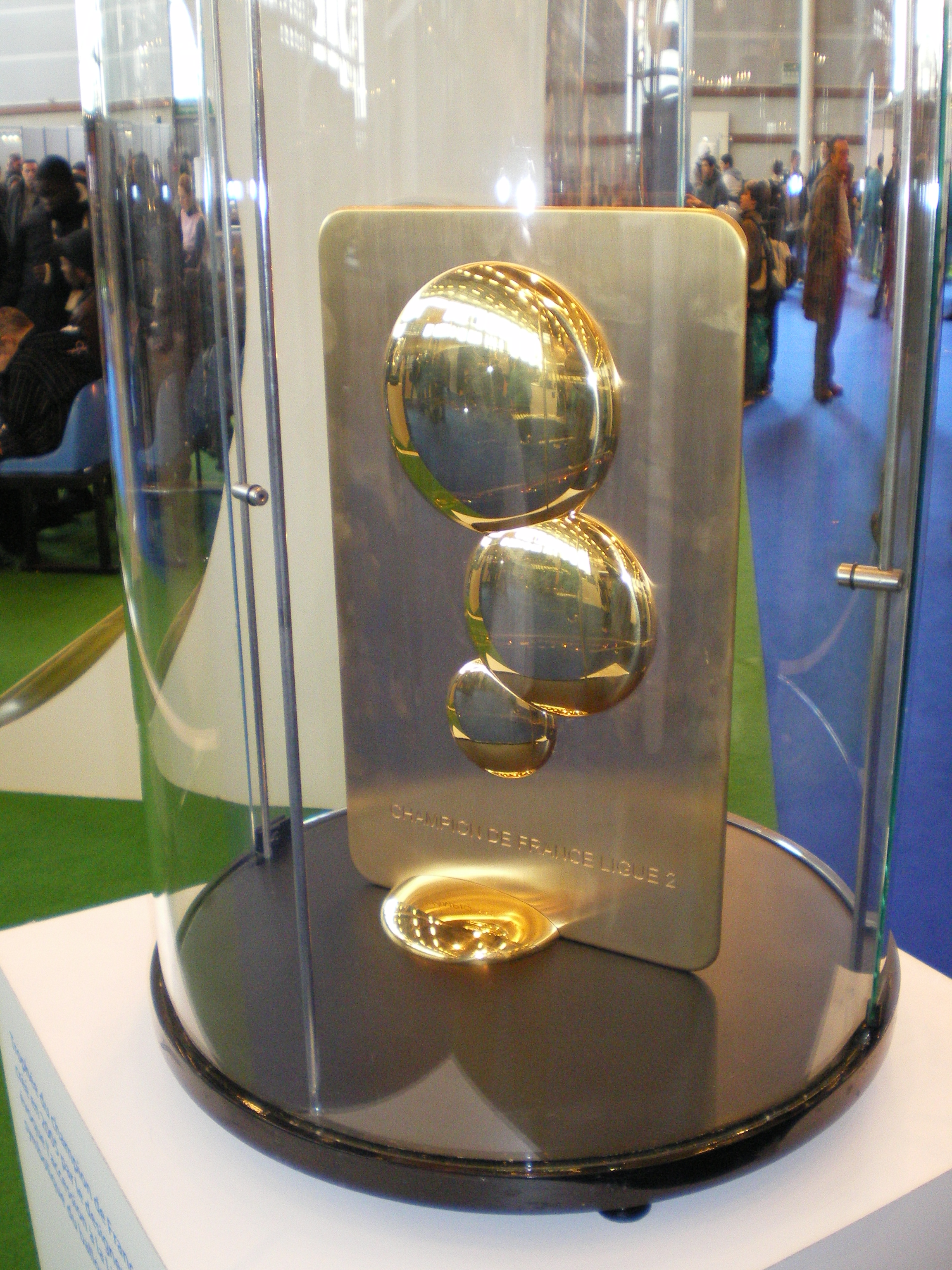
Trophée du championnat de Ligue 2.

Le club caennais a remporté deux trophées au niveau professionnel. Il s’agit du championnat de France de deuxième division, en 1996 (alors connu sous le nom de Division 2) et en 2010 (Ligue 2).
| Compétitions nationales | Compétitions régionales |
| --- | --- |
| Championnats - Championnat de France : - Meilleure performance : 5e (1992) - Championnat de France de D2 (2) : - Champion : 1996 et 2010 - Vice-champion : 2004 et 2007 - Championnat de France de D3 : - Vainqueur de groupe : 1975 et 1980 Coupes - Coupe de France : - Meilleure performance : 1/2 finale (2018) - Coupe de la Ligue : - Finaliste : 2005 | - Championnat de Normandie (5) : - Champion : 1939, 1947, 1948, 1963 et 1966 - Championnat de Basse-Normandie (7) : - Champion : 1914, 1920, 1921, 1922, 1923, 1925 et 1928 |

À partir de 2006, le club dispute régulièrement un « Trophée des Normands », généralement dans le cadre d'une rencontre l'opposant au Havre AC, organisée le 14 juillet. Les Caennais remportent neuf des quinze premières éditions (2006, 2007, 2008, 2009, 2011, 2014, 2015, 2017 et 2019).

### Bilan sportif
Ce chapitre récapitule les matchs disputés par le Stade Malherbe dans les différentes compétitions, et les records s’y rapportant, à l’issue de la saison 2024-2025.
| Championnat                                       | Saisons | Titres | J    | V   | %V     | N   | D   | Bp   | Bc   | Diff |
| ------------------------------------------------- | ------- | ------ | ---- | --- | ------ | --- | --- | ---- | ---- | ---- |
| Division 1 (1988-1997)                            | 8       |        | 304  | 94  | (31 %) | 80  | 130 | 314  | 401  | -87  |
| Ligue 1 (2004-2019)                               | 10      |        | 380  | 106 | (29 %) | 104 | 170 | 396  | 550  | -154 |
| 1re division                                      | 18      |        | 684  | 200 | (30 %) | 184 | 300 | 710  | 951  | -241 |
| Division 2 avant-guerre (1934-1938)               | 4       |        | 130  | 50  | (38 %) | 22  | 58  | 237  | 257  | -20  |
| Division 2 amateur (1970-1984)                    | 8       |        | 264  | 78  | (29 %) | 65  | 119 | 282  | 410  | -128 |
| Division 2 professionnelle et Ligue 2 (1985-2025) | 22      | 2      | 818  | 339 | (42 %) | 242 | 237 | 1102 | 835  | +267 |
| Barrages d'accession en Division 1 (1986-1988)    | 2       | (1)    | 6    | 2   | (33 %) | 2   | 2   | 9    | 6    | +3   |
| 2e division                                       | 34      | 2      | 1218 | 469 | (39 %) | 333 | 416 | 1630 | 1548 | +82  |

| Coupes                                 | Saisons | Meilleure perf.      | J   | G  | N  | P  | Bp  | Bc  | Diff |
| -------------------------------------- | ------- | -------------------- | --- | -- | -- | -- | --- | --- | ---- |
| Coupe UEFA (1992-1993)                 | 1       | 1er tour             | 1   | 1  | 0  | 1  | 3   | 4   | -1   |
| Coupe de France (1939-2025)            | 74      | 1/2 finale           | 166 | 80 | 15 | 71 | 260 | 243 | +17  |
| Coupe de la Ligue (1994-2020)          | 26      | Finale               | 46  | 14 | 8  | 24 | 53  | 70  | -17  |
| Coupe Intertoto - non-UEFA (1992-1994) | 2       | Phase de groupes (2e | 10  | 2  | 5  | 3  | 11  | 11  | 0    |

### Records
La plus large victoire enregistrée par le Stade Malherbe en tant que club professionnel est un succès 12-0 sur l'Hispano-Bastidienne Bordeaux, lors du 2e match à domicile de la première saison professionnelle du club, le 9 septembre 1934. Depuis le retour du club au professionnalisme en 1984, la victoire record est un 6-0, face à l’ES Wasquehal le 23 août 1997 en deuxième division. En Coupe de France, le club l'emporte 8-0 en 1997 face à Bonchamp, club de DRH. En première division, les scores record sont à domicile une victoire 5-0, le 24 novembre 2007 face aux Girondins de Bordeaux, futurs dauphins du championnat, et à l'extérieur une victoire 4-0 sur l'OGC Nice en 2011, en pleine course pour le maintien.
En première division, les pires défaites du SM Caen sont deux matchs face au Paris SG, le 16 avril 2016 à Paris, puis le 16 septembre 2016 à Caen, sur le même score de 0-6. En Coupe de France, les Caennais encaissent possiblement la plus lourde défaite de leur histoire en s’inclinant 0-9 face à l’US Boulogne lors de la saison 1963-1964. En deuxième division, la plus lourde défaite caennaise date du 8 octobre 1972, lors d’un déplacement sur le terrain du FC Rouen (7-0).
La plus longue série de victoires consécutives en championnat se monte à huit rencontres, entre le 22 mars 2002 et le 10 août 2002, en deuxième division. En première division, le record se monte à cinq victoires, remportées entre le 19 octobre 1991 au 16 novembre 1991, alors que la situation financière du club paraît critique. Le Stade Malherbe passe alors du dixième au troisième rang au classement et termine le championnat à la cinquième place.[réf. nécessaire]
La plus longue série de matchs consécutifs sans défaite se monte à dix-sept rencontres, du 3 octobre 1987 au 13 mars 1988. La saison 1987-1988 voit le club obtenir sa première promotion en première division. Du 24 novembre 2007 au 23 janvier 2008, les Caennais enchaînent un record de neuf matchs sans défaite en Ligue 1 (5 victoires et 4 nuls), passant ainsi du seizième au sixième rang. Cette série est égalée, à cheval sur les saisons 2010-2011 et 2011-2012 où le club aligne 4 victoires et 5 matchs nuls,, entre le 24 avril 2011 et le 13 août 2011. En 2013-2014, les Caennais, en grande difficulté en Ligue 2 pour l'objectif de la montée en Ligue 1, vont alors enchainer une impressionnante série de 12 matchs sans défaite pour 8 victoires et 4 matchs nuls. Grâce à cette série, le SMC termine finalement troisième alors que l'équipe était engluée en milieu de tableau.
Les plus longues séries de défaites consécutives se montent respectivement à huit et neuf matchs, entre le 27 août 1972 et le 15 octobre 1972, puis entre le 6 décembre 2024 et le 17 février 2025. La première fois sous la direction de l’entraîneur Bernard Lelong, la deuxième fois avec le Portugais Bruno Baltazar. Les deux fois, l'entraineur est licencié et le club est relégué en troisième division en fin de saison. En première division, la plus longue série de défaites consécutives se monte à sept matchs, entre le 7 mai 1994 et le 20 août 1994 (à cheval sur les saisons 1993-1994 et 1994-1995). Entre le 29 novembre 2008 et le 4 avril 2009, le club enchaîne quinze matchs consécutifs sans victoire, faisant passer le club du neuvième au dix-neuvième rang. Le club est relégué en deuxième division en fin de saison,.
Le 10 mai 2025, après 41 ans passé dans les divisions professionnelles, le Stade Malherbe termine dernier du championnat de deuxième division et est relégué en National 1 avec seulement 22 points cumulés sur 34 journées de championnat, soit le pire bilan de l'histoire de la Ligue 2.

## Image et identité

### Historique des couleurs

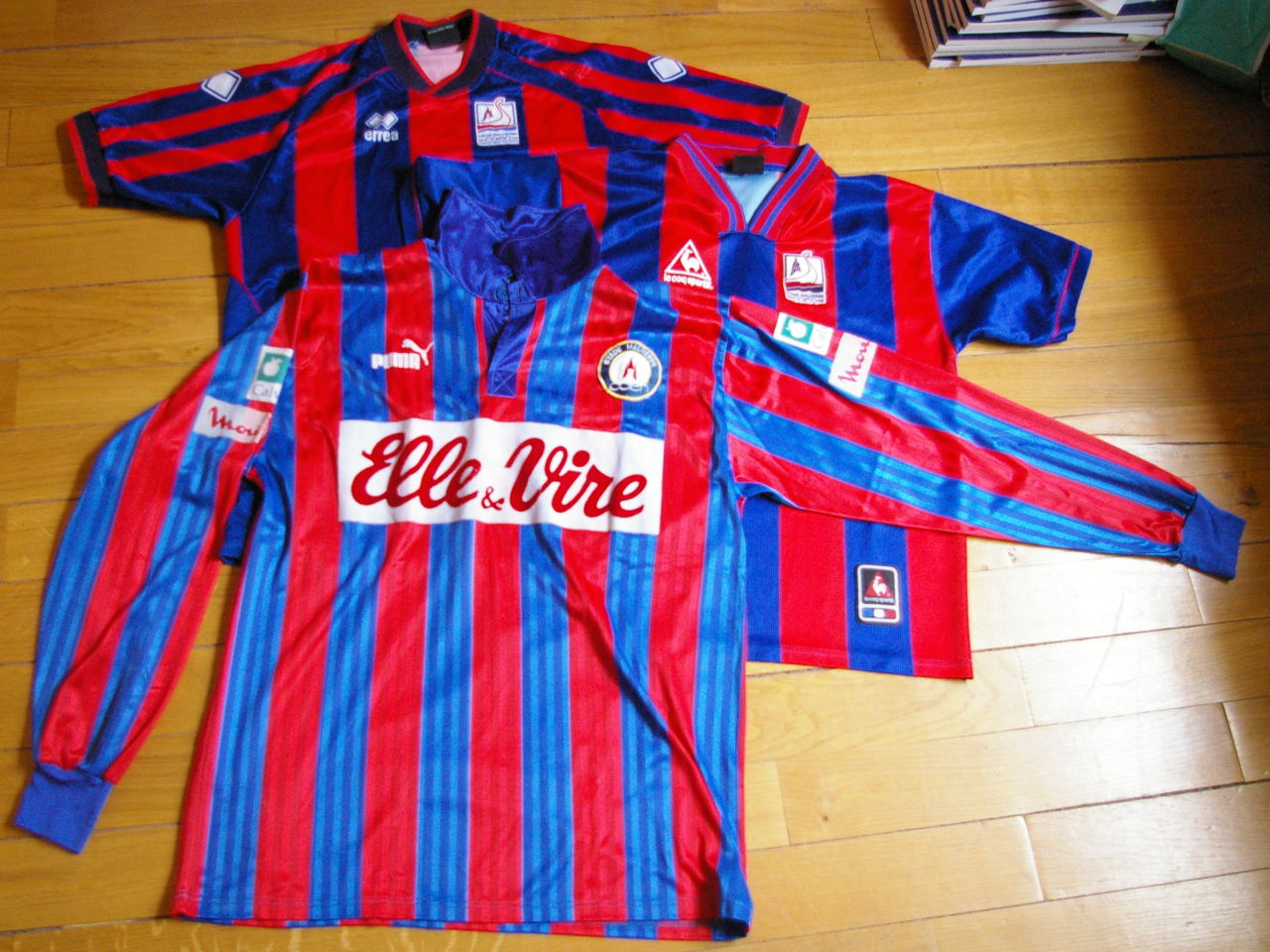
Maillots du SM Caen, saisons 1992, 2002 et 2005.

L’Union Athlétique du Lycée Malherbe (UALM) portait un maillot composé de rayures verticales noires et blanches, tandis que le Club sportif caennais (CSC) utilisait des rayures horizontales bleues et rouges. À la suite de la fusion des deux clubs en 1913, les deux présidents décident de mêler les couleurs et les sigles en adoptant les rayures verticales de l’UALM et les couleurs du CSC.
Au gré des saisons, le club reste fidèle au bleu et au rouge, même si les motifs du maillot changent (rayures horizontales lors des premières années professionnelles, scapulaire, barre oblique, parements, etc.). Quelques saisons font exception cependant, au cours des années 1960 ou encore à la fin des années 1970, avec un maillot essentiellement blanc.

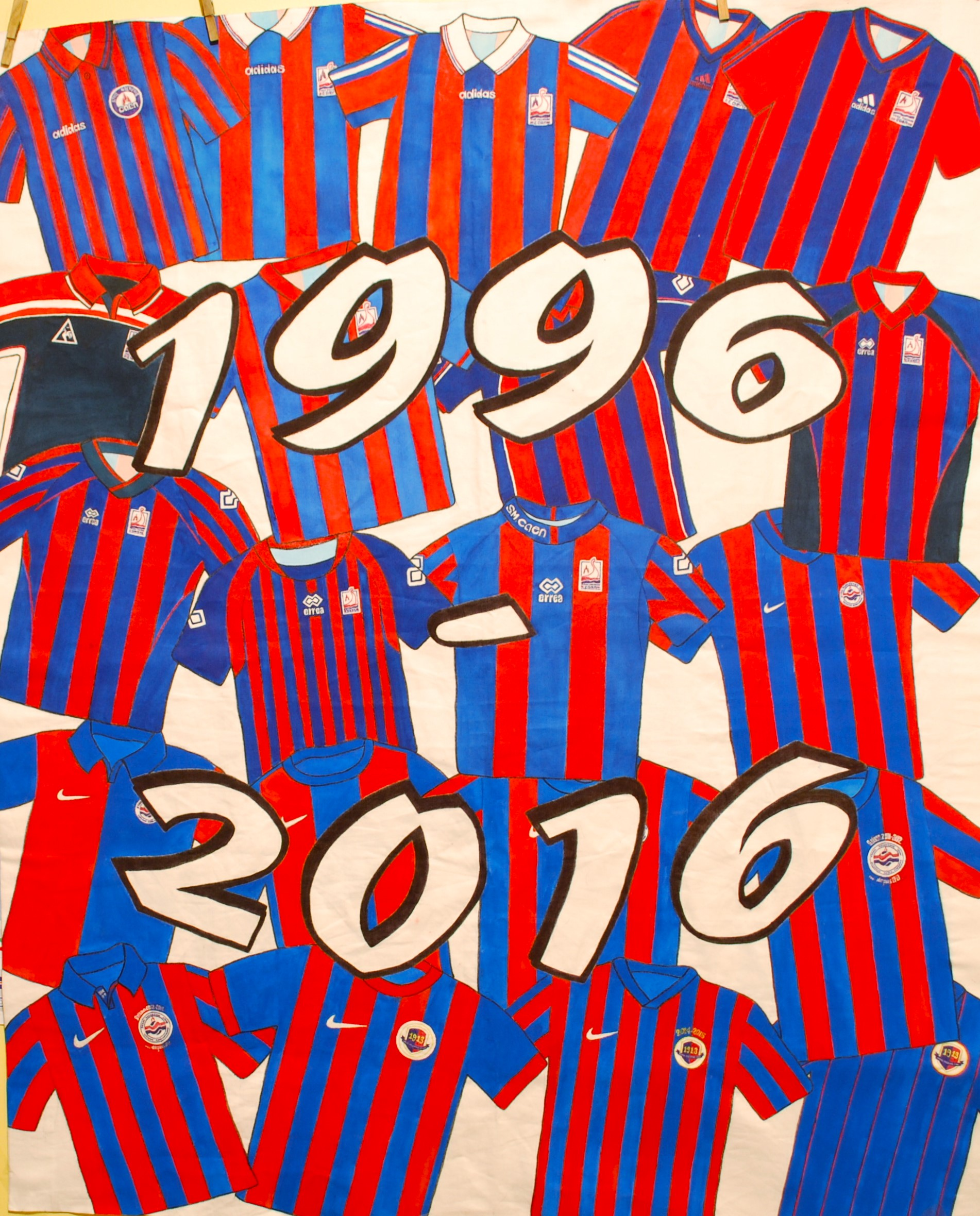
Étendard de supporters représentant les maillots de chaque saison entre 1996 et 2016.

En 1991-1992, le Stade Malherbe Caen, équipé par Puma, retrouve son maillot d’origine, à rayures verticales bleues et rouges. Ce retour aux sources coïncide avec des résultats historiques : cinquième de Division 1, le club se qualifie pour la Coupe UEFA.
Par sentimentalisme, tradition et superstition, les supporters s’attachent aux rayures du maillot, auxquelles le club reste depuis globalement fidèle. Les dirigeants y font cependant entorse à deux reprises, qui voient le club obtenir des résultats particulièrement décevants. En 2000-2001, le nouvel équipementier Le Coq sportif propose un maillot bleu marine, sans rayure. Le club termine dix-septième de Division 2, pire classement depuis l’adoption du statut professionnel, très loin des ambitions de promotion en D1. Lors de la saison 2008-2009, alors que les dirigeants disent viser une place dans la première partie de tableau de Ligue 1, l’équipementier Nike remplace les traditionnelles rayures verticales par un maillot coupé verticalement en deux. Le club est relégué en Ligue 2 à la fin de la saison. Dans les deux cas, le maillot est de nouveau rayé la saison suivante. Lors de la saison 2015-2016, le club va profondément changer sa tenue domicile. En effet, les grosses rayures rouges et bleus sont ici remplacées par une tenue plus classique, arborant un bleu roi et de fines rayures rouges.

### Historique du logo
Le Stade Malherbe utilise pendant ses premières saisons un simple écusson rond avec les lettres S. M. C., sur un fond rouge et bleu.
Au moment de la première aventure professionnelle du Club, vers 1934, le club adopte un nouveau logo de forme losange, fortement inspiré de celui du Stade français, alors un des plus prestigieux clubs du pays. Il le garde pendant plus de cinquante ans. Cet écusson apparaît par exemple sur le maillot hommage de la saison 1979-1980, produit par le club en 2024.
En mai 1989, alors que le club évolue depuis peu en première division, un nouveau logo est dessiné lors du déplacement des Caennais à Bordeaux, marqué par la victoire surprise des Normands (2-3). Il représente un drakkar voguant sur les flots, clin d’œil aux origines vikings de la Normandie, et les clochers de la ville de Caen. Il est utilisé sous différentes versions pendant dix-huit saisons, notamment lors des matchs européens de 1992.
En 2007 et avec l'arrivée du nouvel équipementier Nike, les dirigeants du club présentent un nouveau logo, qu’ils décrivent dans les termes suivants : « Sa forme va nous permettre de l’exploiter plus facilement sur nos produits dérivés. Les lignes donnent une impression de mouvement, rappelant les vagues et le côté maritime de notre région. Au centre, on peut y voir soit un ballon, soit une représentation de la planète, qui évoque notre envie de nous ouvrir au monde ». Cet écusson n'est cependant jamais adopté par les supporters du club, restés attachés au précédent.
Dans le cadre du centenaire du club en 2013, un nouvel écusson temporaire est réalisé. En mai 2016, le club dévoile finalement son nouveau logo dans le cadre de son projet « Malherbe 2020 ». Ce dernier marque une rupture avec les précédents, faisant apparaître un viking, une référence du logo des années 1990, dans un graphisme modernisé.

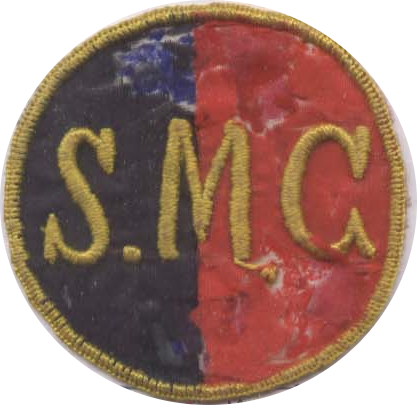
de 1913 à 1930
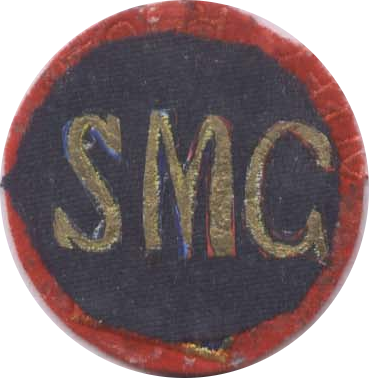
de 1930 à 1934
de 1934 à 1988, avec plusieurs variations
saison 1988-1989
de 1989 à 2006
saison 2006-2007
de 2007 à 2012
de 2013 à 2016
depuis 2016
version simplifiée, sur le maillot depuis 2019

## Structures du club

### Infrastructures

#### Stades

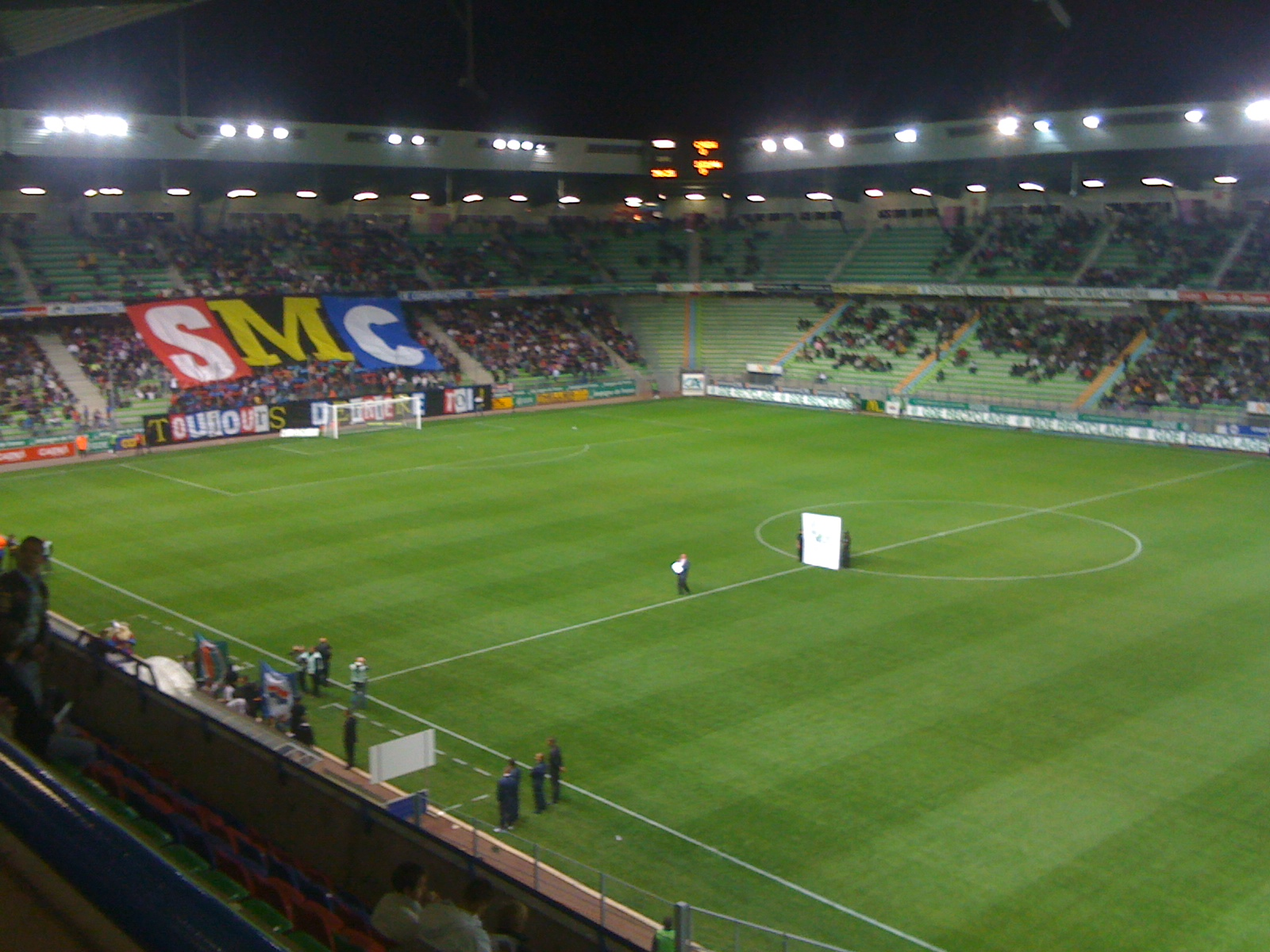
Vue d’ensemble du stade d'Ornano.

Le Stade Malherbe est l’unique résident du stade Michel-d'Ornano, le principal stade municipal de la ville de Caen depuis son inauguration, le 6 juin 1993. L’enceinte porte le nom de Michel d'Ornano, homme politique français décédé en 1991.
Construit pour prendre la relève du vieillissant stade de Venoix, d’Ornano est considéré comme le premier stade de sa génération : par sa structure et ses équipements, il servit d’exemple aux stades construits par la suite à Sedan (Stade Louis-Dugauguez), Sochaux (Stade Auguste-Bonal) ou encore Rennes (Stade de la route de Lorient). Initialement prévu pour accueillir 22 864 spectateurs, sa capacité a été réduite à plusieurs reprises, de sorte que les sources ne s’accordent pas sur la capacité exacte du stade. Le record d’affluence du stade se monte à 20 972 spectateurs, réunis le 4 décembre 2004 lors d’une rencontre jouée à guichets fermés face à l’Olympique de Marseille.

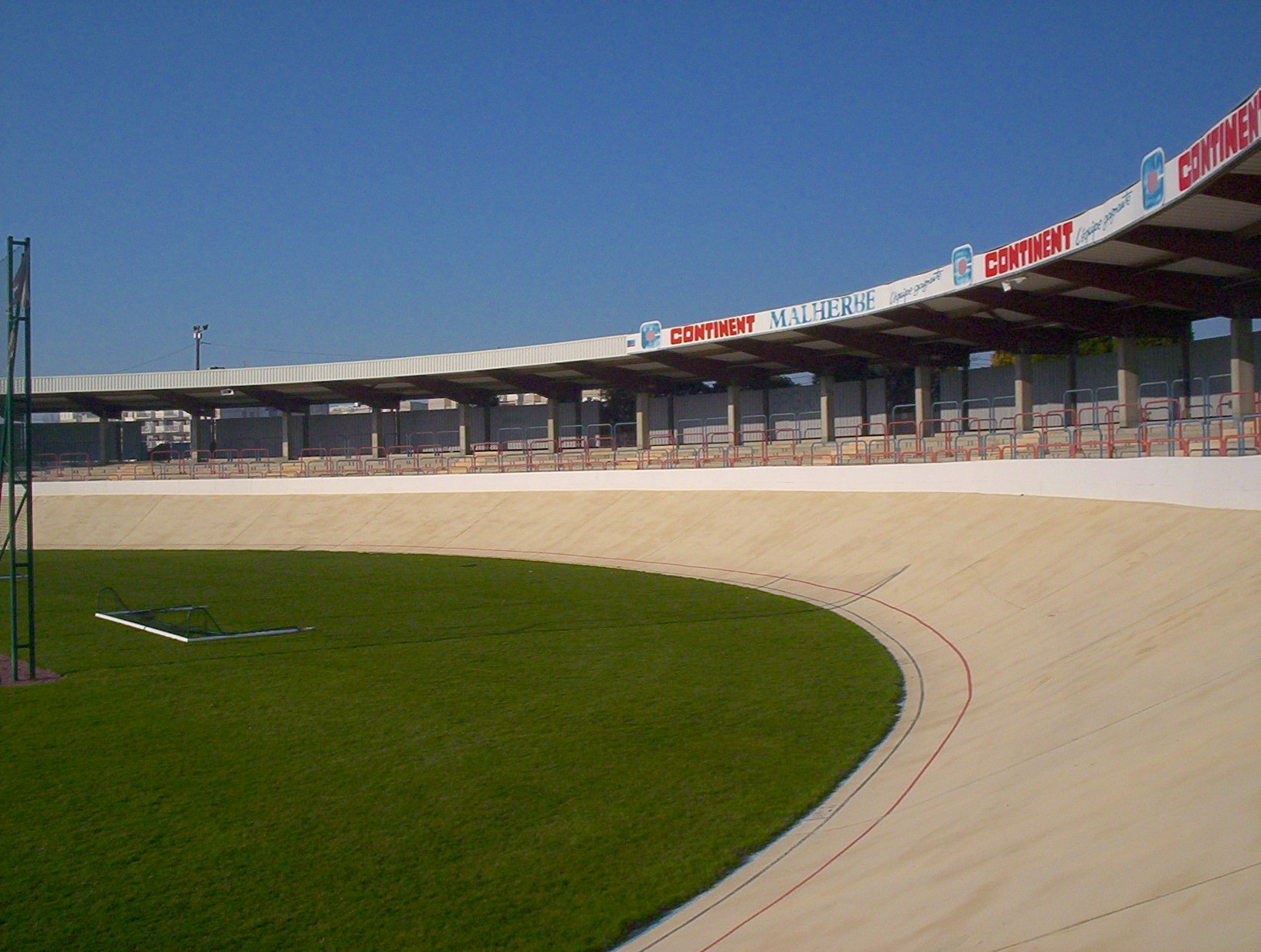
Stade de Venoix - Claude-Mercier

Le stade de Venoix, situé dans le quartier Venoix de Caen, accueille les matchs de l’équipe réserve masculine et de l’équipe féminine, évoluant en 2021 en Régional 1, après avoir été le stade principal du Stade Malherbe pendant 80 ans. Bien qu'officiellement inauguré en 1925, le terrain de Venoix accueille des matchs de football dès 1912. À la création du club en 1913, il en devient le terrain d'entraînement et de match. À l’issue la première Guerre mondiale, le club obtient la jouissance exclusive des installations, dont la mairie de Caen fait l'acquisition en 1933. En 1925, une piste de 400 mètres est ajoutée afin d'en faire un stade vélodrome. Les tribunes sont régulièrement rafistolées et réaménagées au cours du XXe siècle, au gré des résultats et de la demande. Sa capacité, qui atteint près de 11 000 places à la fin des années 1980, a été réduite à 5 000 places après le départ de l’équipe première au stade Michel-d’Ornano.
À la fin des années 1980, les Caennais font de « Venoix » une place forte : entre 1986 et 1988, ils y obtiennent 29 victoires en 34 matchs de deuxième division ; entre 1989 et 1992, 38 victoires en 57 matchs de première division. En septembre 1992, Venoix accueille également le premier et seul match de coupe d’Europe disputé par le Stade Malherbe. Son record d’affluence se monte à 15 160 spectateurs, réunis le 11 novembre 1989 pour la réception de l’Olympique de Marseille. Le stade est rebaptisé en hommage au footballeur Claude Mercier en 2013.
Le club dispose enfin de quatre terrains annexes, dont un terrain synthétique, afin de permettre l’entraînement du groupe professionnel, de la réserve et des jeunes du centre de formation.

#### Centre de formation

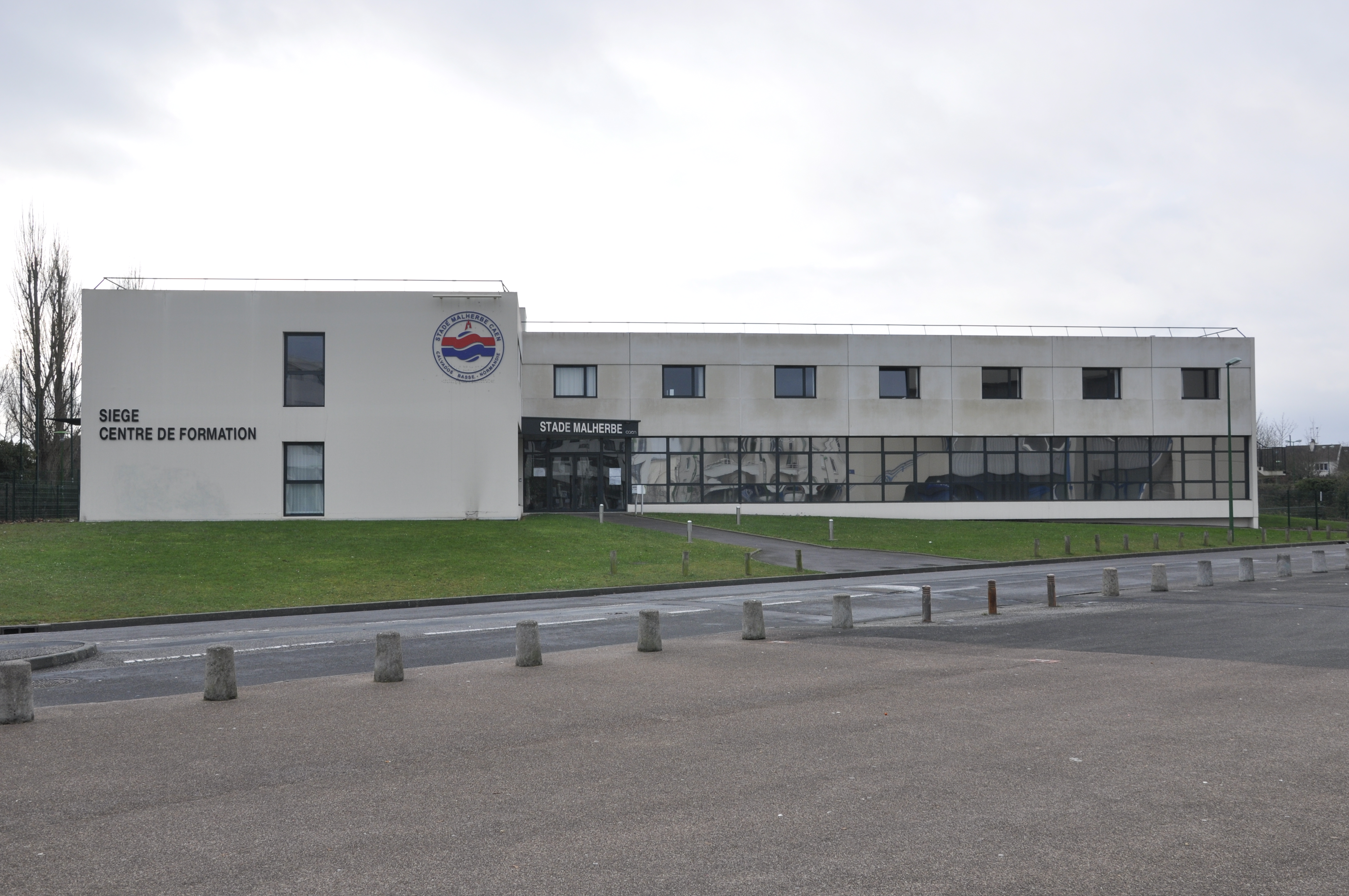
siège du Stade Malherbe Caen et son centre de formation

Le centre de formation du Stade Malherbe est officiellement créé en 1989. Ses structures répondent depuis 2007 aux critères de la « catégorie 1 », la plus élevée en la matière. Au titre de la saison 2008-2009, le centre est de « classe A », un grade qui distingue les meilleurs centres de formation français. En 2009, le SM Caen apparaît au 22e rang du classement des centres de formation français, après avoir été classé 15e en 2007.
À la fin des années 1980, le club bénéficie de l’éclosion de Fabrice Divert, qui grandit au club sans passer par un réel centre de formation, et de Franck Dumas, parti terminer sa formation au Racing CP. Une structure est mise en place en 1989, Bobby Brown en est le premier directeur jusqu'en 1991. Il est alors remplacé par Pascal Théault, qui développe l'activité du centre jusqu'à 1997. Devenu l’entraîneur de l’équipe première, Théault fait largement appel aux jeunes du centre, et les dirigeants décident de mettre l’accent sur son développement. Le club forme notamment plusieurs internationaux français : William Gallas, Frédéric Née, Jérôme Rothen et Bernard Mendy. Nasser Larguet en devient le directeur de 1998 à 2002, remplacé brièvement par Gabriel Calderón puis par Roger Fleury (2003-2005). À partir de 2005, Sébastien Bannier en a la responsabilité (avec l'assistance de Stéphane Roche jusqu'en 2009). Il n'est pas reconduit en 2014. Douze ans après son départ, Nasser Larguet fait son retour mais pour quelques semaines seulement, la faute à un autre engagement en tant que Directeur technique national du Maroc. L'ancien directeur du centre de formation du Stade rennais Landry Chauvin le remplace, mais quelques mois après son arrivée, il rompt son contrat et annonce son retour à Rennes. Francis De Taddeo, ancien du FC Metz, est nommé à la place.
En 2007, de nouveaux locaux sont inaugurés, dans un bâtiment de 2 000 m2 partagé avec le siège du club et dont le coût des travaux s’est élevé à 2,8 millions d’euros. Le centre, qui bénéficie d’un budget de fonctionnement de 3,7 millions d’euros en 2007-2008, peut accueillir 48 jeunes de 12 à 18 ans. La majorité d’entre eux est originaire de Basse-Normandie (comme Anthony Deroin, Jérémy Sorbon, Elliot Grandin, etc.), complétée par des jeunes repérés en région parisienne (comme Jérôme Rothen, Mathieu Bodmer, Reynald Lemaître, Yoan Gouffran) et en Guadeloupe (comme Ronald Zubar, Livio Nabab, Thomas Lemar et Lenny Nangis).
Dans cette optique, des partenariats ont été noués avec un certain nombre de clubs régionaux : l'USON Mondeville (d'où viennent par exemple Cédric Hengbart, Yohan Eudeline et Youssef El-Arabi), l'ASPTT Caen (Franck Dumas, Yvan Lebourgeois et Jérémy Sorbon), l'ASPTT Argentan, le LC Bretteville-sur-Odon, RSG Courseulles-sur-Mer, Entente sportive coutançaise, SU Dives-sur-mer, la JS Douvres-la-Délivrande, l'Association sportive Trouville-Deauville, le SG Domfront, l'UST Équeurdreville, l'ESFC Falaise, le FC Orne et Odon, le FC Flers (Thibault Moulin), le Romilly FC, la Frileuse du Havre, l'US Granville, le SC Hérouville, l'AS Ifs et la MOS Caen.

#### École de football
En complément du centre de formation, l’association du SM Caen gère l’école de football et la préformation. L’école de football vise à apprendre les bases du football aux enfants, dès leur plus jeune âge.
La préformation, à laquelle sont attachés trois éducateurs, regroupe les catégories 13 ans et 14 ans, quand les jeunes commencent à jouer au football à 11[source insuffisante].

### Organisation

#### Direction
Jusqu'en 2020, le Stade Malherbe possède à sa tête un directoire. Il est présidé par Jean-François Fortin entre 2002 et 2018, accompagné de Gilles Sergent et Michel Besneville, en place depuis 2007 au moins. En 2014, le duo cède la place à Jean-Paul Saison, François Maurey et Laurent Batteur. Le conseil de surveillance est en 2015 présidé par Jacques Esnee, qui a pris la suite de Francois Maurey et de Laurent Batteur avant lui.
En mai 2014, l'ancien joueur vedette du club Xavier Gravelaine est nommé directeur général. Autre ancien joueur professionnel et agent de joueurs, Alain Caveglia est nommé directeur sportif en août 2011. L'organigramme du club est pour le reste relativement stable. Kaddour « Pilou » Mokeddel, fidèle du club, a le poste de directeur de la communication et de la sécurité de 2007 (au moins) à 2014, jusqu'à sa mise en cause dans l'affaire du Nîmes Olympique. Sylvie Gondry est toujours directrice administrative et financière en 2015, un poste qu'elle occupe déjà en 2007.
En mai 2018, après une bataille en interne de plusieurs mois, Jean-François Fortin est mis en minorité. Un nouveau conseil de surveillance ainsi qu'un nouveau directoire sont élus. Le 17 mai, Gilles Sergent devient le nouveau président du Stade Malherbe. Ce dernier est remplacé par Fabrice Clément l'année suivante.
En 2020, le club est racheté par le fonds d'investissement américain Oaktree Capital Management. Pierre-Antoine Capton devient président du conseil de surveillance, et Olivier Pickeu est nommé président exécutif. En poste depuis 2019, Yohan Eudeline est confirmé comme directeur sportif.
En 2024, le groupe Coalition Capital de Kylian Mbappé renouvelle la direction : Ziad Hammoud, qui gérait jusqu'ici les droits à l'image du joueur à travers l'entreprise Interconnected Ventures, et était précédemment directeur de la stratégie et des investissements de BeIN Media Group, est nommé président. En décembre, Josselin Flamand est nommé directeur général. La gestion sportive est confiée à Gérard Prêcheur, nommé directeur technique, mais ce dernier démissionne dès le mois de janvier 2025 sur fond de désaccords sportifs. Il est remplacé par Reda Hammache, l'ancien directeur sportif du Red Star, et Pascal Plancque, nommé directeur technique.

#### Statut
Le club est longtemps basé sur une seule association loi de 1901. À la suite des déboires financiers du début des années 1990, une société à objet sportif (SOS) est créée en 1992, dont Guy Chambily est le premier président.
En début de saison 2000-2001, le club, transformé en société anonyme sportive professionnelle (SASP), est privatisé auprès d’un actionnariat volontairement régional. En 2007, neuf entreprises normandes (le Crédit agricole, le groupe Batteur, le groupe Hamelin, Eurologistic, les Maîtres laitiers du Cotentin, Frial, la société de placements financiers ASM et des actionnaires du groupe Accor) détiennent 70 % du capital du club. Le reste est la propriété d’une SAS de 46 actionnaires normands.
En 2020, alors que le club connaît de difficultés financières, les actionnaires acceptent de vendre la SASP au fonds d'investissement américain Oaktree Capital Management, introduit par Pierre-Antoine Capton. Le fonds acquiert 80% des actions, et Capton les 20% restantes, avec une option prioritaire de rachat des parts d'Oaktree.
En 2024, Oaktree vend ses parts à Kylian Mbappé à travers son fond d'investissements Coalition Capital.

#### Budget
Le budget du club a augmenté progressivement depuis le passage au statut professionnel : de 13 millions de francs en 1987-1988, quand le club obtient sa première promotion en Division 1, le budget passe à 30 millions de francs à la suite de la promotion, puis 46 millions de francs en 1991-1992 (lors de la première participation du club à la coupe d'Europe), 54 millions de francs en 1994-1995, environ 70 millions de francs en 1996-1997. La relégation et le maintien du club en Division 2 à partir de 1997 réduisent les ambitions caennaises, mais le budget suit malgré tout l’inflation connue par le football européen à cette époque.
Lors de la saison 2002-2003, le budget du club, en Ligue 2, se monte à 8 millions d’euros, à 9 millions d’euros la saison suivante (soit environ 52 millions de francs). Lors de la saison 2004-2005, le club est promu en Ligue 1 et porte son budget à 21 millions d’euros. À la suite de la relégation, le budget est réduit à 14,5 millions d’euros en 2005-2006, puis à 17,7 millions d’euros la saison suivante. En 2007-2008, à la suite de la promotion en Ligue 1, le budget est relevé à 27 millions d’euros, puis à 31 millions d’euros la saison suivante, ce qui fait du Stade Malherbe l’équivalent de l’OGC Nice et du Toulouse FC (entre les treizième et quinzième rangs de la division en la matière).
À la suite de la relégation, le budget de la saison 2009-2010 est divisé environ par deux, à 17 millions d’euros (prévoyant un déficit prévisionnel de deux millions d'euros), dont les recettes proviennent des droits télés (40 %), des guichets (25 %), des participations des partenaires (20 %) et des institutionnels (ville de Caen et conseil général du Calvados, 10 % à parts pratiquement égales) ainsi que du marchandisage. Les partenaires, au nombre de 370 en 2009 (contre 520 avant la relégation), sont essentiellement originaires de la région Basse-Normandie. Malgré des charges se montant finalement à 23 millions d'euros, le déficit est maintenu dans les prévisions grâce à solde largement positif des opérations de transferts. Le retour dans l'élite la saison suivante permet au club de monter un budget prévisionnel de l'ordre de 27 millions d’euros, monté finalement à 31 millions, puis de 32 millions l'année suivante.
En 2012-2013 et 2013-2014, en L2, le budget retombe à 23 puis 20 millions d'euros. Pour le retour du club en Ligue 1 en 2014-2015, le budget prévisionnel se monte à 26 millions, un budget prudent, qui augmente de 2 millions d'euros chaque année jusqu'à la relégation en Ligue 2.
Pour son retour en Ligue 2, le budget est divisé par deux.

### Sponsors et équipementiers
Le club change régulièrement d’équipementier, au gré de sa réussite sportive : Puma équipe le Stade Malherbe de 1984 à 1995, puis Adidas jusqu’en 2000, Le Coq sportif de 2000 à 2002, et Erreà jusqu’en 2007. Le club signe alors un contrat de trois ans avec Nike, renouvelé deux fois jusqu'en 2016. Malherbe change alors d'équipementier et s'engage trois ans avec Umbro. La principale raison invoquée par le directeur général Xavier Gravelaine étant la possibilité pour le club de personnaliser à sa guise le maillot de l'équipe, bien plus qu'avec le précédent équipementier.
En 2009-2010, les « sponsors maillot » sont des entreprises régionales : GDE Recyclage basée à Caen, la marque « Campagne de France » de la société France Frais, le groupe CTI, entreprise manchoise de chaudronnerie et de tuyauterie. En 2010-2011, le groupe Petit Forestier, leader européen de la location de matériels frigorifiques, remplace le groupe CTI et devient le sponsor maillot principal à domicile. Il faut ajouter à ses sponsors le Crédit agricole de Basse-Normandie, sponsor du SM Caen depuis 1986 et la radio régionale France Bleu Basse-Normandie. En 2014-2015 les principaux sponsors maillot sont toujours GDE à domicile et Campagne de France à l'extérieur.
Par ailleurs, la ville de Caen, le conseil départemental du Calvados et le conseil régional de Basse-Normandie sont les partenaires institutionnels du club, dont il porte d’ailleurs les noms. Depuis 2015, Künkel SAS (scierie, basée au Teilleul, dans la Manche) est sponsor officiel ; son président Christophe Künkel est le cousin de l'ancien joueur et entraîneur caennais Franck Dumas. Par ailleurs, de nouveaux sponsors signent avec le club comme le label Wati B ou encore Maisons France Confort.

## Personnalités du club

### Présidents
| Période   | Président            |
| --------- | -------------------- |
| 1913-1918 | André de Borniol     |
| 1918-1930 | Henri Pigis          |
| 1930-1934 | Ernest Benoît du Rey |
| 1934-1936 | Eugène Roy           |
| 1936-1937 | François Alba        |
| 1937-1938 | Henry David          |
| 1938-1948 | Joseph Grégoire      |
| 1948-1954 | Robert Chambily      |
| 1954-1955 | George Richard       |
| 1955-1956 | Richard Leroulley    |
| 1956-1958 | Joseph Grégoire      |

| Période   | Président                         |
| --------- | --------------------------------- |
| 1958-1959 | Louis Borderieux                  |
| 1959-1962 | Robert Verger                     |
| 1962-1963 | Joseph Grégoire                   |
| 1963-1965 | Roland Billotte                   |
| 1965-1966 | Raymond Baudouin (par intérim)    |
| 1966-1971 | Robert Bonnet                     |
| 1971-1974 | Jean-Marin de Cornière            |
| 1974-1982 | Émile Santais                     |
| 1982-1988 | Serge Viard                       |
| 1988-1991 | Jean-Jacques Fiolet               |
| 1991-1994 | Guy Chambily (création d'une SOS) |

| Période     | Président                      |
| ----------- | ------------------------------ |
| 1994-1996   | Serge Viard                    |
| 1996-1997   | Jean-François Fortin           |
| 1997-2000   | Jean Pingeon                   |
| 2000-2002   | Guy Chambily (passage en SASP) |
| 2002-2018   | Jean-François Fortin           |
| 2018-2019   | Gilles Sergent                 |
| 2019-2020   | Fabrice Clément                |
| 2020-2024   | Olivier Pickeu                 |
| Depuis 2024 | Ziad Hammoud                   |

Le premier président du club est André de Borniol, ancien membre actif du Club sportif caennais et maire de Laize-la-Ville. Après la Première Guerre mondiale, il est remplacé par Henri Pigis, professeur à l'école primaire supérieure et cofondateur du Club Malherbe caennais, qui reste aux commandes du club pendant douze ans. Une rue porte aujourd'hui son nom à Caen.
Au début des années 1950, le club a pour président Robert Chambily, directeur de la régie Renault en Basse-Normandie. Après le décès de ce dernier en 1955, le Stade Malherbe voit ses successeurs se succéder à un rythme soutenu, faisant écho au plafonnement sportif connu par l’équipe première dans les années 1960 et années 1970.
Les présidents du SM Caen sont en général des entrepreneurs de la région. Serge Viard ne déroge pas à la règle lorsqu’il est nommé président du Stade Malherbe en 1982, à la place d’Émile Santais, démissionnaire. Il recrute Pierre Mankowski en 1983 comme entraîneur-joueur, avec le succès que l’on sait : en quelques saisons, l’ancien club de troisième division tape aux portes de l’élite. Au printemps 1988, il ne résiste pourtant pas à la découverte d’un déficit de 5 millions de francs et doit laisser son poste à Jean-Jacques Fiolet, alors que le club accède à la Division 1. Âgé seulement de 36 ans à son arrivée, le nouveau président est ambitieux et n’hésite pas à recruter des joueurs prestigieux (Domergue, Rix, Stein, Olsen, etc.) pour accompagner la montée en puissance du club. À l’automne 1991, la presse fait état d'un déficit de plus de 32 millions de francs qui met en péril la survie du club. Fiolet est poussé à la démission.
Une société à objet sportif (SOS) est créée. Fils de l’ancien président Robert Chambily, Guy Chambily en devient président et mène avec des partenaires privés et publics l’assainissement financier du club. Il est distingué à deux reprises par le magazine France Football en tant que « dirigeant de l’année » (1993 et 1994). Il laisse alors sa place à l'ancien président Serge Viard. En 1996, ce dernier cède sa place, dans un contexte de rivalités au sein du conseil d'administration. Michel Ade est d'abord élu président mais c'est finalement Jean-François Fortin qui prend en main le club en fin de saison, avant d'être remplacé par Jean Pingeon l'été suivant.
En 2000, la SOS devient une société anonyme sportive professionnelle (SASP). Le club est privatisé à un ensemble d’entreprises régionales. Alors que Pierre Merle est pressenti pour en devenir le président, Guy Chambily reprend finalement du service à la tête de la nouvelle structure. Après deux saisons, il laisse son poste à Jean-François Fortin, qui dirige depuis le club avec une certaine réussite. Proche du manager sportif Franck Dumas, il maintient ce dernier à son poste à l'issue de la saison 2008-2009, malgré la relégation et une certaine polémique médiatique. En septembre 2009, il est élu au conseil d'administration de la LFP. En novembre 2014, il est forcé de se mettre en retrait du club à la suite de l'affaire des matchs présumés truqués du Nîmes Olympique, Xavier Gravelaine assurant l’intérim à la tête du club. Arturo Samassa, au club depuis 1975, occupe les fonctions de commissaire auprès de l'équipe première jusqu'à son décès en 2015
Fortin est finalement poussé à la démission en 2018 après des divergences devenues de plus en plus importantes avec les autres actionnaires du club, qui l'accusent de ne plus les consulter. Parmi ces derniers, Gilles Sergent le remplace mais démissionne au bout d'une saison. Fabrice Clément, ancien dirigeant de l'US Granville, est nommé à son tour en 2019. Après deux saisons très difficiles, sportivement comme financièrement, le club est racheté en 2020 par le fonds d'investissement américain Oaktree Capital Management et l'entrepreneur Pierre-Antoine Capton. Ils débarquent Clément et nomme à la tête du club Olivier Pickeu, un ancien joueur du club, réputé pour son travail de dirigeant au SCO d'Angers de 2006 à 2020. En 2024, le fonds américain revend ses parts au fonds d'investissement de Kylian Mbappé, qui nomme à la tête du club le Franco-Libanais Ziad Hammoud, un ancien dirigeant de BeIn Media Group.

### Entraîneurs
| Période   | Entraîneur            |
| --------- | --------------------- |
| 1934-1935 | Ferenc Kónya          |
| 1935-1936 | Jean Gast             |
| 1936-1938 | Maurice Cottenet      |
| 1938-1944 | Jean Gast             |
| 1944-1946 | François Mayer        |
| 1946-1947 | Armand Deruaz         |
| 1947-1949 | Charles Carville      |
| 1949-1952 | Jules Vandooren e.-j. |
| 1952-1953 | Jean Prouff e.-j.     |
| 1953-1955 | Eugène Proust         |
| 1955-1958 | André Grillon e.-j.   |
| 1958-1959 | Marcel Leperlier      |
| 1959-1961 | Louis Requier         |
| 1961-1962 | Albert Eloy           |
| 1962-1964 | Marcel Mouchel        |
| 1964-1967 | Jean Vincent          |
| 1967-1972 | Célestin Oliver e.-j. |

| Période                      | Entraîneur                             |
| ---------------------------- | -------------------------------------- |
| 1972-déc. 1972 intérim       | Bernard Lelong Guy Lunel               |
| déc. 1972-nov. 1973          | Émile Rummelhardt                      |
| nov. 1973-1979               | Jacques Mouilleron e.-j.               |
| 1979-1983                    | Alain Laurier e.-j.                    |
| 1983-1988                    | Pierre Mankowski                       |
| 1988-déc. 1989               | Robert Nouzaret                        |
| déc. 1989-1994               | Daniel Jeandupeux                      |
| 1994-1996                    | Pierre Mankowski                       |
| 1996-1997                    | Guy David                              |
| 1997-nov. 1997 intérim       | Gabriel Calderón Daniel Jeandupeux     |
| nov. 1997-sept. 2000 intérim | Pascal Théault Christophe Desbouillons |
| sept. 2000-2001              | Jean-Louis Gasset                      |
| 2001-2002                    | Hervé Gauthier                         |
| 2002-mai 2005                | Patrick Remy                           |

| Période                           | Entraîneur                                                           |
| --------------------------------- | -------------------------------------------------------------------- |
| mai 2005-2012 2005-2009 2009-2012 | Franck Dumas & Patrick Parizon (diplômé) & Patrice Garande (diplômé) |
| 2012-2018                         | Patrice Garande                                                      |
| 2018-2019 fév. 2019-2019          | Fabien Mercadal & Rolland Courbis                                    |
| 2019-sept. 2019                   | Rui Almeida                                                          |
| oct. 2019-mars 2021 intérim       | Pascal Dupraz Fabrice Vandeputte                                     |
| 2021-2023 déc. 2022-janv. 2023    | Stéphane Moulin Patrice Sauvaget                                     |
| 2023-nov. 2023 intérim            | Jean-Marc Furlan Patrice Sauvaget                                    |
| nov. 2023-déc. 2024               | Nicolas Seube                                                        |
| déc. 2024-fév. 2025               | Bruno Baltazar                                                       |
| fév. 2025-2025                    | Michel Der Zakarian                                                  |
| depuis 2025                       | Maxime d'Ornano                                                      |

En 1934, le club adopte le statut professionnel et se doit d’engager un entraîneur appointé : le choix se porte sur Ferenc Kónya, un entraîneur hongrois chevronné, « consul » de la Fédération hongroise de football en Europe de l'Ouest. Après une saison, il démissionne et devient conseiller technique des dirigeants. Le poste d'entraîneur est confié à Jean Gast, ancien joueur malherbiste et fidèle du club, comme bénévole. Malgré de bons résultats, il est remplacé en 1936 par Maurice Cottenet, ancien gardien de but de l’équipe de France, assisté lors de sa deuxième saison par Borecky, le meilleur joueur caennais depuis deux ans.
À la suite de l’abandon du statut professionnel, Jean Gast redevient l’entraîneur de l’équipe première, jusqu’en 1944. Après-guerre, le Stade Malherbe évolue en CFA et le poste d’entraîneur va connaître une certaine instabilité. Le club recrute généralement des anciens footballeurs professionnels en reconversion. Vont ainsi se succéder le Franco-Hongrois François Mayer, joueur emblématique des années professionnelles du club caennais, de 1944 à 1946, Armand Deruaz pendant une saison, Charles Carville (deux saisons), Jules Vandooren puis Jean Prouff, anciens internationaux français occupant le poste d’entraîneur-joueur pendant respectivement trois et une saisons. Ce dernier réalise le premier exploit de sa grande carrière d’entraîneur avec l’élimination du grand Stade de Reims en coupe de France. En 1953, Eugène Proust devient l’entraîneur du Stade Malherbe pendant deux saisons, avant qu’un nouvel ancien international français, André Grillon, n’occupe de nouveau le poste comme entraîneur-joueur entre 1955 et 1958. En dépit de plusieurs exploits en coupe de France, le club ne parvient à remporter son championnat et être promu en division supérieure. Marcel Leperlier, ancien fameux joueur des années 1920 et 1930 devenu entraîneur à l'US normande, est rappelé en 1958 au coté de « P'tit Louis » Requier, autre fidèle du club, qui prend rapidement seul la direction de l’équipe. En 1961, Albert Eloy débute à Caen en tant qu’entraîneur : l’équipe est alors reléguée en DH. Marcel Mouchel le remplace et permet au club de remonter en CFA.
En 1964, Jean Vincent, international réputé français, prend sa retraite et vient à Caen commencer une riche carrière d’entraîneur. Après une première saison conclue par une relégation en DH, le club remonte puis réalise une saison réussie. Parti en Suisse, il est remplacé par Célestin Oliver, autre ancien international français, en tant qu’entraîneur-joueur. Il reste cinq saisons, accompagnant la promotion du club en deuxième division. Son départ imprévu pour le Stade de Reims en 1972 conduit les dirigeants à recruter Bernard Lelong, ancien joueur professionnel du Racing. Le départ catastrophique du SM Caen (qui subit notamment huit défaites consécutives) provoque son licenciement. Guy Lunel assure l’intérim, le temps de faire signer Émile Rummelhardt, un entraîneur très expérimenté, qui ne peut empêcher la relégation.
En novembre 1973, Jacques Mouilleron, recruté pendant l’été comme stoppeur, devient également l’entraîneur du Stade Malherbe. Abandonnant progressivement le terrain, il occupe le poste pendant six saisons, qui voient le club remporter le championnat de Division 3 en 1975 et ainsi retrouver sa place en D2, puis être rétrogradé en 1978. Mouilleron quitte le club une saison plus tard, alors que le club termine en milieu de tableau de D3. Alain Laurier, entraîneur-joueur au Mans, est débauché. Sa première saison, qui voit le club remporter le championnat de D3 et être promu, est réussie. Mais le SM Caen ne parvient pas à se maintenir et retrouve rapidement le milieu de tableau de la troisième division. Après quatre saisons à Caen, Laurier quitte le club pour l’AS Poissy.
À l’été 1983, Pierre Mankowski est recruté en tant qu’entraîneur-joueur alors que club évolue en D3. Lors de sa première saison, il fait remonter Malherbe en D2, où les Caennais obtiennent des résultats inédits : onzième d’abord, sixième, puis deux fois deuxième. Élu entraîneur de l’année de Division 2 à trois reprises par le magazine France Football (1984, 1987, 1988), il tente d’obtenir à plusieurs reprises plus de moyens pour le club. En 1988, en fin de contrat, il quitte le club sur la première promotion de son histoire en première division.
Robert Nouzaret est l’entraîneur qui a pour mission d’assurer le maintien d’une équipe promise à la descente. Contre toute attente, le Stade Malherbe y parvient, grâce à trois succès lors des trois derniers matchs. En début de saison 1989-1990, l’ambiance est pourtant tendue dans le groupe, Jean-François Domergue est écarté par l’entraîneur et arrête sa carrière. En décembre, Robert Nouzaret est limogé et remplacé par Daniel Jeandupeux, l’ancien entraîneur de Domergue. Sous la direction du Suisse, l’équipe propose un jeu particulièrement offensif, qui lui permet de se maintenir puis de grimper dans la hiérarchie française, jusqu’à disputer la coupe d'Europe en 1992. Daniel Jeandupeux est nommé entraîneur de l’année en Division 1 en 1991 par France Football. Les résultats se détériorent par la suite, ce qui conduit les dirigeants à ne pas reconduire son contrat à la fin de la saison 1993-1994.
Pierre Mankowski revient alors au club, mais ne peut empêcher la relégation du club en D2. La saison suivante, le Stade Malherbe remporte le championnat de deuxième division devant l'Olympique de Marseille – son premier titre professionnel – et obtient ainsi son retour dans l'élite. Jean-François Fortin, qui prend la suite de Serge Viard comme président, décide pourtant de ne pas prolonger le contrat de l’entraîneur. Mankowski intégrera en 2000 la direction technique nationale du football français, sera l'adjoint du sélectionneur français de 2002 à 2010 et remportera en 2013 la Coupe du monde des moins de 20 ans. Le nouvel entraîneur de Caen, Guy David, arrivé du Havre, ne parvient pas à obtenir le maintien espéré et quitte le club en fin de saison.
En 1997, l’ancien international argentin Gabriel Calderón revient au club, pour ce qui est sa première expérience d’entraîneur. Après des résultats catastrophiques, il est débarqué dès le mois de novembre. Après un intérim assuré par Daniel Jeandupeux, devenu entre-temps manager sportif, il est remplacé par le responsable du centre de formation Pascal Théault. Théault s’appuie sur les jeunes du centre de formation qu’il connaît bien et avec lesquels il obtient de bons résultats, finissant 9e, 5e puis 6e de deuxième division. En 2000, un début de saison manqué pousse à son remplacement en équipe première, et il quitte son club de toujours quelques mois plus tard. Son adjoint Christophe Desbouillons assure un intérim de quelques matchs, le temps que les dirigeants recrutent Jean-Louis Gasset. Le club n’assure son maintien qu’en toute fin de championnat, Gasset quitte le club en fin de saison. En 2001, Hervé Gauthier est recruté. Malgré un recrutement prestigieux (Xavier Gravelaine, Franck Dumas, etc.), le club ne parvient pas à se joindre à la lutte pour la montée.

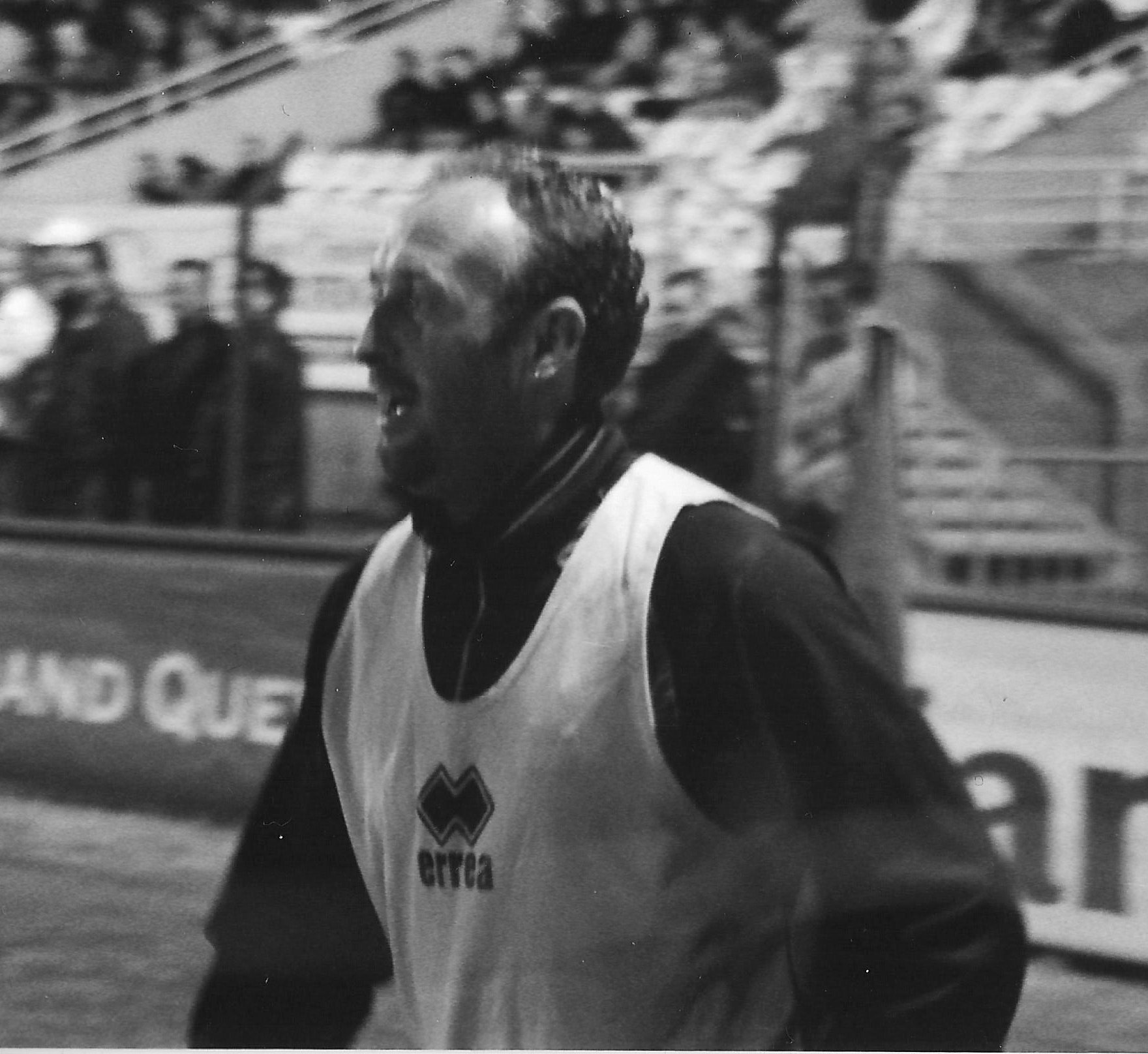
Franck Dumas, entraîneur de 2005 à 2012

En 2002, les dirigeants font appel à Patrick Remy. S’appuyant sur les jeunes du centre de formation, il connaît des premiers mois difficiles avant de parvenir à mettre en place une équipe solidaire et efficace. Il obtient finalement la remontée du club en Ligue 1 à l’issue de sa deuxième saison sur le banc, en 2004. Avec l’accord des dirigeants, il décide alors de s’appuyer sur le groupe existant, malgré le fait que pratiquement aucun joueur n’ait jamais joué en Ligue 1, considérant que les joueurs le méritent. De fait, les résultats des Caennais dans l’élite, d’abord prometteurs, ne permettent pas au club d’assurer son maintien. Malgré la qualification pour la finale de la coupe de la Ligue, les dirigeants décident de se séparer de Remy à quelques journées de la fin de la saison 2004-2005, alors que le club est promis à la descente. Le directeur sportif Franck Dumas, qui assure l’intérim, connaît alors des résultats inespérés (en remportant notamment des victoires sur le terrain de l’Olympique de Marseille et du Toulouse FC) mais ne peut empêcher la descente au soir de la dernière journée.

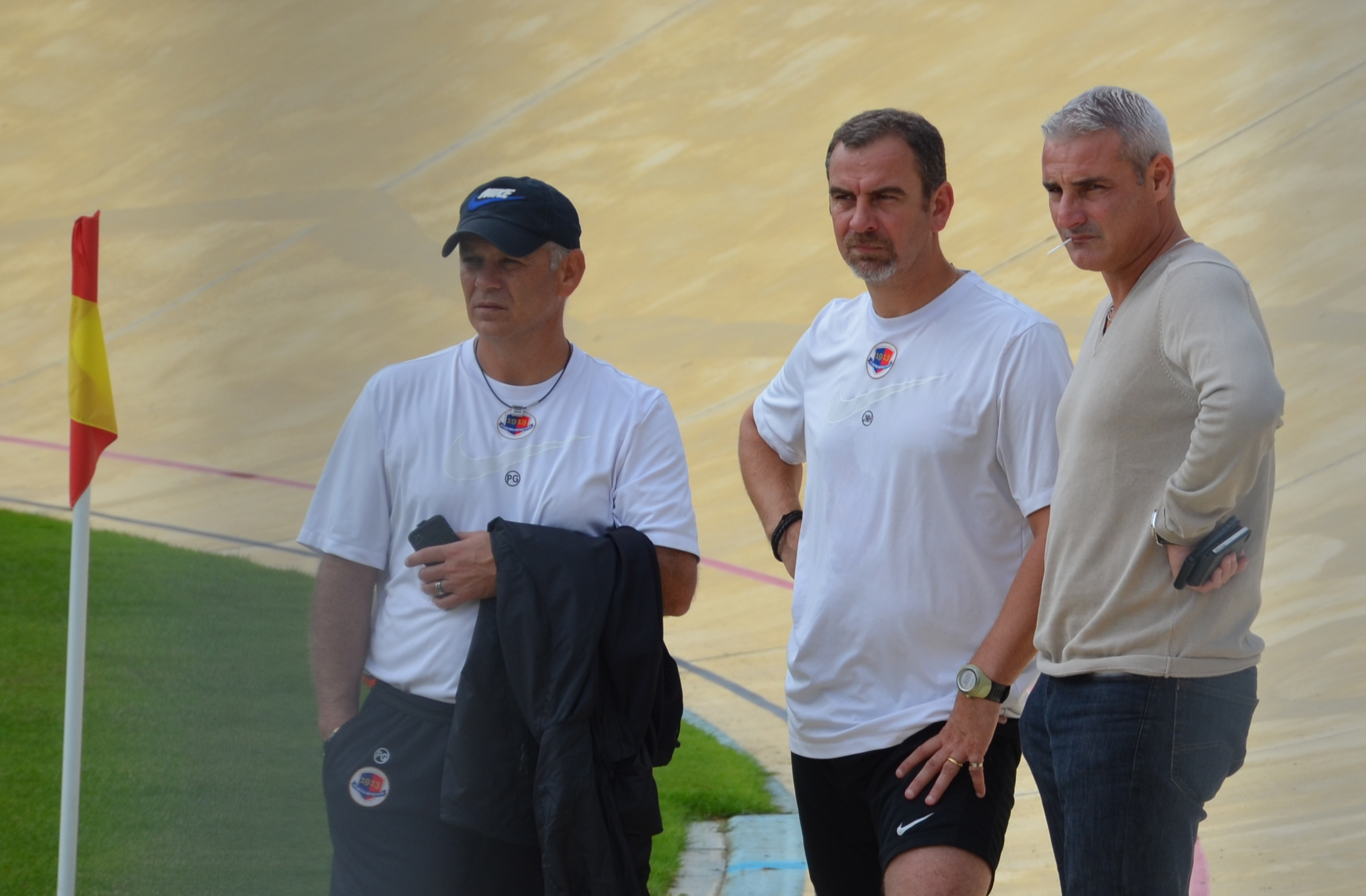
Garande, son adjoint Huriez, et Alain Caveglia, directeur sportif, en 2013.

Au début de la saison 2005-2006, les dirigeants se mettent à la recherche d’un nouvel entraîneur, en vain. Ils décident donc de confirmer Franck Dumas, d’abord réticent, à son poste, et de le seconder par Patrick Parizon, un entraîneur diplômé expérimenté et Patrice Garande, l’ancien entraîneur de l’AS Cherbourg. Le triumvirat fonctionne et permet au club de retrouver sa place en Ligue 1 (en deux saisons) puis de s’y maintenir de façon assez brillante, le club terminant à une onzième place inespérée. Malgré un effectif qui paraît de qualité, la saison suivante est beaucoup plus difficile, et le club est finalement relégué au soir de la dernière journée. Malgré le soutien du président Jean-François Fortin, Franck Dumas paraît proche du renvoi. Le 6 juin 2009, le conseil de surveillance le confirme finalement dans ses fonctions et décide de se séparer de Patrick Parizon. Patrice Garande, qui a validé son diplôme d’entraîneur entre-temps, le remplace comme entraîneur officiel. À la suite d'une nouvelle descente en Ligue 2 à la fin de la saison 2011-2012, Franck Dumas, ayant pourtant le soutien du président Jean-François Fortin, est remplacé par son adjoint Patrice Garande. Ce dernier, qui a fait remonter le club et l'a maintenu une première fois, prolonge en 2015 son contrat pour deux années. Patrice Garande maintient le club en 2017 et 2018 lors de l'ultime journée contre le PSG. Il annonce son départ peu après car il n'apprécie pas le changement de direction.
Le 8 juin 2018, le nouveau président Gilles Sergent annonce le recrutement de Fabien Mercadal, un entraîneur novice en Ligue 1 débauché au Paris FC, qui signe pour trois ans. En février, alors que l'équipe lutte pour se maintenir, il reçoit le renfort de Rolland Courbis. Quand le club est finalement relégué en Ligue 2, Fabien Mercadal rompt son contrat et celui de Courbis n'est pas reconduit. Un nouveau président, Fabrice Clément, choisit un nouvel entraineur, le Portugais Rui Almeida, en poste à l'ES Troyes AC, qui signe un contrat de deux ans. Le début de saison est très décevan et, il est écarté dès la fin septembre. Après l'intérim assuré par l'entraîneur de la réserve Fabrice Vandeputte, le médiatique Pascal Dupraz arrive à son tour et parvient d'abord à rétablir la situation sportive du club. Mais la 2e partie de sa 2e saison est catastrophique. L'équipe ne gagne pas pendant trois mois, et le 24 mars Dupraz est écarté. Fabrice Vandeputte, promu une seconde fois, parvient à maintenir l'équipe première en Ligue 2 in extremis.
Le 4 juin 2021, le président Olivier Pickeu, arrivé un an plus tôt, officialise l'arrivée de Stéphane Moulin, son ancien entraineur à l'Angers, où ils ont connu un grand succès. Moulin ramène progression le club à des niveaux sportifs plus en phase avec ses ambitions, sans cependant pouvoir jouer la montée. Absent fin 2022-2023 pour des raisons personnelles, il confie l'équipe à ses adjoints Patrice Sauvaget et Serge Le Dizet. En 2023, Stéphane Moulin annonce finalement son départ, un an avant la fin de son contrat. Le club se tourne alors vers l'expérimenté Jean-Marc Furlan, qui a connu cinq montées en Ligue 1 avec Troyes, Brest et Auxerre, qui accepte de travailler avec l'équipe technique de son prédecesseur. Mais sa personnalité, qui détonne avec les habitudes du club, et ses résultats, de plus en plus inquiétants, poussent le club à s'en séparer dès le mois de novembre. Le 29 novembre, il est officiellement remplacé par Nicolas Seube, emblématique ancien joueur du club et entraîneur de la réserve, bien qu'il n'ai pas le diplôme requis,. Seube parvient à conduire un redressement spectaculaire, son équipe terminant au pied des places de barragistes pour la montée.
À l'été 2024, alors que le club est vendu à Kylian Mbappé, de nombreux articles de presse font état du probable remplacement de Nicolas Seube. Il est finalement maintenu par la nouvelle direction, mais dans un contexte perturbé, il ne parvient pas à reproduire les résultats de la saison passée. Le 29 décembre 2024, il est écarté et remplacé par un entraîneur portugais débauché d'un club polonais, inconnu en France, Bruno Baltazar, sur la recommandation du directeur sportif Reda Hammache, qui arrive au club peu après. Baltazar perd les sept rencontres qu'il dirige, menant à son remplacement dès le 18 février 2025 par l'expérimenté Michel Der Zakarian, qui ne parvient pas non plus à réaliser le redressement espéré.

### Joueurs emblématiques

#### Avant-guerre (1913-1939)
Eugène Lesomptier est un attaquant réputé et le capitaine du Club Malherbe caennais à la fin des années 1900. Mobilisé lors de la Première Guerre mondiale, il y est tué, comme trente-huit autres membres du club. L’ancien international français Eugène Maës, buteur de talent et joueur d’expérience, s’installe à Caen après la guerre. Il devient rapidement le capitaine et le leader sportif de l’équipe caennaise dans les années 1920.
Entre 1934 et 1938, le club acquiert le statut professionnel; l’effectif change en grande partie de saison en saison. Le Hongrois Vlastimil Borecký, recruté en 1935, est considéré comme le meilleur joueur de l’équipe, dont il est capitaine en 1936 et 1937, avant d’être nommé adjoint de Maurice Cottenet lors de la saison 1937-1938.

#### La période amateur (1945-1985)
Après-guerre, l’attaquant Jacques Guillard est sélectionné à de nombreuses reprises en équipe de France universitaire. Le club recrute à cette époque l’ancien international français Auguste Jordan, qui joue encore à 39 ans. En 1949, le jeune Claude Mercier devient le capitaine du Stade Malherbe et le reste une dizaine de saisons. Aux côtés des fidèles René Kergal, Gérard Léonce et du gardien René Brandao, il est une figure des différentes épopées en coupe de France. L’ancien international Jean Prouff, entraîneur-joueur, est le maître d’œuvre de l’élimination du stade de Reims en 1953.
Pascal Théault prend sa première licence au club en 1963. Natif de Caen, il intègre l’équipe première lors de la saison 1974-1975, et devient en parallèle éducateur dès 1976. En 1984, ce défenseur qu’on décrit comme élégant est élu joueur de l’année de Division 2 par France Football, deux ans avant de prendre sa retraite sportive. Il accompagne par la suite la création du centre de formation, dont il est le responsable de 1991 à 1997, avant d’être nommé à la tête de l’équipe première.
Alain Douville garde les buts caennais de 1973 à 1985, ce qui lui permet de disputer environ 200 rencontres au stade de Venoix. Il est l’auteur du livre Malherbe d’hier et d’aujourd'hui, 75 ans de football au SM Caen. Les milieux de terrain Jean-Paul Pottier et Jean-Paul Bouffandeau sont élus meilleurs joueurs amateurs français respectivement en 1975 et 1976.

#### Depuis le retour au professionnalisme
| Joueurs par nombre d'apparitions[réf. nécessaire] | Joueurs par nombre d'apparitions[réf. nécessaire] | Joueurs par nombre d'apparitions[réf. nécessaire] |
| Joueurs                                           | Matchs                                            | L1                                                |
| ------------------------------------------------- | ------------------------------------------------- | ------------------------------------------------- |
| Nicolas Seube                                     | 520                                               | 232                                               |
| Anthony Deroin                                    | 406                                               | 102                                               |
| Yvan Lebourgeois                                  | 391                                               | 200                                               |
| Christophe Point                                  | 337                                               | 172                                               |
| Jimmy Hebert                                      | 322                                               | 38                                                |
| Alain Douville                                    | 308+                                              | 0                                                 |
| Jérémy Sorbon                                     | 289                                               | 130                                               |
| Franck Dumas                                      | 270                                               | 148                                               |

| Meilleurs buteurs,[réf. nécessaire] | Meilleurs buteurs,[réf. nécessaire] | Meilleurs buteurs,[réf. nécessaire] |
| Joueurs                             | Buts                                | L1                                  |
| ----------------------------------- | ----------------------------------- | ----------------------------------- |
| Alexandre Mendy                     | 75                                  | 0                                   |
| Cyrille Watier                      | 69                                  | 9                                   |
| Mathieu Duhamel                     | 46                                  | 6                                   |
| Xavier Gravelaine                   | 46                                  | 26                                  |
| Sébastien Mazure                    | 43                                  | 13                                  |
| Fabrice Divert                      | 42                                  | 40                                  |
| Ivan Santini                        | 27                                  | 26                                  |
| Ronny Rodelin                       | 27                                  | 24                                  |
| Stéphane Paille                     | 26                                  | 23                                  |

| Internationaux français | Internationaux français |
| Joueurs                 | Sélections              |
| ----------------------- | ----------------------- |
| Xavier Gravelaine       | 3 (1992-1993)           |
| Fabrice Divert          | 1 (mars 1990)           |
| Steve Savidan           | 1 (nov. 2008)           |

En 1988, le club accède en première division, grâce notamment aux « PP flingueurs », les attaquants Philippe Prieur et Éric Pécout. Les anciens internationaux Jean-François Domergue, Graham Rix et Brian Stein participent à la lutte pour le maintien, que le Stade Malherbe obtient finalement à l’arraché. Le buteur Fabrice Divert devient la première star nationale issue du centre de formation : le 28 mars 1990, il est le premier joueur du Stade Malherbe à connaître une sélection en équipe de France. Avec 40 buts, il détient le record du nombre de buts marqués avec Caen en première division.

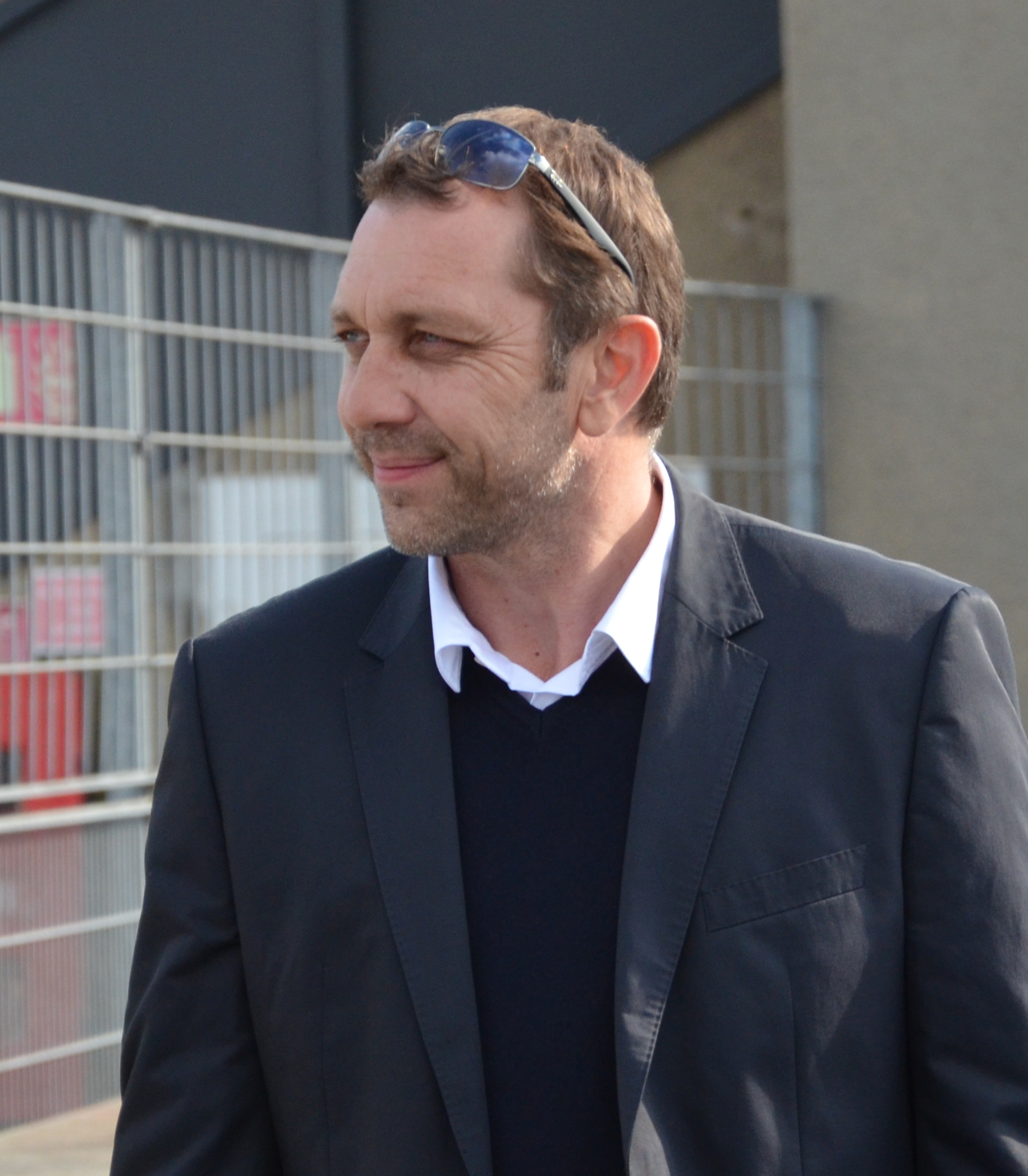
Xavier Gravelaine, ici en 2014, est élu « joueur du siècle » en 2013.

Sous la houlette de Daniel Jeandupeux, le gardien Philippe Montanier, les défenseurs Christophe Point, Yvan Lebourgeois (capitaine), Franck Dumas et Hippolyte Dangbeto, les milieux de terrain Michel Rio, Willy Görter et Benoît Cauet, l’ailier international danois Jesper Olsen, les attaquants Xavier Gravelaine (second joueur du club à connaître une sélection en équipe de France) et Stéphane Paille (ancien international français) sont les cadres d’une équipe qui termine à la cinquième place de première division et se qualifie ainsi pour la coupe d’Europe. Michel Rio est cette saison-là l’auteur du but le plus rapide du championnat de France, inscrit après huit secondes de jeu le 15 février 1992, face à l’AS Cannes. Christophe Point (de 1976 à 1995) et Yvan Lebourgeois (de 1984 à 1996) marquent le club de leur fidélité. Lebourgeois détient le record du nombre de matchs joués en première division (200). À l'occasion du centenaire du club en 2013, Gravelaine est élu « joueur du siècle » à l'issue d'un vote organisé par Ouest-France.
En 1992, le vice-champion du monde argentin Gabriel Calderón est recruté, ainsi que le milieu de terrain Stéphane Dedebant, qui mène le jeu caennais avec brio pendant deux saisons (au point d’être sélectionné en équipe de France A'), avant qu’une blessure ne brise son ascension. En 1994, les internationaux (respectivement russe et suédois) Aleksandr Mostovoï et Kennet Andersson jouent furtivement au Stade Malherbe mais n’empêchent pas le club de sombrer en Division 2.

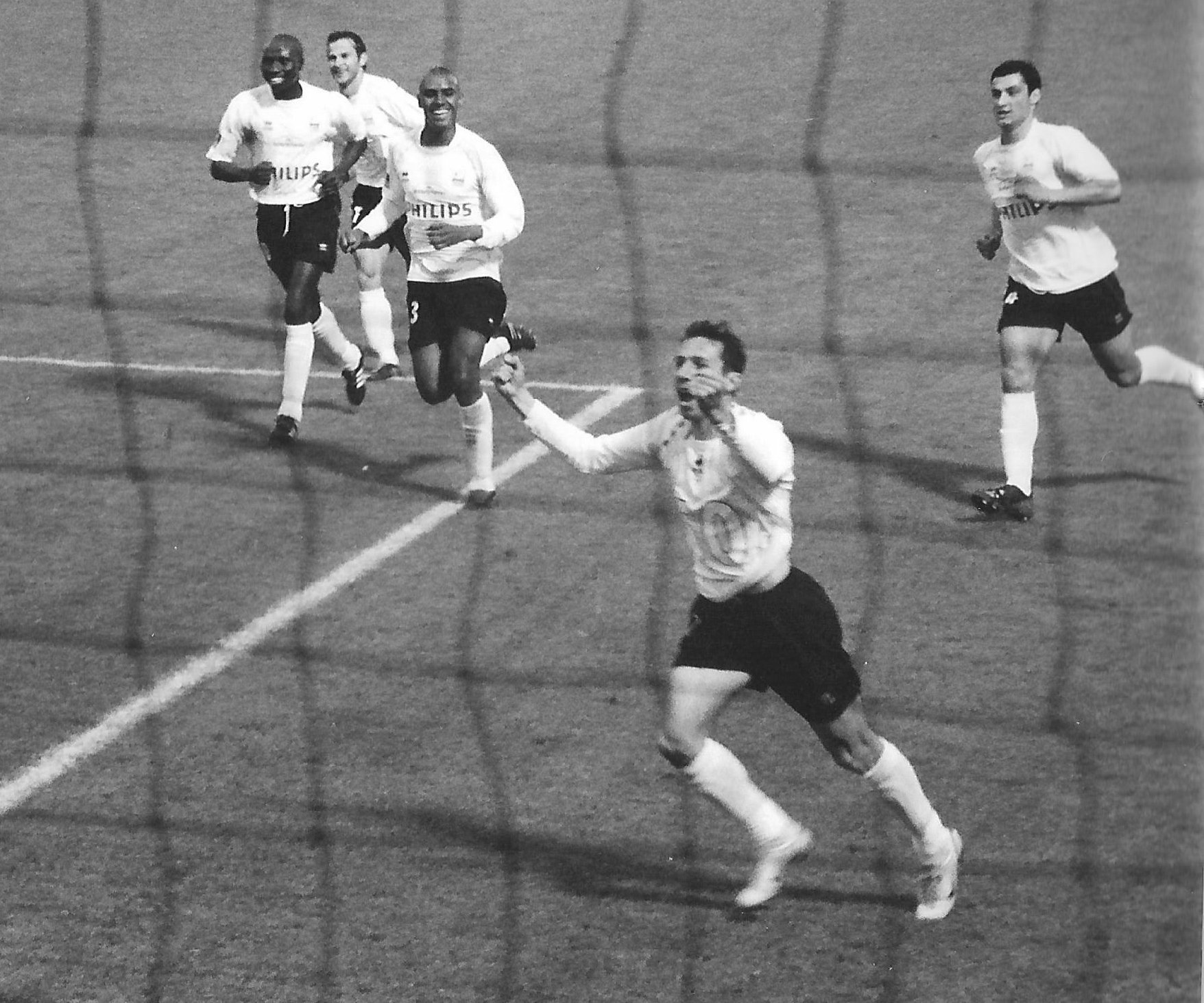
Cyrille Watier, meilleur buteur professionnel de l'histoire du club.

Luc Borrelli (dont une tribune du stade d’Ornano porte le nom à la suite de son décès brutal en 1999), Franck Priou et l’ancien international français Pascal Vahirua permettent au club de remporter le championnat de France de deuxième division en 1996, et retrouver ainsi brièvement une place en Division 1. À partir de 1996 et son retour en D2, le Stade Malherbe brille avant tout par la qualité des produits de son centre de formation, qui quittent assez jeune le club pour réaliser de belles carrières : William Gallas (parti en 1997), Frédéric Née (1998), Jérôme Rothen et Bernard Mendy (2000), Grégory Tafforeau (2001), Mathieu Bodmer (2003), Ronald Zubar (2006), etc.
Lors de la saison 2001-2002, deux glorieux anciens reviennent au club : Franck Dumas et Xavier Gravelaine. Ce dernier, auteur de 15 buts durant la saison de Ligue 2, ne permet toutefois pas au club de retrouver le Ligue 1 et ne reste qu'une saison. Franck Dumas, par contre, accompagne la reconstruction du club. Il prend sa retraite de joueur avec la remontée du club dans l'élite en 2004 et intègre la direction technique du club.
Le milieu des années 2000 voit le retour du club au premier plan. Cyrille Watier devient le meilleur buteur caennais de l’ère professionnelle (69 buts en six saisons, dont 58 en championnat). En mai 2005, Sébastien Mazure termine quatrième meilleur buteur (et premier français) de Ligue 1 avec 13 buts mais ne peut empêcher la relégation du club en Ligue 2. Le meneur de jeu Anthony Deroin, au club depuis 1997 et détenteur du record de nombre de matchs professionnels joués avec le Stade Malherbe, et le latéral Nicolas Seube, au club depuis 2001  et capitaine depuis 2006, sont les « tauliers » de l’équipe à la fin des années 2000. Après trois saisons pleines, Yoan Gouffran, un attaquant devenu un cadre de l'équipe de France espoirs, rejoint en 2008 les Girondins de Bordeaux en échange d'une indemnité record comprise entre 6 et de 7 millions d’euros. Elle permet au club de procéder quelques semaines plus tard au recrutement le plus coûteux de l'histoire du club, en la personne de Steve Savidan, pour un montant évalué à 5 millions d’euros. Ce dernier est, en novembre 2008, le troisième joueur de l'histoire du club à connaître une sélection en équipe de France. Malgré ses 14 buts en championnat, il ne peut empêcher le club de redescendre en Ligue 2 lors de sa première saison, avant de devoir arrêter sa carrière l'été suivant. De 2004 à 2009, le gardien de but titulaire est Vincent Planté, qui devient le portier le plus capé depuis le retour du club au professionnalisme.

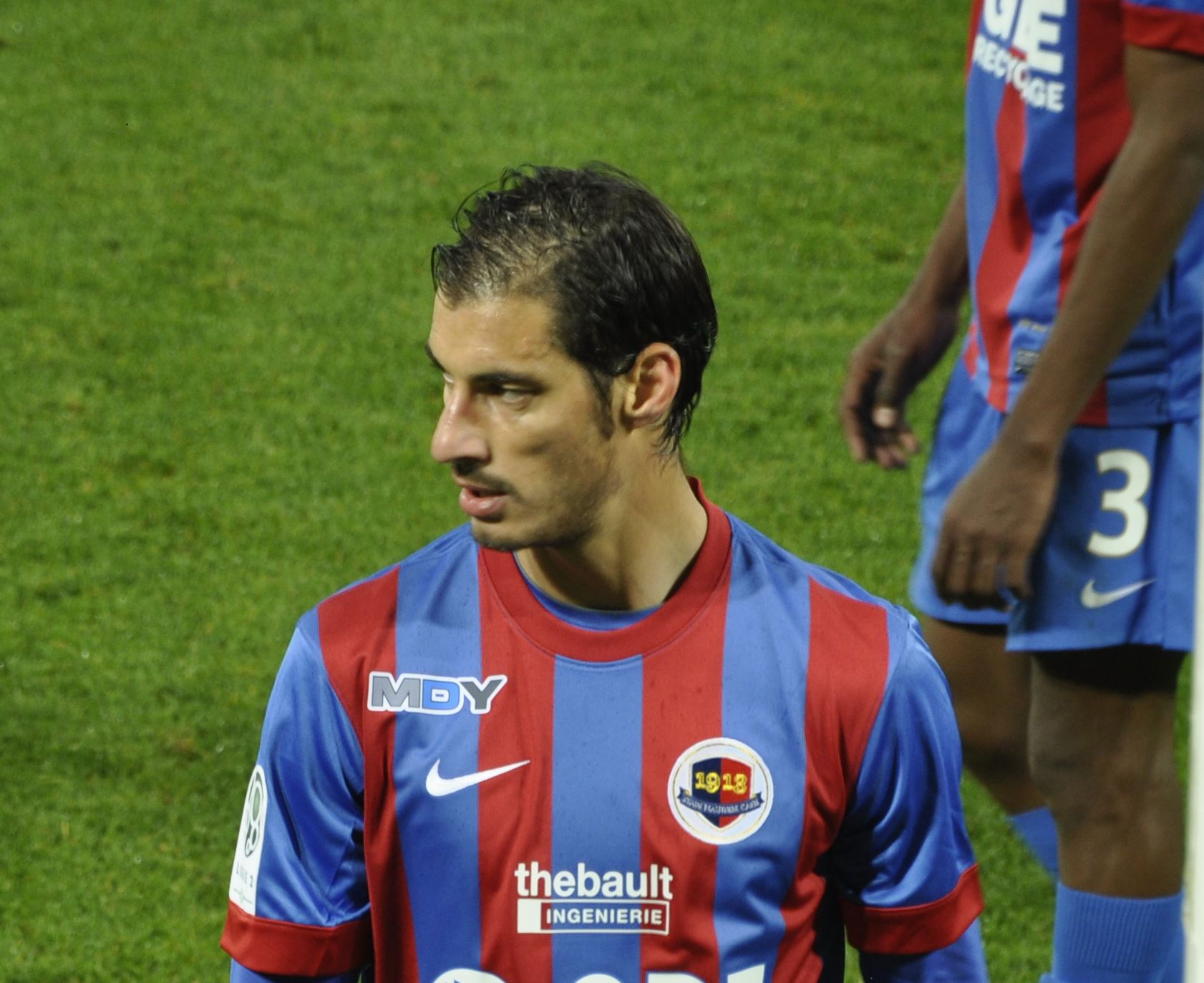
Nicolas Seube, tenant du record du nombre de matchs disputés pour le club.

En 2010-2011, le trio offensif composé de Romain Hamouma, Yohan Mollo et Youssef El-Arabi contribue activement au maintien du club, remonté entre-temps en Ligue 1. Ce dernier, troisième meilleur buteur du championnat avec 17 buts, est transféré en fin de saison à Al-Hilal FC pour plus de 7 millions d'euros, ce qui permet le recrutement de l'ancien international français Pierre-Alain Frau. Ce renfort coûteux s'avère encore un échec, le club normand étant de nouveau relégué en 2012. Le meneur de jeu Benjamin Nivet quitte alors le Stade Malherbe après cinq saisons de performances saluées, tandis que deux jeunes formés au club partent pour l'Italie : M'Baye Niang au Milan AC et Thomas Heurtaux à Udinese. Pour sa neuvième et dernière saison à Caen, Jérémy Sorbon remplace Seube comme capitaine.
En 2014, le club retrouve l'élite, grâce notamment à Mathieu Duhamel, meilleur buteur de Ligue 2 avec 24 réalisations, Fayçal Fajr, meilleur passeur, et N'Golo Kanté, révélation du championnat. Ce dernier confirme l'année suivante et part pour Leicester, en Angleterre contre une indemnité d'environ neuf millions d'euros, un record pour le club. L'année suivante, le prometteur Thomas Lemar obtient à son tour son départ, pour l'AS Monaco. Kanté et Lemar feront en 2016 leurs débuts en équipe de France et deviennent en 2018 les premiers joueurs passés au club à remporter la Coupe du monde.
De 2014 à 2018, Rémy Vercoutre, Damien Da Silva et Julien Féret, capitaine, sont les piliers de l'effectif qui obtient quatre maintiens consécutifs en Ligue 1. Le buteur Ivan Santini, auteur de 27 buts en deux saisons, fait ses débuts en équipe nationale de Croatie, future finaliste de la Coupe du monde 2018. Sur cette période, les départs d'Andy Delort en 2016, puis des jeunes formés au club, Yann Karamoh et Jean-Victor Makengo en 2017, Alexis Beka Beka en 2021, Johann Lepenant en 2022, rapportent au club des montants importants. En 2023, Jessy Deminguet, formé au club et un temps capitaine, part après six saisons professionnelles. Alexandre Mendy, recruté en 2020, après trois exercices réussis à la pointe de l'équipe, devient en 2024 le meilleur buteur de l'histoire professionnelle du club.

##### Galerie de joueurs cités

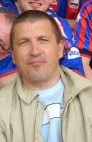
Yvan Lebourgeois, en 2005.
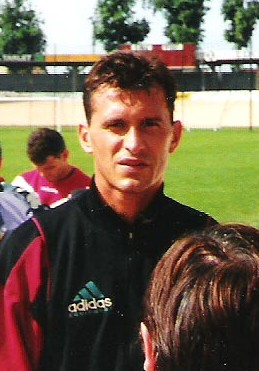
Luc Borrelli, en 1996.
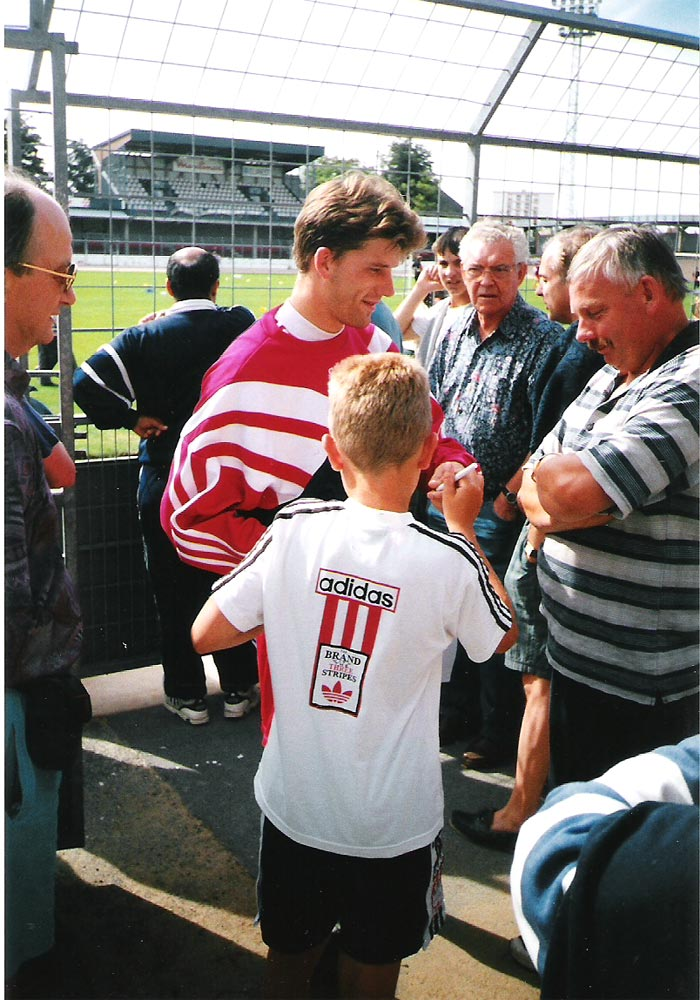
Jimmy Hebert, en 1996.
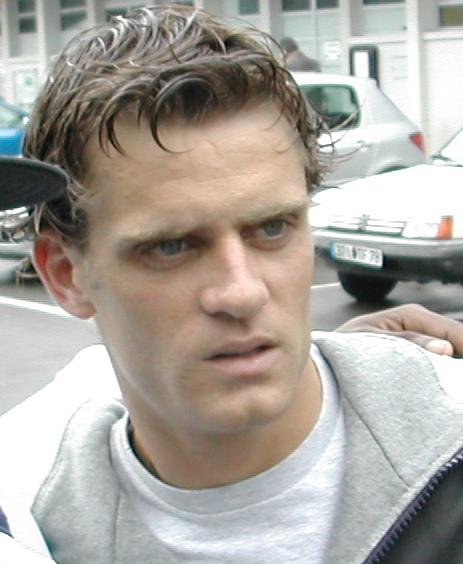
Jérôme Rothen, en 2007.
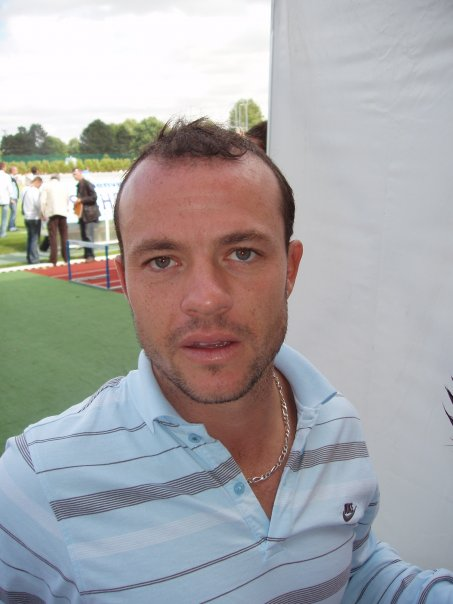
Anthony Deroin, en 2008.
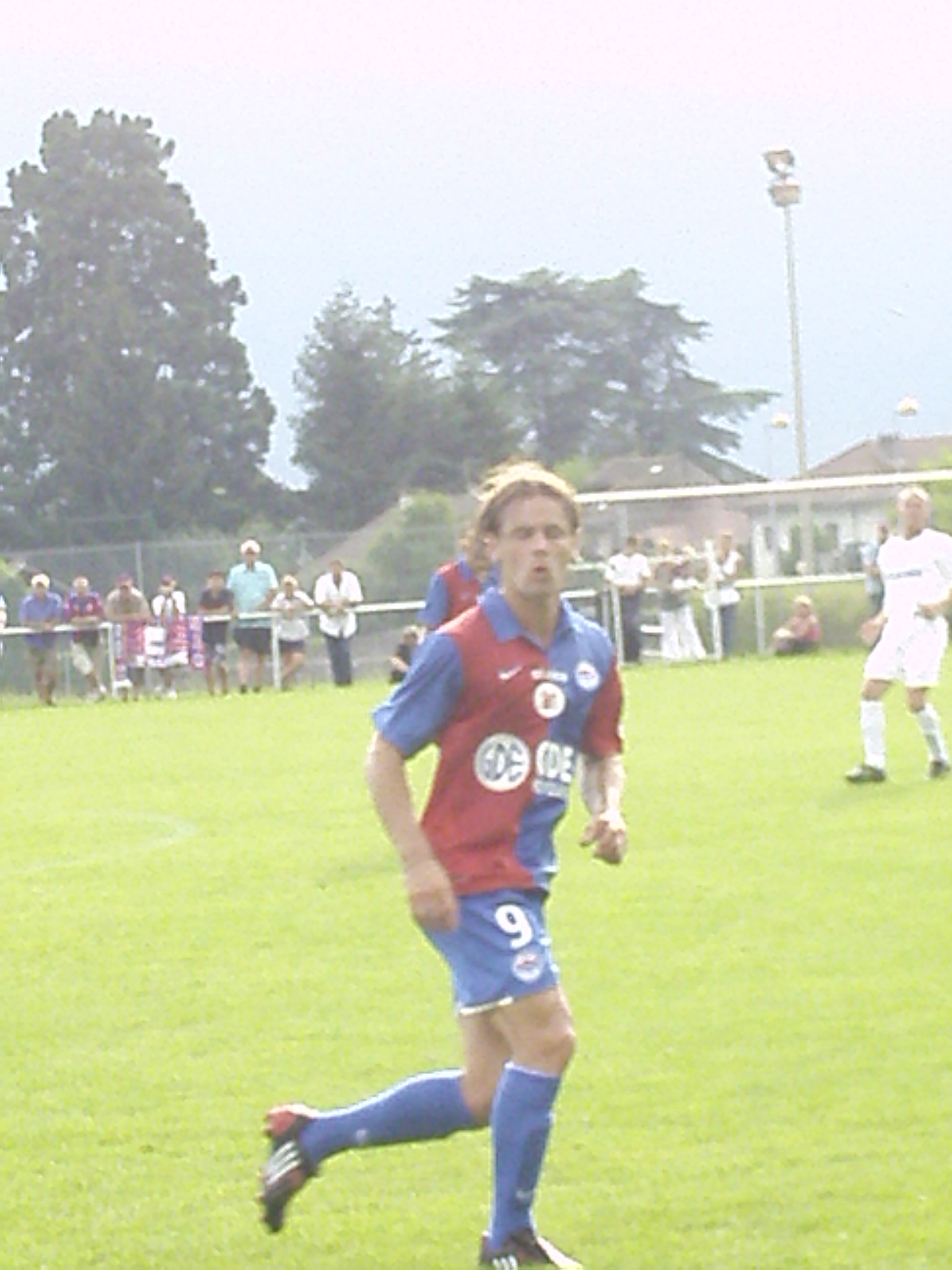
Steve Savidan, en 2008.
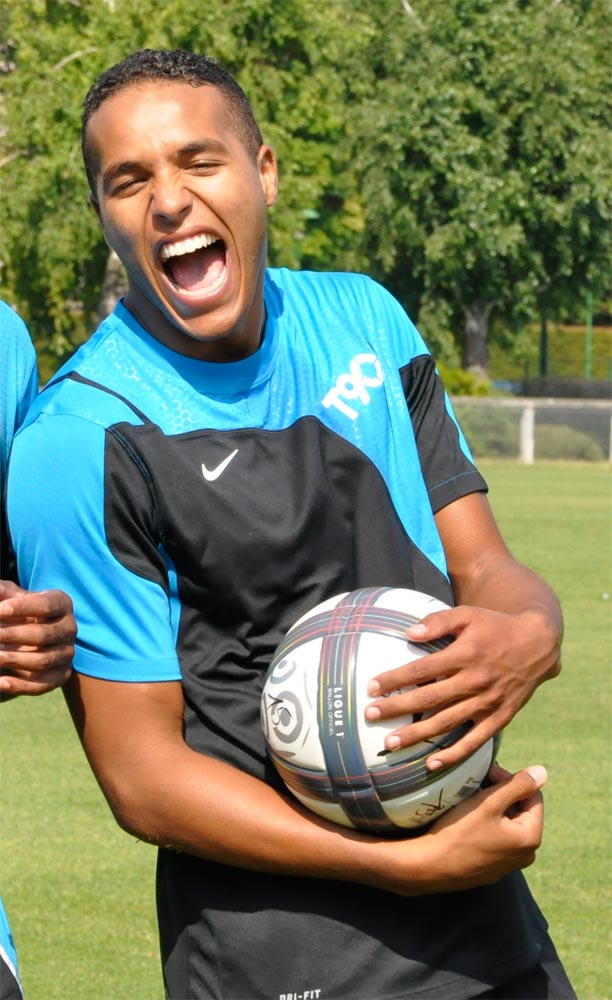
Youssef El-Arabi, en 2010.
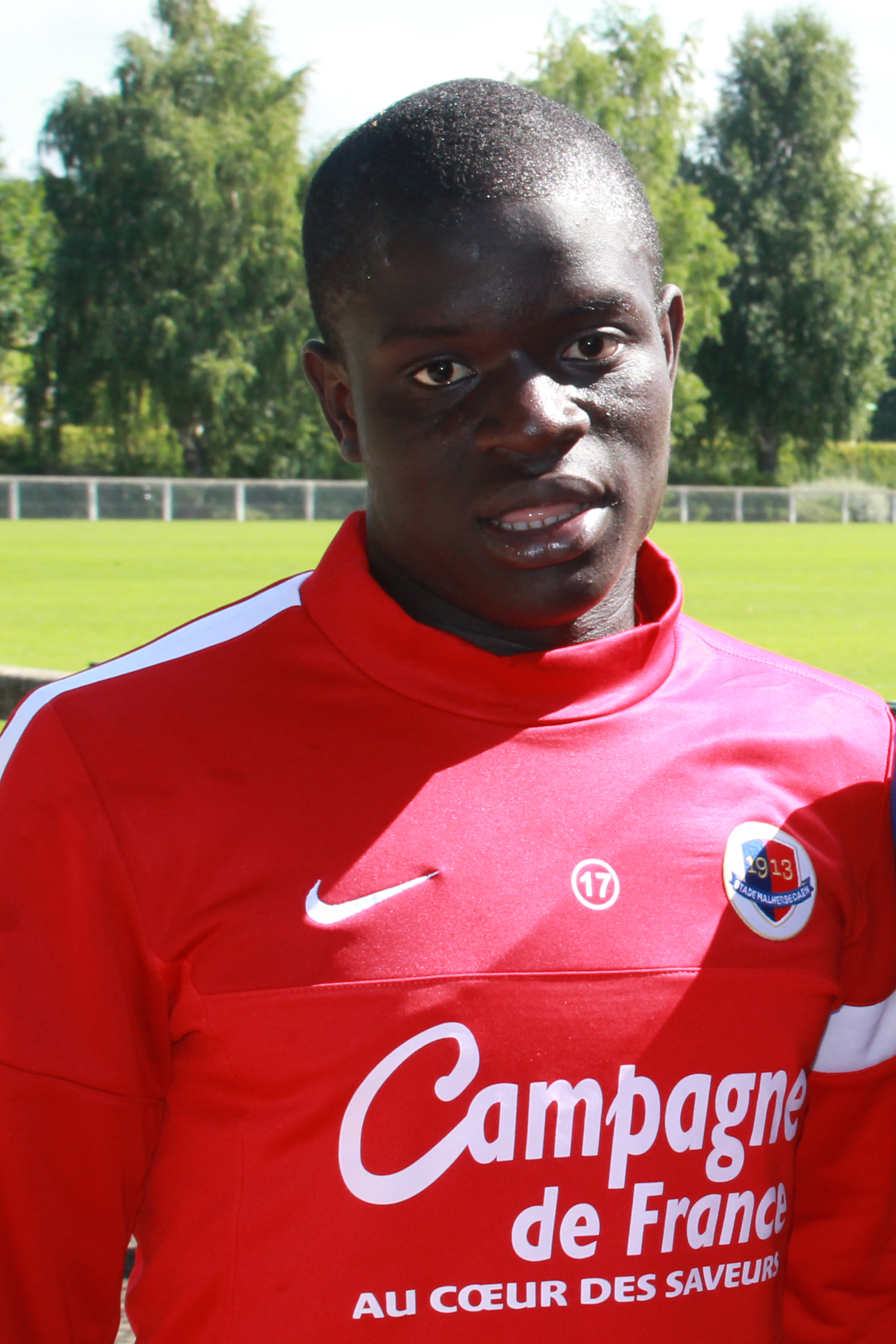
N'Golo Kanté, en 2013.
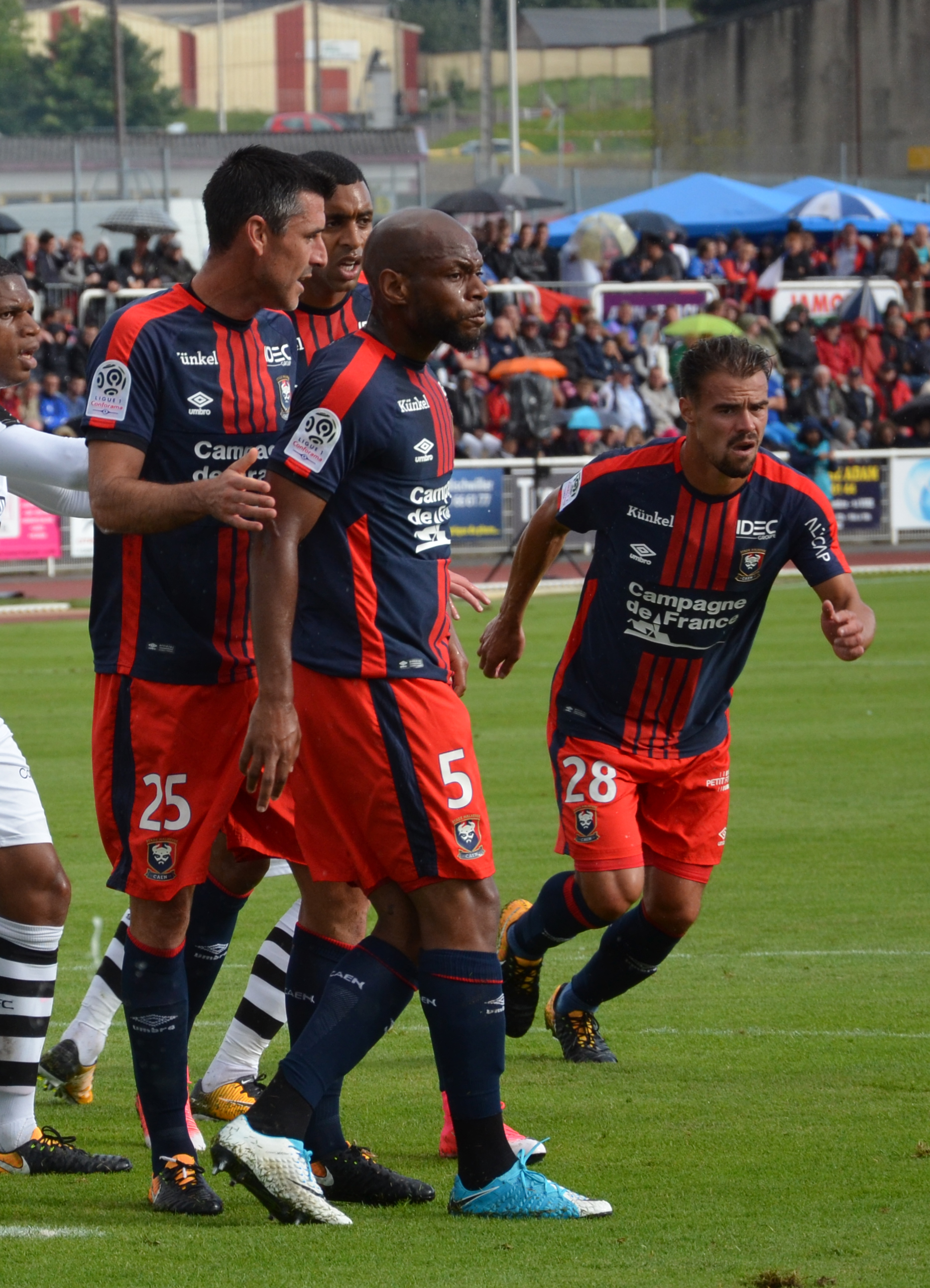
Julien Féret et Damien Da Silva, en 2017.
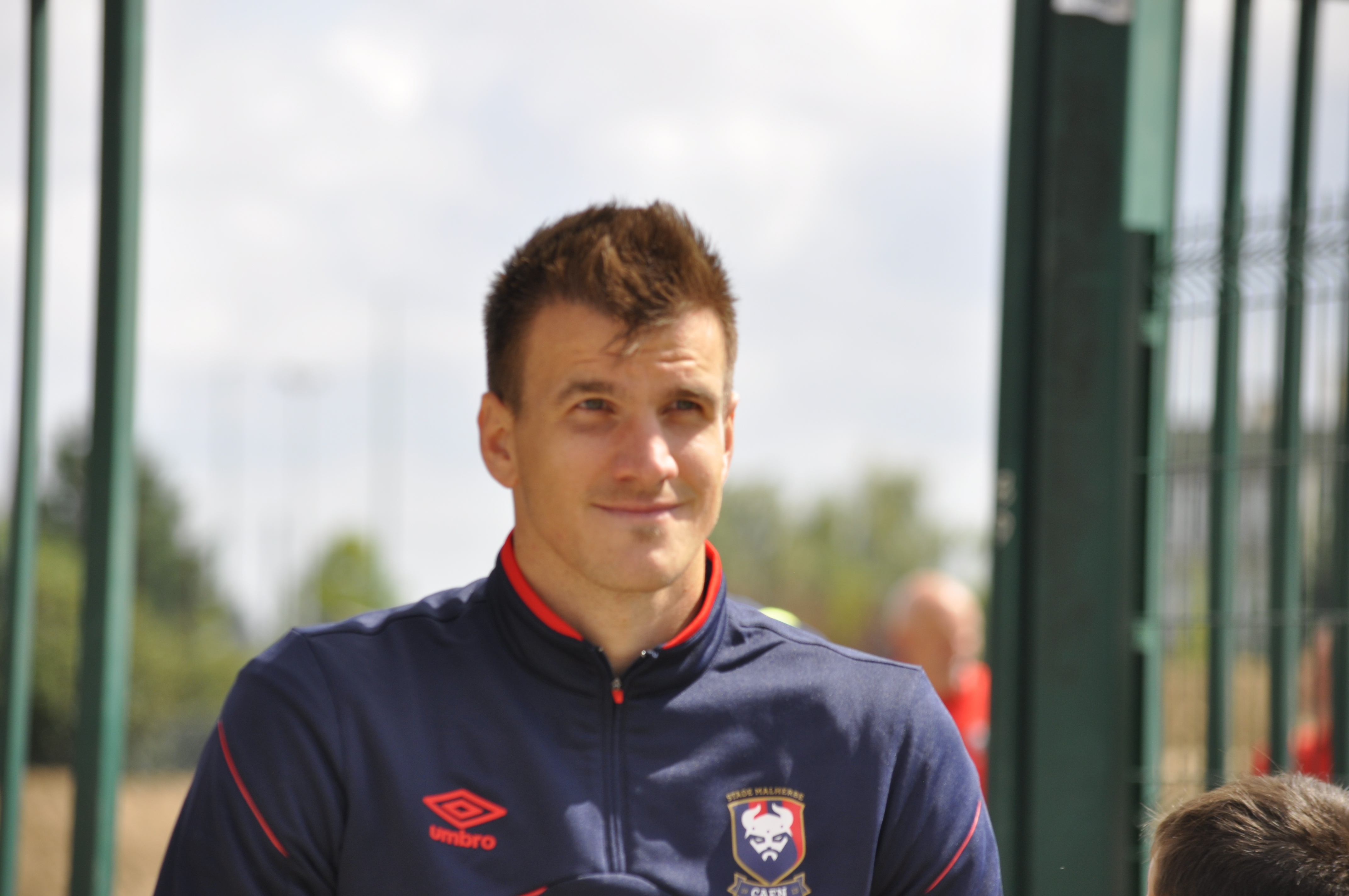
Ivan Santini, en 2016.

#### Distinctions individuelles
Certains membres du Stade Malherbe ont été distingués pour leurs performances. C’est notamment le cas des joueurs suivants :
- Jean-Paul Bouffandeau est nommé joueur de l’année en Division 2 en 1976 par le magazine France Football[20] ;
- Pascal Théault est nommé joueur de l’année en Division 2 en 1984 par le magazine France Football[20] ;
- Philippe Prieur est nommé joueur de l’année en Division 2 en 1987 par le magazine France Football[20] ;
- Franck Priou est nommé joueur de l’année en Division 2 en 1996 par le magazine France Football[20] ;
- Yoan Gouffran est nommé joueur de l’année en Ligue 2 en 2007 lors des trophées UNFP du football ;
- Aziz Ben Askar (en 2004), Ronald Zubar (en 2006), Cédric Hengbart et Grégory Proment (en 2007), Grégory Leca, Grégory Tafforeau et Benjamin Nivet (en 2010), Jean Calvé et Raphael Guerreiro (en 2013), N'Golo Kanté (en 2014), Ali Abdi (en 2022 et 2024) et Alexandre Mendy (2024) apparaissent tour à tour dans l'équipe type de la saison de Ligue 2 lors de ces mêmes trophées UNFP.

## Effectif professionnel actuel
Le premier tableau liste l'effectif professionnel du SM Caen pour la saison 2025-2026. Le second recense les prêts effectués par le club lors de cette même saison.
En grisé, les sélections de joueurs internationaux chez les jeunes mais n'ayant jamais été appelés aux échelons supérieurs une fois l'âge-limite dépassé ou les joueurs ayant pris leur retraite internationale.

## Autres équipes

### Équipe réserve
| Palmarès des équipes réserves |
| --- |
| 4e échelon national - Championnat de Division 4 : - Champion : 1986 (groupe D) et 1991 (groupe B) - National 2 : - Champion : 1995 (groupe D) 5e échelon national - National 3 - Champion : 2020 (groupe J) - Championnat de France Amateurs 2 : - Champion : 2007 (groupe H) Niveau régional - Championnat de Basse-Normandie de Division d'Honneur : - Champion : 1975, 1985 - Coupe de Basse-Normandie : - Vainqueur : 1996, 1998 et 2002 |

L’équipe réserve du Stade Malherbe sert traditionnellement de tremplin vers le groupe professionnel pour les jeunes du centre de formation.
Depuis qu’elle a remporté le championnat de Basse-Normandie de division d'honneur en 1985, l’équipe réserve évolue dans les championnats nationaux accessibles aux réserves professionnelles (qui correspondent depuis aux quatrième et cinquième échelons nationaux). En 1986 puis en 1991, elle termine à la première place de son groupe de Division 4, le meilleur classement possible pour une équipe réserve. Sous la direction de Pascal Théault et alors qu’elle compte dans ses rangs Frédéric Née et William Gallas, elle réitère la performance en 1995, en terminant en tête du groupe D de National 2.
En 2007, elle est championne de son groupe de CFA 2, ce qui lui permet d’évoluer en championnat de France amateur. Elle redescend en CFA2 en 2013. À l'issue du championnat de National 3 2019-2020, suspendu pour cause de Pandémie de Covid-19, l'équipe termine en tête de son groupe et est promue en National 2 pour la saison 2020-2021. C'est un retour en 4e division après sept années d'absence. Elle retrouve finalement le National 3 en 2023, comme la plupart de ses homologues (en 2024, plus aucune équipe réserve professionnelle en France n'évolue en National 2).
Parmi les entraîneurs notoires, outre Pascal Théault dans les années 1990, on compte Guy Stéphan, qui y fait ses débuts sur le banc en 1987-1988 après une blessure qui l'a poussé à arrêter sa carrière, et qui remportera 30 ans plus tard la Coupe du monde comme adjoint de Didier Deschamps, Sébastien Bannier, qui de 1990 à 2014 occupe de nombreuses fonctions au club, Patrice Garande de 2005 à 2009 avant d'être promu en équipe première, ou encore les anciens joueurs du club Christophe Point, Philippe Tranchant et Grégory Proment, respectivement à la fin des années 1990, de 2011 à 2014 et de 2014 à 2018.
Proment est remplacé par Fabrice Vandeputte, qui reste en poste jusqu'en 2022. Nicolas Seube, personnage emblématique du club, prend sa suite jusqu'à sa nomination sur le banc de l'équipe première en novembre 2023. Il est remplacé par Sébastien Bannier, brièvement de retour, puis Romain Leroux.

### Sections jeunes
| Palmarès des équipes de jeunes                                                                     |
| -------------------------------------------------------------------------------------------------- |
| - Coupe Gambardella : - Finaliste : 1959, 1994, 2001, 2022 - Coupe des Cadets : - Vainqueur : 1973 |

Le Stade Malherbe compte nombre de formations de jeunes, de l’école de football aux juniors. En 2016-2017, les « U19 » et les « U17 », rassemblant respectivement les joueurs de moins de 19 ans et les joueurs de moins de 17 ans du club caennais, évoluent dans leur championnat national respectif.
Les juniors (moins de 19 ans) disputent chaque année la coupe Gambardella, dont ils ont atteint la finale à quatre reprises. En 1959, les juniors de Louis Requier, dont René Cédolin, éliminent le FC Rouen, Saint-Germain, l’AS Brestoise, le RC Lens, le Red Star et enfin l’AS Saint-Étienne. Le 3 mai, en baisser de rideau de la finale de coupe de France opposant Le Havre AC et le FC Sochaux, ils s’inclinent en finale face au Racing Club de Paris (les sources ne s'accordent pas sur le score : 2-1 ou 1-0).
En juin 1994, les jeunes Caennais, entraînés par Pascal Théault et dont font partie David Sommeil, Bill Tchato, Frédéric Née et Sébastien Bannier, sont sèchement battus 5-0 par l’Olympique lyonnais en finale de la coupe Gambardella.
La troisième finale se déroule le 26 mai 2001. Les juniors malherbistes sont entraînés par Laurent Lesgent et comptent dans leurs rangs les futurs professionnels Jérémy Sorbon, Bruno Grougi, Benoît Lesoimier, Reynald Lemaître, Sigamary Diarra, Ronald Zubar et Benoît Costil. La finale les oppose au FC Metz, en lever de rideau de la finale de coupe de France. Les Malherbistes s’inclinent une nouvelle fois, logiquement, sur le score de 2-0.
Le 7 mai 2022, les Malherbistes U19, entraînés par Nicolas Seube et menés par l'international U18 belge Norman Bassette, l'international U18 français Brahim Traoré ou encore les néo-pros Noé Lebreton ou Mohammed Hafid affrontent l'Olympique lyonnais, en finale de la coupe Gambardella. À égalité (1-1) à l'issue du temps réglementaire, les deux équipes se départagent aux tirs au but, qui voient la victoire des Lyonnais (5-3).
Le 31 mai 1973, les cadets du club (qui rassemblent alors les joueurs de moins de 16 ans), entraînés par Norbert Beuzit, ancien joueur professionnel, et dont le capitaine est Pascal Théault, remportent la première édition du challenge Paul Nicolas. Vainqueurs surprise des Bordelais en demi-finale, ils affrontent l’OGC Nice en position de challengers, et l’emportent finalement 2-1, grâce à Bernard et Julienne. Le challenge Paul-Nicolas est par conséquent le premier titre national remporté par le Stade Malherbe Caen. Initialement organisé sous forme de coupe, cette compétition devient à partir de 1978 le « championnat national des cadets ».

### Équipe féminine
| Palmarès de l'équipe féminine seniors |
| --- |
| - Championnat de Normandie : - Champion : 1978 - Coupe de Normandie : - Vainqueur : 1977, 1979, 1980, 1981 - Finaliste : 2023, 2024 - Coupe du Calvados : - Vainqueur : 1985 - Régional 1 : - Champion : 2022, 2023 |

Après une tentative infructueuse en 1938, une équipe féminine voit le jour au Stade Malherbe en 1970. Les Caennaises obtiennent la Coupe du Calvados 1985, avant de rater de peu la montée au niveau national à l'issue de la saison 1985-1986. C'est sur cet échec que l'équipe est dissoute, face au manque d'infrastructures et l'absence de volonté d'aller plus loin de la part du club, qui ne souhaite pas financer de coûteux déplacements d'un championnat national.[réf. souhaitée]
Le 6 décembre 2018, le club, via Nicolas Seube, annonce la création d'une section féminine pour la saison 2019-2020. Le club lance une équipe seniors, inscrite en Régionale 2 Féminin de Normandie pour la saison 2019-2020, avec l'ambition de rejoindre la Division 2 nationale au plus vite. Le club se dote également d'une équipe U18 et d'une école de football féminin comprenant les catégories d'âge U8, U10 et U12. Anaïs Bounouar, ancienne footballeuse professionnelle passée notamment par Soyaux et Cormelles (club dont l'absorption par le Stade Malherbe pour devenir sa section féminine avait été envisagée,) et entraineuse-adjointe de l'équipe masculine de l'ASPTT Caen, est recrutée pour être responsable technique de la section féminine, ainsi qu'entraineuse de son équipe première.
À la suite de l'arrêt des championnats dû à la pandémie de Covid-19, l'équipe est, après délibérations de la FFF et de la Ligue de Normandie de Football, promue en Régionale 1 pour la saison 2020-2021. La saison est suspendue dès le mois d'octobre 2020, à la suite du début du deuxième confinement en France, avant d'être définitivement arrêtée en mars 2021. L'équipe reprend en Régionale 1 en 2021-2022 et remporte le championnat de Normandie, ce qui constitue le premier titre de la section depuis sa refondation. Elle échoue ensuite en finale des barrages de montée de D2 face au Mans.
Elle commence la saison 2022-2023 de nouveau en Régional 1, avec cette fois pour objectif d'obtenir la montée en Division 3, qui vient d'être recrée. L'équipe est coachée par Théodore Genoux, ancien entraineur des équipes féminines de Yzeure ou Bordeaux (avec laquelle il avait obtenu une montée en D1) à la suite du départ d'Anaïs Bounouar en juin 2022. La montée en D3 est officialisée à une journée de la fin, après un duel à distance tout au long de la saison avec la section féminine de l'US Quevilly Rouen Métropole, qui se termine par un second titre de championnes de Régional 1, mais aussi par une défaite 3 à 2 en finale de Coupe de Normandie contre cette même équipe quevillaise, au Grand-Quevilly.
Pour la saison 2023-2024, l'équipe est entraînée par Chloé Charlot, ancienne défenseuse centrale du Stade Malherbe,. L'équipe se maintien à l'avant-dernière journée par une victoire 2-1 contre Bourges, alors 2ème du championnat. Elle termine à la 8ème place (sur 12) de D3. Elle perd de nouveau en finale de Coupe de Normandie, contre le même adversaire, QRM, et sur le même score que l'année précédente, cette fois dans le Stade du Hazé, à Flers.[réf. souhaitée]
En 2024-2025, l'équipe est éliminée dès les 1/4 de finale de la Coupe de Normandie, encore une fois par QRM, mais aussi de Coupe de France, et ce dès son entrée en lice, sur le terrain de la Maladrerie OS. Ces échecs se couplent à un début de saison poussif mais en progression, qui abouti à un très bon hiver (3 victoires consécutives). Finalement la seconde partie de saison est très irrégulière, avec seulement 2 victoires en 11 matches. L'équipe se maintien finalement en D3 à l'issue de l'ultime journée, à domicile. Le maintien est acquis, comme l'année précédente, face au Bourges FC, sur un score de 1-1, couplé à des résultats favorables à Malherbe des équipes concurrentes. Le club termine 9ème.
Le 22 mai 2025, à quelques jours de la fin de saison, le club annonce officiellement un "renouveau" pour la section. Cette dernière voit sa gestion être transférée de la SAS du club à l'association Stade Malherbe Caen. Le coach des U11 garçons du club, Tristan Blanchard, prend les rêves de la section et devient l'entraineur de l'équipe seniors, avec un staff renouvelé. Le budget du club passe de 180 000€ à 250 000€ pour la saison 2025-2026, avec un financement apporté par la SAS, ainsi que de nouveaux partenaires. L'idée est notamment de verser aux joueuses des primes de match, et de commencer un glissement vers le semi-professionnalisme. Une équipe réserve est lancée, pour permettre une post-formation entre l'équipe U18 Régionale (l'équipe U19 Nationale ayant été reléguée à l'issue de la saison précédente) et la Division 3. La section devient l'équipe phare de l'association dirigée par Jean-Luc Pignol, sous la gestion de Johan Gallon, salarié de l'association, qui en devient dirigeant.

## Culture populaire

### Rivalités
| \| SM Caen Stella de · Cherbourg Le Havre AC CA Lisieux US Normande FC Rouen US Quevilly \| Clubs rivaux historiques du Stade Malherbe. |
| SM Caen Stella de · Cherbourg Le Havre AC CA Lisieux US Normande FC Rouen US Quevilly                                                   |

Au cours de son histoire, le Stade Malherbe a eu pour rivaux les clubs avec lesquels il a successivement disputé la suprématie régionale : ce fut par exemple le cas de la Stella de Cherbourg au début du XXe siècle, de l’US Quevilly dans les années 1950 et 1960, de l’US Normande dans les années 1970 et du CA Lisieux au début des années 1980.
Au plus haut niveau, le rival historique est le Havre Athletic Club, distant d’une cinquantaine de kilomètres seulement. Les deux équipes normandes se rencontrent notamment à plusieurs reprises en championnat de Normandie de division d'honneur dans les années 1920, puis en Division 2 entre 1934 et 1938. Entre 1970 et 2009, les deux équipes s’affrontent à 28 reprises en championnat, qui se traduisent par onze victoires caennaises et huit victoires havraises,. Entre supporters, la rivalité entre les deux clubs a débuté le 4 octobre 1992 lors du match Caen - Le Havre où les supporters havrais ont chanté "Saragosse, Saragosse" trois jours après l'élimination de Caen en coupe d'Europe.

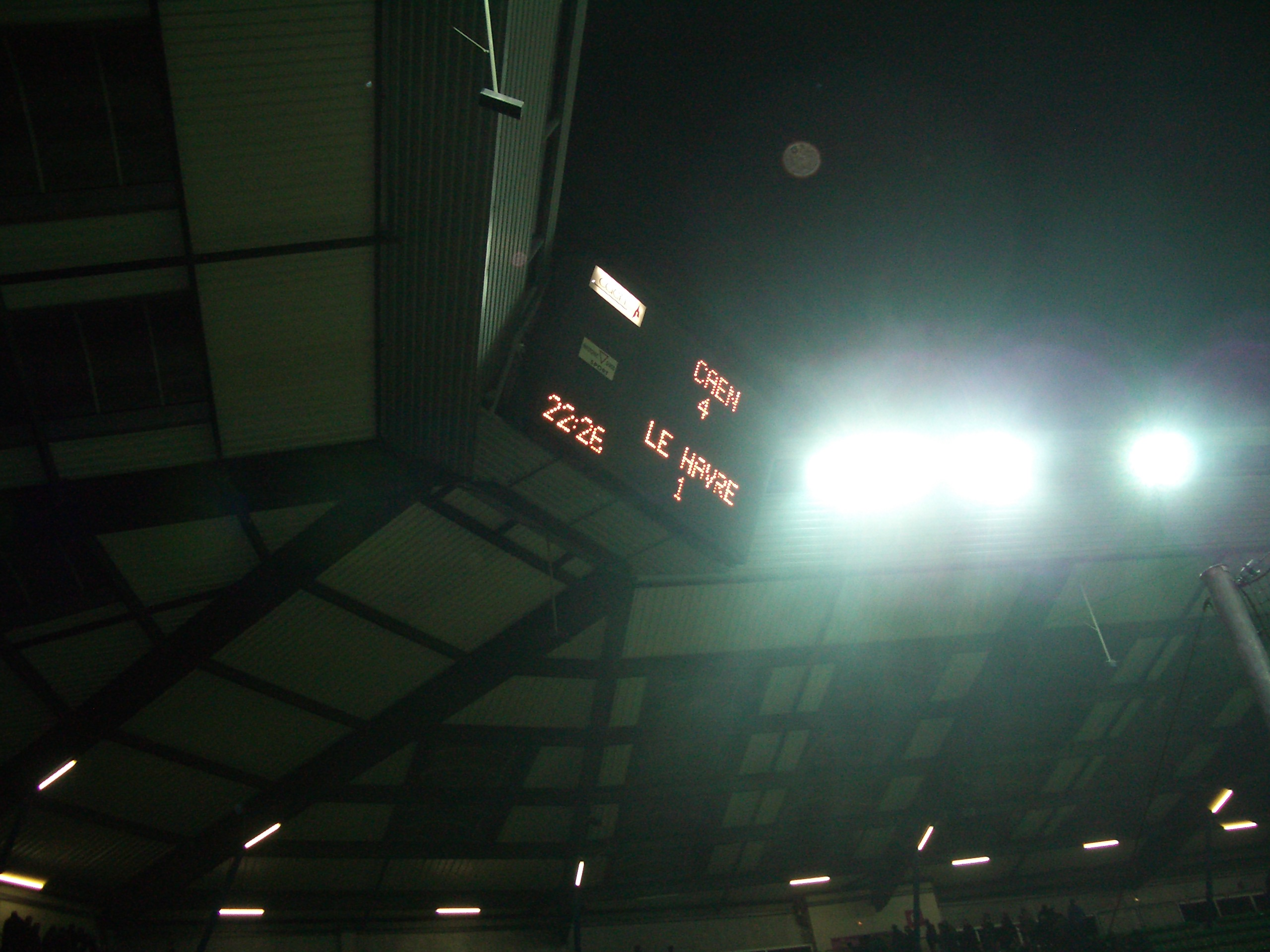
Victoire 4-1 de Caen face au HAC en 2006.

La saison 2008-2009, qui voit les deux équipes évoluer en Ligue 1, est particulièrement représentative de la spécificité de ces derbys. En novembre 2008, les Caennais, qui réalisent jusque-là un début de saison prometteur, reçoivent des Havrais pointant à la 19e place. Ce sont pourtant les Havrais qui remportent leur première victoire à l’extérieur de la saison (1-0). En avril 2009, les Caennais restent sur une série de 15 matchs sans victoire quand ils se déplacent au stade Jules-Deschaseaux. Leur victoire (2-1), arrachée en fin de match, leur permet alors de garder espoir dans un possible maintien en Ligue 1. À la fin de la saison, les deux équipes normandes sont finalement reléguées.
Depuis 2006, un match amical d’avant-saison organisé par l’Union des journalistes de sport en France de Normandie oppose les deux clubs dans le cadre du Trophée des Normands, preuve que la rivalité entre les deux clubs n’existe que sur le plan sportif. Les relations entre ces supporters n’ont d’ailleurs jamais donné lieu à d’incident notable.

### Affluence
Jusqu’au milieu des années 1980, le Stade Malherbe attire un public modeste et tranquille au stade de Venoix. En 1988, le club découvre l'élite. Les bons résultats du Stade Malherbe Caen (particulièrement à domicile) et la générosité de l’équipe contribuent à faire du vétuste stade de Venoix une enceinte à l’ambiance particulièrement « chaude », malgré son confort vétuste et sa faible capacité (l’affluence moyenne lors de la dernière saison à Venoix se monte à 7 767 spectateurs).
Les points rouges indiquent les saisons jouées en D1/L1.
En 1993, le club déménage au stade Michel-d'Ornano, ce qui lui permet de doubler son public : l’affluence moyenne passe à 16 226 spectateurs, malgré des résultats décevants. Accompagnant les bons résultats du club à la fin des années 2000, le club a pu compter sur près de 20 000 spectateurs en moyenne (19 686 lors de la saison 2007-2008), provenant de toute la région Basse-Normandie. En 2009, le club indique que 19 % du public vient du département de la Manche et 11 % du département de l’Orne. Pour autant, la moitié du public habite à moins de 30 km de Caen.
En raison de la pandémie de Covid-19 en 2020 et 2021, le gouvernement français prend des mesures pour limiter la propagation du virus. Pour les évènements sportifs, une jauge de 5 000 spectateurs maximum est appliquée dans les stades en France. Cela réduit grandement l'affluence au stade Michel d'Ornano pendant la saison 2020-2021 (4 276 en moyenne sur les quatre matchs joués devant du public).

### Groupes de supporters
Un premier club de supporters est créé en janvier 1936 alors que le club évolue en D2. Il s'appelle « Allez Malherbe »[source insuffisante]. Il disparaît en février 1939[source insuffisante]. Après la guerre, un nouveau club de supporters voit le jour en 1948.
Le premier regroupement de supporters « actifs » s'effectue lors de la saison 1986-1987, qui voit le Stade Malherbe terminer à la deuxième place du championnat de deuxième division. Ces supporters sont regroupés dans le virage Venoix et prennent le nom de Virage Vikings. À l'issue de la saison 1988-1989, la première dans l'élite, les habitués du virage Vikings constitue les Vikings de Venoix. Ils animent le virage par leurs chants, tambours et font de nombreux déplacement (7 000 supporters caennais suivent l'équipe à Laval en mai 1989[source insuffisante]). À l'été 1990, ils changent de nom pour devenir la Brigade Vikings (BV), le premier groupe organisé de supporters du SM Caen à se réclamer du mouvement ultra. Ils créent alors leur propre matériel (écharpe, tee-shirt) qui n'est pas vendu à la boutique du stade et sortent un fanzine, Brigade News.
L'été 1991 voit une dizaine de membres dissidents quitter le virage Venoix pour le virage Caen, et y former le groupe The Gunners[source insuffisante], d'inspiration britannique. Un autre groupe est créé à la même époque par des anciens de la Brigade Vikings, le Kop Of Hund Boys (KOHB), qui rassemble la mouvance skinhead présente sur Caen et s'installe en virage Venoix. Enfin, la fanfare de Blainville ne manque pas d'accompagner les Caennais lors des matchs à domicile et quelquefois à l'extérieur depuis 1984.
À la suite du déménagement de l’équipe première au stade Michel-d'Ornano en 1993, les trois groupes, aux mentalités assez différentes, s’installent en tribune Nord, d'abord en hauteur, puis plus bas, en Populaire B. Plusieurs conflits avec les membres de la BV en 1994 conduisent le Kop Of Hund Boys à déménager en tribune Sud, ce qui signe bientôt l'arrêt du groupe.
En juin 1995, la commission mixte de sécurité de la ligue nationale de football annonce que, dans le cadre de la lutte contre les violences dans les stades, chaque club ne doit reconnaître qu'un seul groupe de supporters par club. En mars 1996, le Malherbe Normandy Kop est créé sous l'égide du speaker du club, Dominique Mlynarski, en fusionnant Gunners et Brigade Viking. Le premier bureau du MNK est composé à parts égales de membres des deux groupes. Cette fusion n'est toutefois pas du goût d'un certain nombre de membres des deux groupes, qui continuent notamment d'utiliser les bâches aux noms des anciens groupes.
Les résultats décevants connus par le club à partir de 1996 vont paradoxalement aider le mouvement à s'unifier : les membres de la Brigade Viking perdent rapidement leur motivation, de sorte que le MNK se retrouve après quelques mois uniquement composé d'anciens Gunners. En 1997, certains anciens Gunners, notamment issus de la section Manche, fondent le Drakkar Side, qui se pose en opposition au MNK et tente d’animer la tribune Populaire E, sans succès. Ce groupe disparaît en 2000.
Depuis sa création, le MNK 96 est donc le principal, et souvent le seul, groupe de supporters du Stade Malherbe. Pendant plusieurs années, alors que le club est enlisé en deuxième division, le groupe peine à prendre de l'importance. Mais à partir de 2001, ses activités deviennent plus visibles et plus « ultra » notamment grâce à l'arrivée de jeunes supporters qui se font connaître sous le nom de BOB14 (Brigade Olivier Bogaczyk 14). En 2002, le groupe déménage au centre de la tribune Populaire B, derrière les buts. Le renouveau sportif que connaît le club à partir de l’hiver 2003 est accompagné par le développement du MNK 96, qui se construit une identité et parvient à entraîner le reste des spectateurs certains soirs de match, dix ans après le déménagement au stade Michel-d'Ornano. Ce potentiel, cultivé avec les remontées du club en Ligue 1, permet de voir une partie du public de la tribune B de rester debout à chaque match.
En 2007, un groupe dénommé Fans Caen tente à son tour d'animer un deuxième kop en tribune Populaire E, à l’opposé de la populaire B, mais peine à rencontrer le succès espéré. L'association se met en sommeil en septembre 2008. Enfin, une association regroupant des supporters exilés, les Paris Drakkars, suit l’équipe, en particulier lors des déplacements, depuis 2005.
En 2011, un nouveau groupe voit le jour situé en populaire E, les « Caen 1913 ». Il n'arrive pas à passer le cap d'une année d'existence. Le groupe de supporter Brigada Northmannia le remplace la saison suivante mais arrête ses activités en 2014.

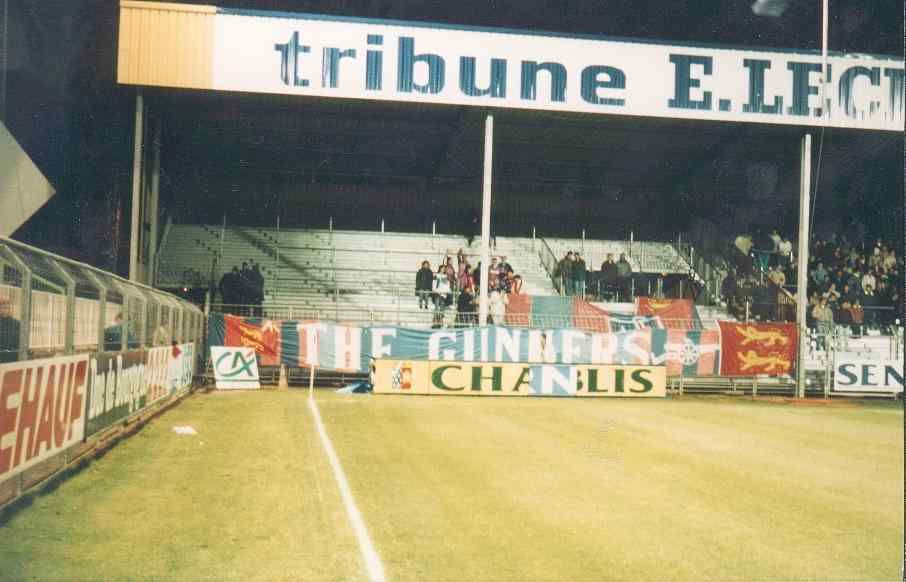
Supporters caennais à Auxerre (1991)
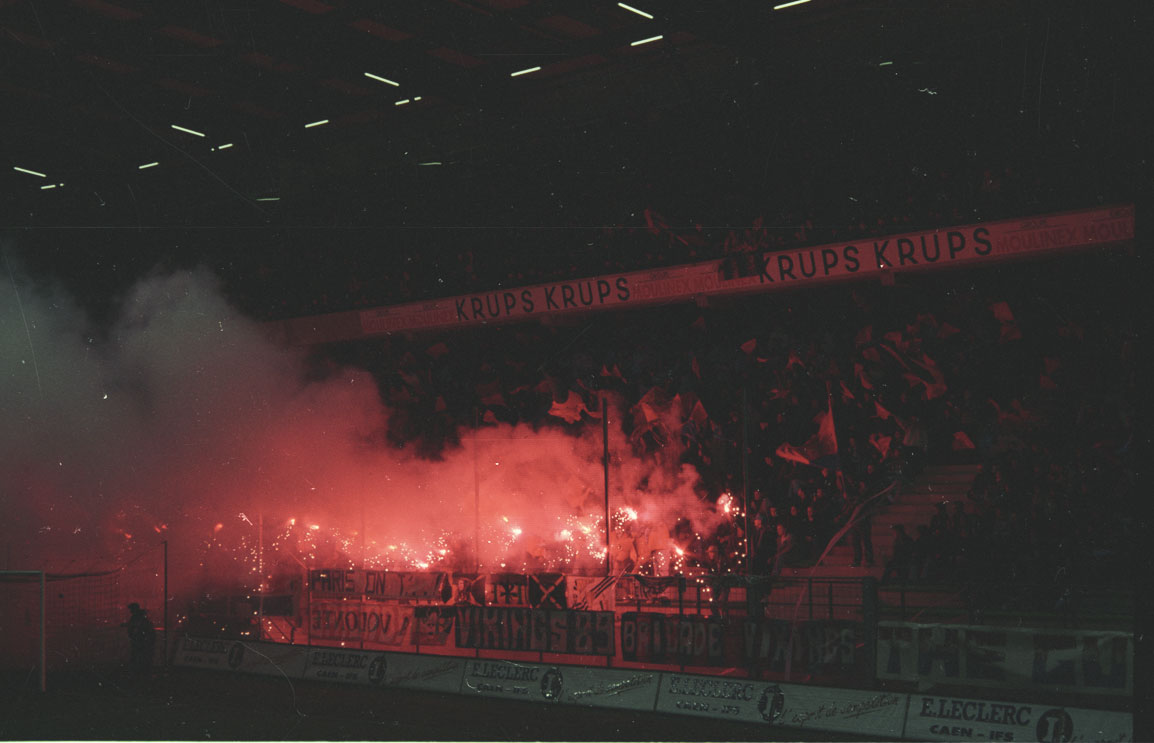
Caen - Le Havre (février 1994)
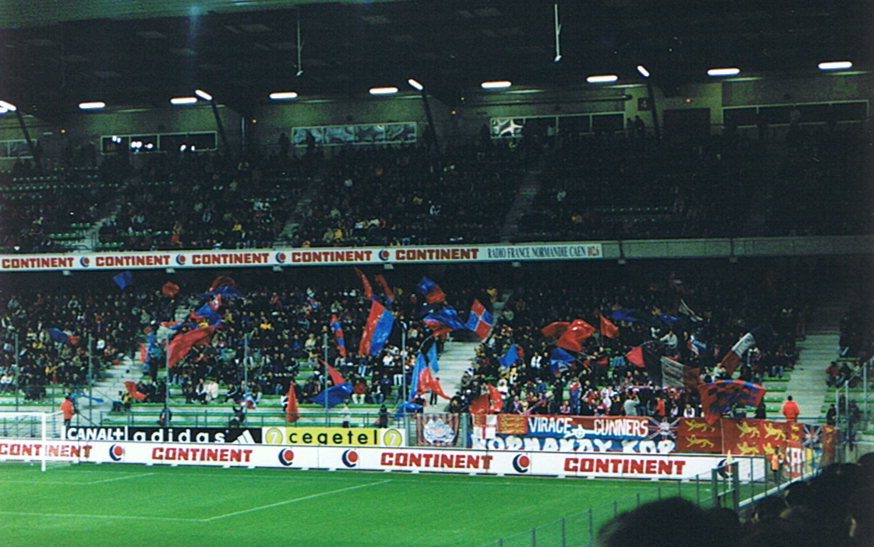
Caen - Ajaccio (99/00)
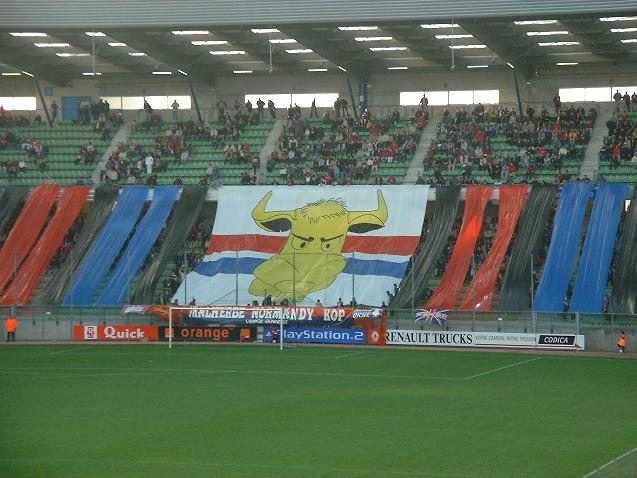
Caen - Metz (02/03)
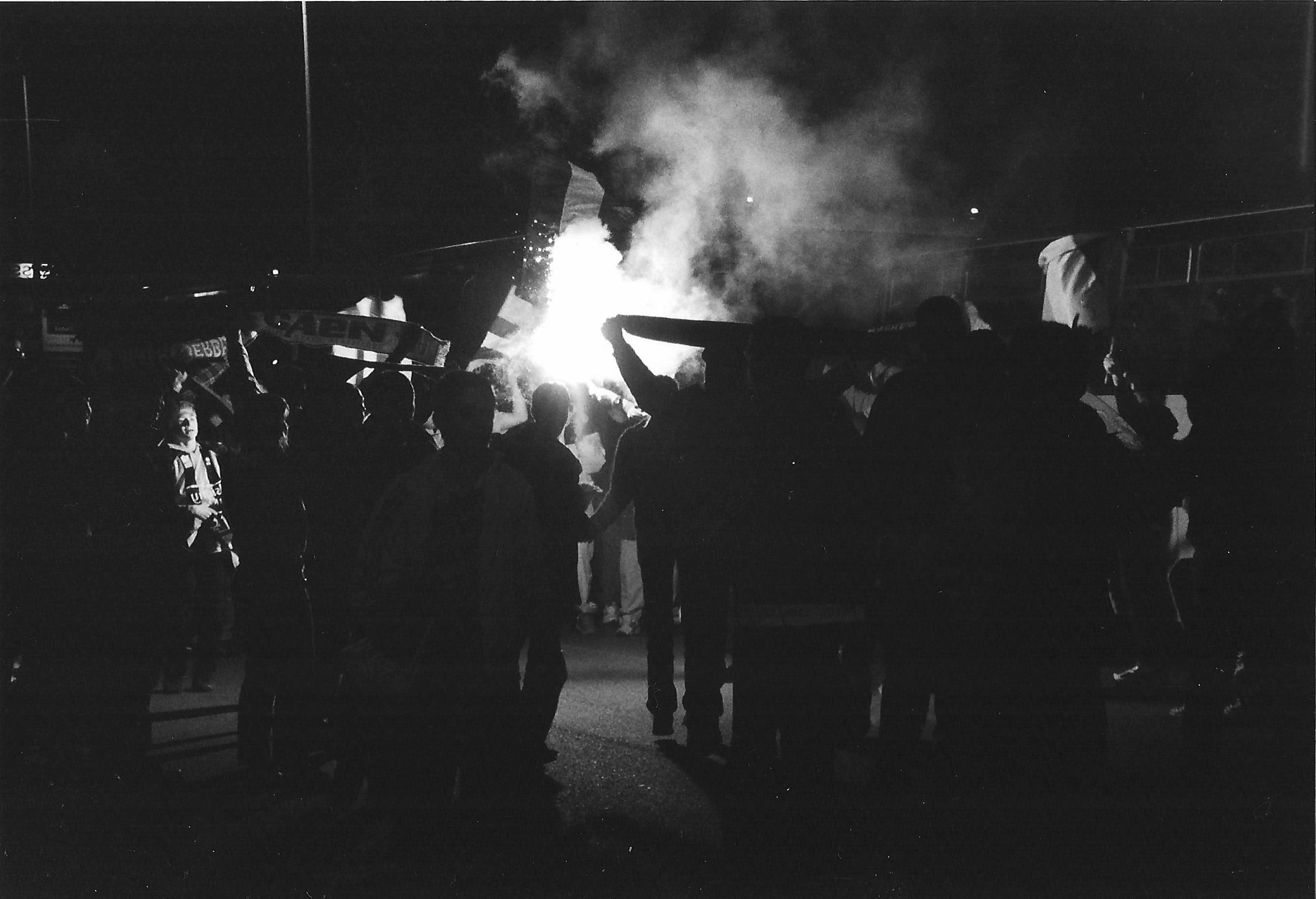
Supporters (FC Rouen-SM Caen, 2004)
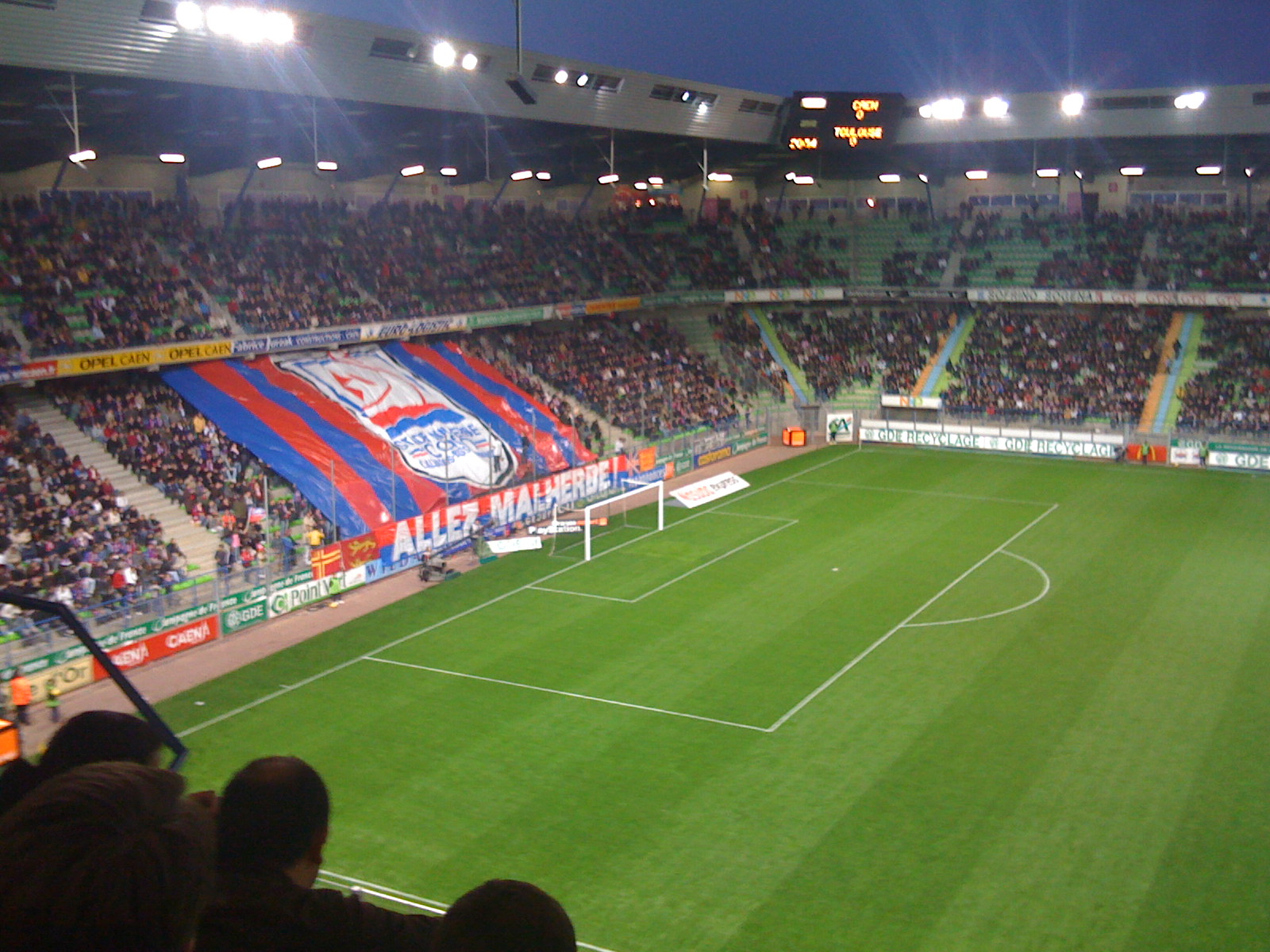
Tifo de l'ancien blason à d'Ornano (2009)
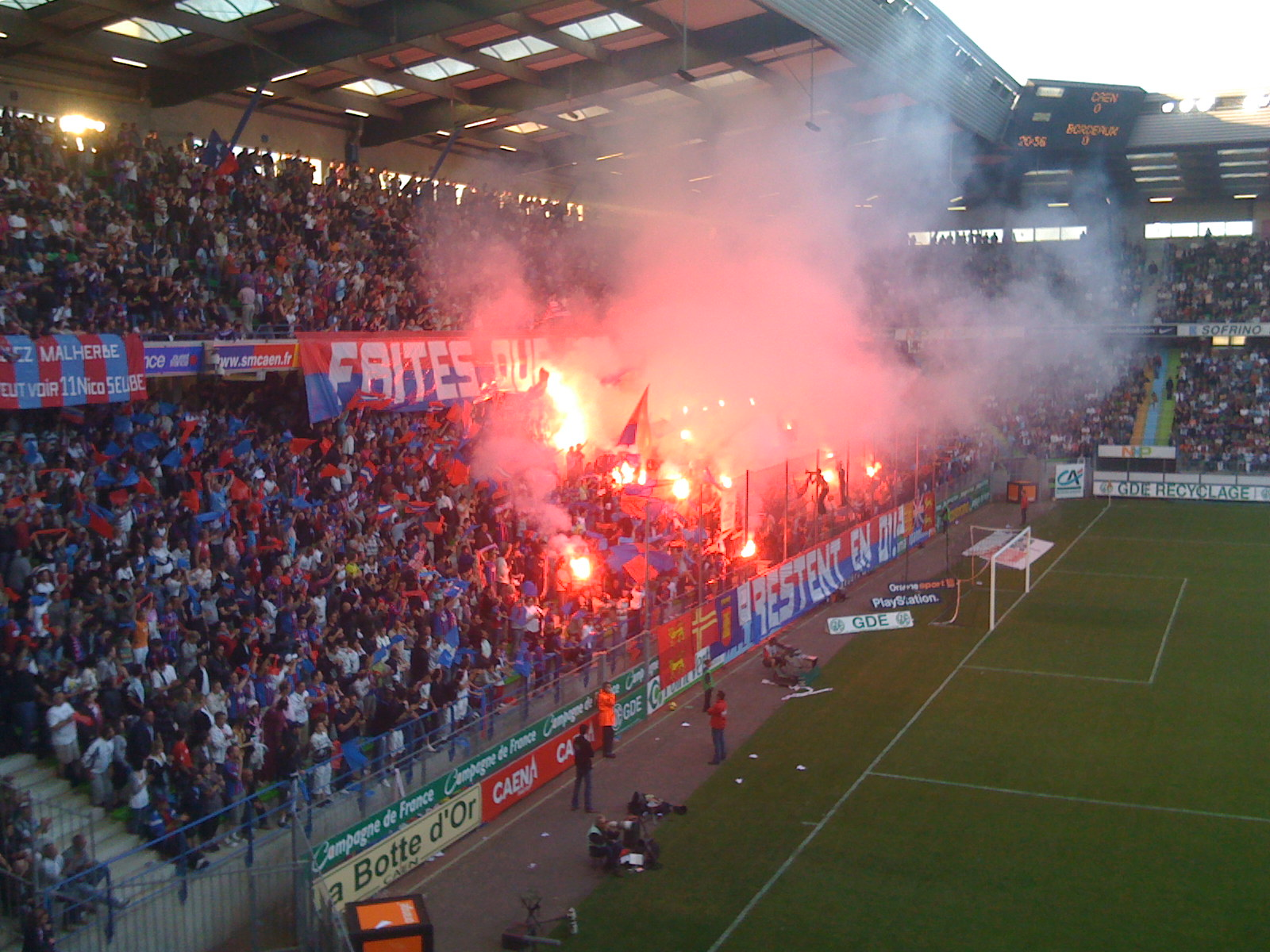
Fumigènes au stade d'Ornano (2009)
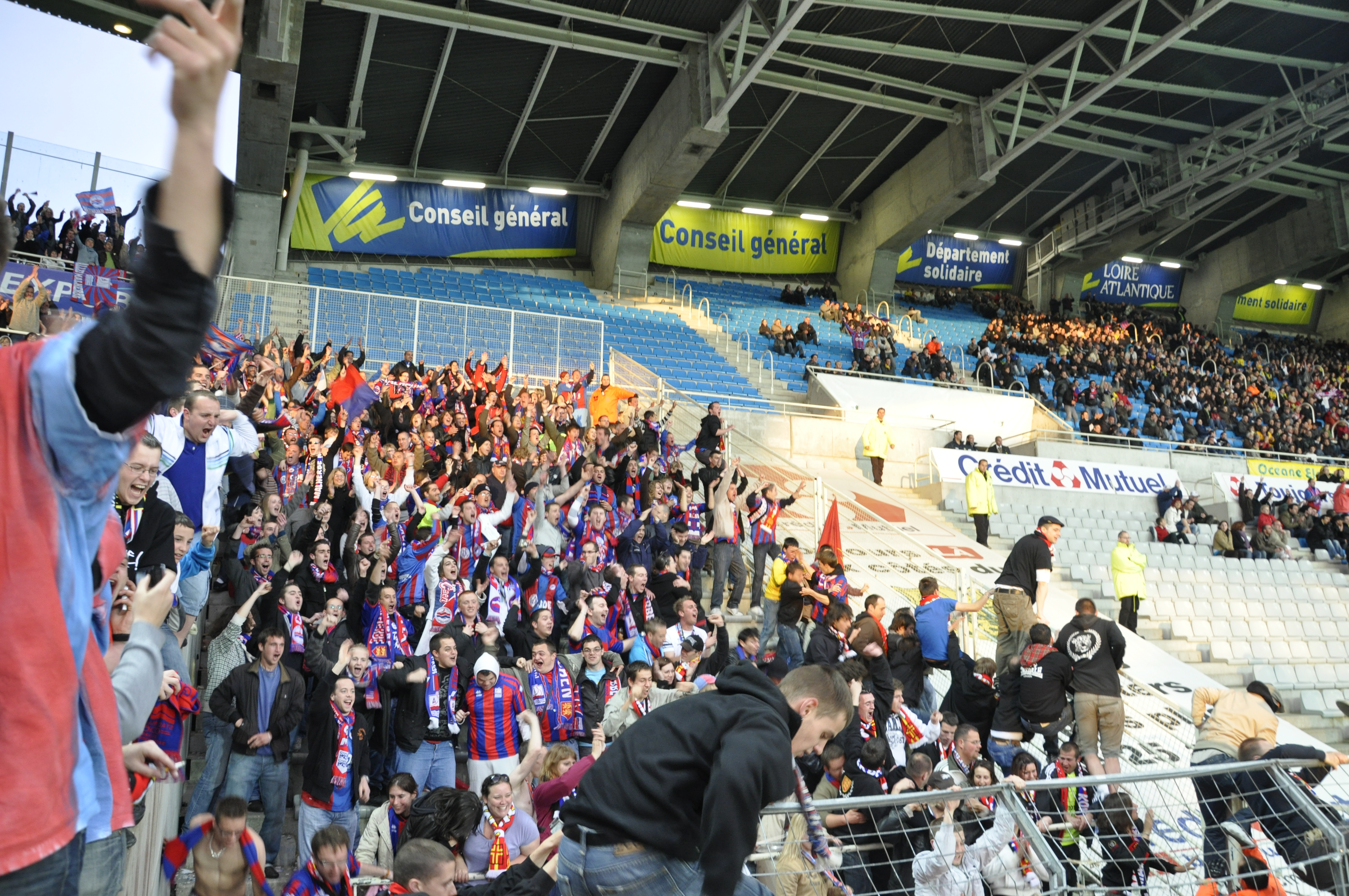
Lors du match du titre à Nantes (2010)

### Supporters célèbres
Avec les bons résultats connus par le Stade Malherbe à la fin des années 2000, certaines célébrités se sont déclarées supporters du club, notamment Denis Brogniart (animateur TV), Alexandre Ruiz (commentateur sportif, animateur TV), Flavie Flament (animatrice TV et radio, fille d'un ancien footballeur professionnel du club), Michel Drucker (animateur TV), Nelly Viennot (arbitre de football, née à Flers), Cindy Fabre (mannequin et une présentatrice de télévision française, Miss France 2005), Olivier Baroux (humoriste) de Kad et Olivier, Henri Sannier (journaliste sportif et animateur TV), Daniel Mangeas (commentateur sportif), Thomas Thouroude (journaliste et présentateur de radio et TV), Orelsan (rappeur, acteur et réalisateur), Jean-Pascal Zadi (acteur et réalisateur) et Nicolas Batum (basketteur français). Enfin, Malika Ménard, miss France 2010, a travaillé régulièrement, jusqu’à son élection, comme hôtesse d’accueil dans les loges du stade Michel-d'Ornano.

### Relations avec les médias
Le magazine Allez Caen, édité par la société Sonocorm, couvre l’actualité sportive du club depuis 1990. Il prend la suite du bulletin Allez Malherbe qui était édité par le club des supporters éponyme. Le premier numéro sort pour la dernière journée de championnat de la saison 1989-1990 contre Lille. D'un rythme bimensuel à ses débuts, il est actuellement mensuel. Par ailleurs, le Stade Malherbe compte comme partenaires média le journal quotidien Ouest-France et les radios France Bleu Normandie (Caen) et Vire FM.
Le club a entretenu des relations difficiles avec les sites internet amateur le concernant à la fin des années 2000. En février 2007, les auteurs du blog satirique Papablog font l'objet d'une plainte devant la justice de la part de Franck Dumas et Patrick Parizon, respectivement manageur général et entraîneur de Caen. Le site reprenait à la sauce caennaise la recette du Petit José, parodie façon Le Petit Nicolas de l'entraîneur de l'Olympique de Marseille José Anigo. Malgré le classement sans suite de la plainte, les auteurs arrêtent le blog par peur de poursuite judiciaire. En novembre 2009, la rédactrice de Passion Malherbe, un des principaux sites non officiels d’actualité du club, décide de fermer le site. Se voyant reprocher de trop critiquer le club et l’équipe, elle n’avait plus le droit d’interviewer les joueurs ni d’assister aux entraînements, et s’était vue menacer d’une plainte en justice par Steve Savidan.
En 2011, un collectif baptisé Esprit Malherbe fait son apparition. Il lance un site Internet humoristique qui connaît un certain succès. Un groupe proche d'Esprit Malherbe signe la rédaction de l'encyclopédie du centenaire du SM Caen, distribuée par le club à partir de l'automne 2013. En 2014, le collectif devient We Are Malherbe (WAM). Il connaît avec la promotion du club en Ligue 1 une notoriété croissante,,.
Le 9 mai 2015, à l'occasion de la réception de l'Olympique lyonnais, le club inaugure un événement intitulé « #SMCFanZone ». Dans ce cadre, il invite des utilisateurs de twitter qui interagissent régulièrement à propos du club caennais, auxquels il offre le privilège d'accéder aux endroits inaccessibles du public, comme les vestiaires des joueurs ou bien la salle de conférence. Ce dispositif est reconduit pour la saison 2015-2016.[réf. souhaitée]